# Moor (heraldiek)

Morenkop in de vlag van Corsica

De Moor werd als wapenafbeelding al vroeg in de heraldiek gebruikt. De Moor staat als een gewoon wapenfiguur op veel wapenschilden en wordt veel gebruikt bij de schilddekking en het helmteken. Voorbeelden hiervan zijn het wapen van paus Benedictus XVI, het wapen van het prinsbisdom Freising en het wapen van het Duits adellijk geslacht Pappenheim.

## Kenmerken
Er wordt een menselijk figuur of delen hiervan getoond, bijvoorbeeld in het helmteken als een figuur of alleen als een romp. In het bijzonder wordt het hoofd afgebeeld. Zowel mannelijke als vrouwelijke personen worden opgenomen als wapen. Zij hebben blonde, goudkleurige haren of zwarte korte krullen. Ze kunnen voorzien zijn van een kroon of een witte hoofdband en oorringen. Een moor wordt afgebeeld in de heraldische kleur sabel (zwart) of in natuurlijke kleur.

## Moren op het wapen van Kirchberg en Fugger voorzien van een kroon (14de eeuw)
Het oude wapenschild uit de Zwaabse lijn van de graaf van Kirchberg laat reeds een gekroonde vrouwelijke figuur (maagd) zien met in haar hand drie bloeiende bloemen (roos, lelie of distel). Dit stond destijds voor de heilige drie-eenheid, waardoor het een verwijzing naar Maria lijkt te zijn. Op de zegel van graaf Coenraad van Kirchberg, die voorkomt op een oorkonde uit 1313 van de Abdij van Wiblingen, staat de gekroonde maagd afgebeeld met een kogel in haar rechterhand. In 1355 staat ze op de wapenrol van Zurich voor het eerst in kleur afgebeeld als Moor.
Op het wapen van Kirchberg krijgt de vrouwelijke Moor vanaf de 15de eeuw in plaats van een zwarte hoed een bisschopsmuts, eerst in plaats van de kroon op het hoofd, later in de hand. Dit is waarschijnlijk gedaan in opdracht van Eberhard van Kirchberg, nadat hij in 1407 tot bisschop van Augsburg werd benoemd.
In 1488 kende keizer Frederik III Illertissen een wapen toe, dat gebaseerd werd op het wapen van de toenmalige heer de graaf van Kirchberg. Het toonde een in het zwart geklede vrouwelijke Moor met een zwarte bisschopsmuts op haar hoofd, in haar rechterhand een groene tak met drie bladeren, hier waarschijnlijk met drie distels. De graven van Kirchberg stierven uit in 1520, kort daarop ontving Illertissen het wapen van de nieuwe heren van het landhuis.
Nadat de familie Fugger in 1507 het graafschap Kirchberg en de heerschappij van Weißenhorn, Wullenstetten, Pfaffenhausen en overblijfselen van het voormalige graafschap Märstetten hadden verworven, toont het wapen van de graven Fugger van Kirchberg en Weißenhorn ook de vrouwelijke Moor van Kirchberg met een mijter.
Een vrouw met een mijter staat ook op de wapens van Oberkirchberg vanaf minstens 1555 (maar dan nog niet als een vrouwelijke Moor), Unterkirchberg, de gemeente Illerkirchberg die ontstaan is uit deze plaatsen en het bestuursdistrict Neu-Ulm.

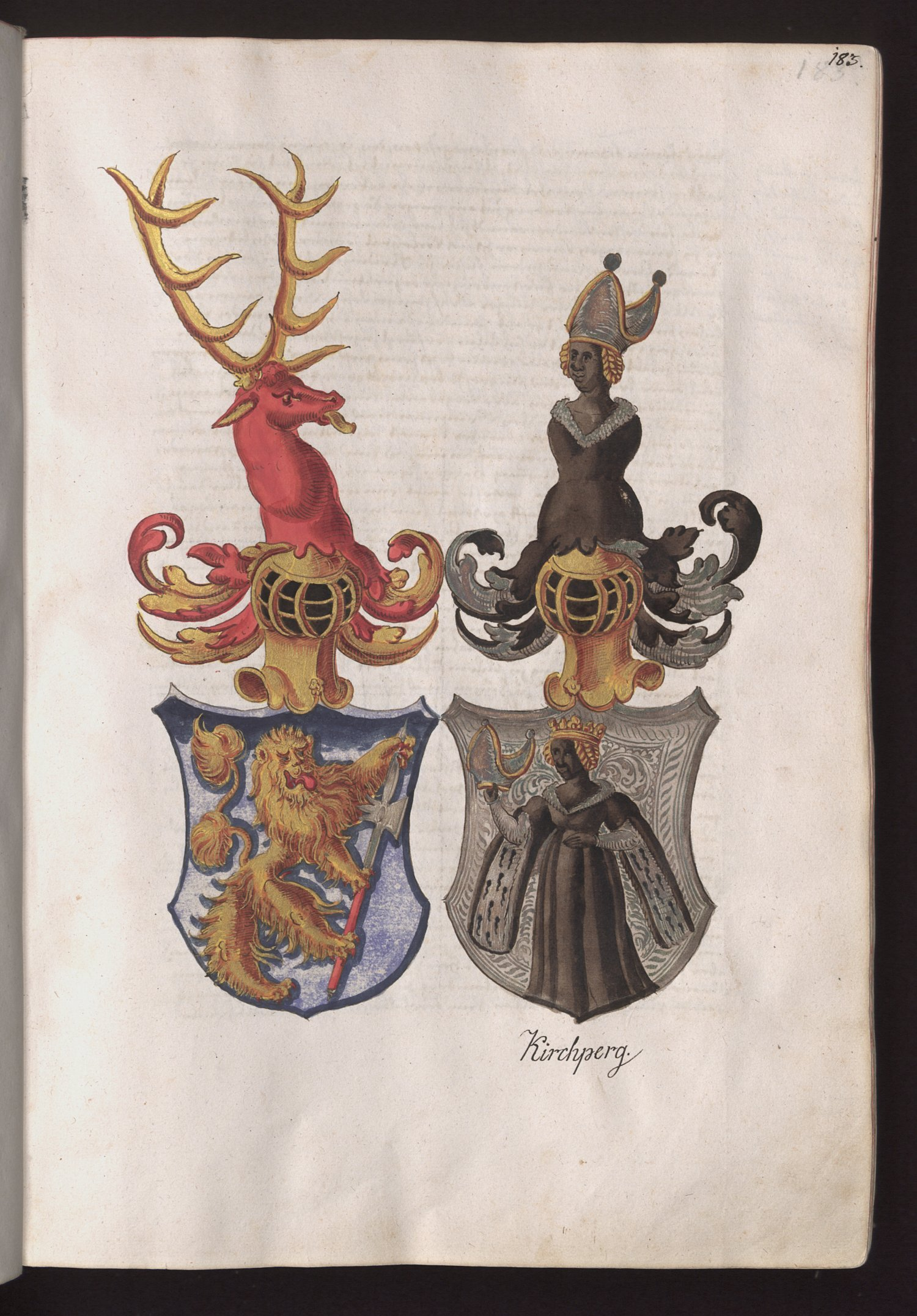
Wapen van Kirchberg in de kroniek van de graaf van Zimmern. (midden 16de eeuw)
Wapen van de gemeente Illerkirchberg
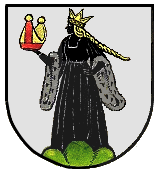
Wapen van Oberkirchberg
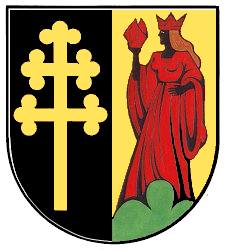
Wapen van Unterkirchberg
Wapen van het bestuursdistrict Neu-Ulm
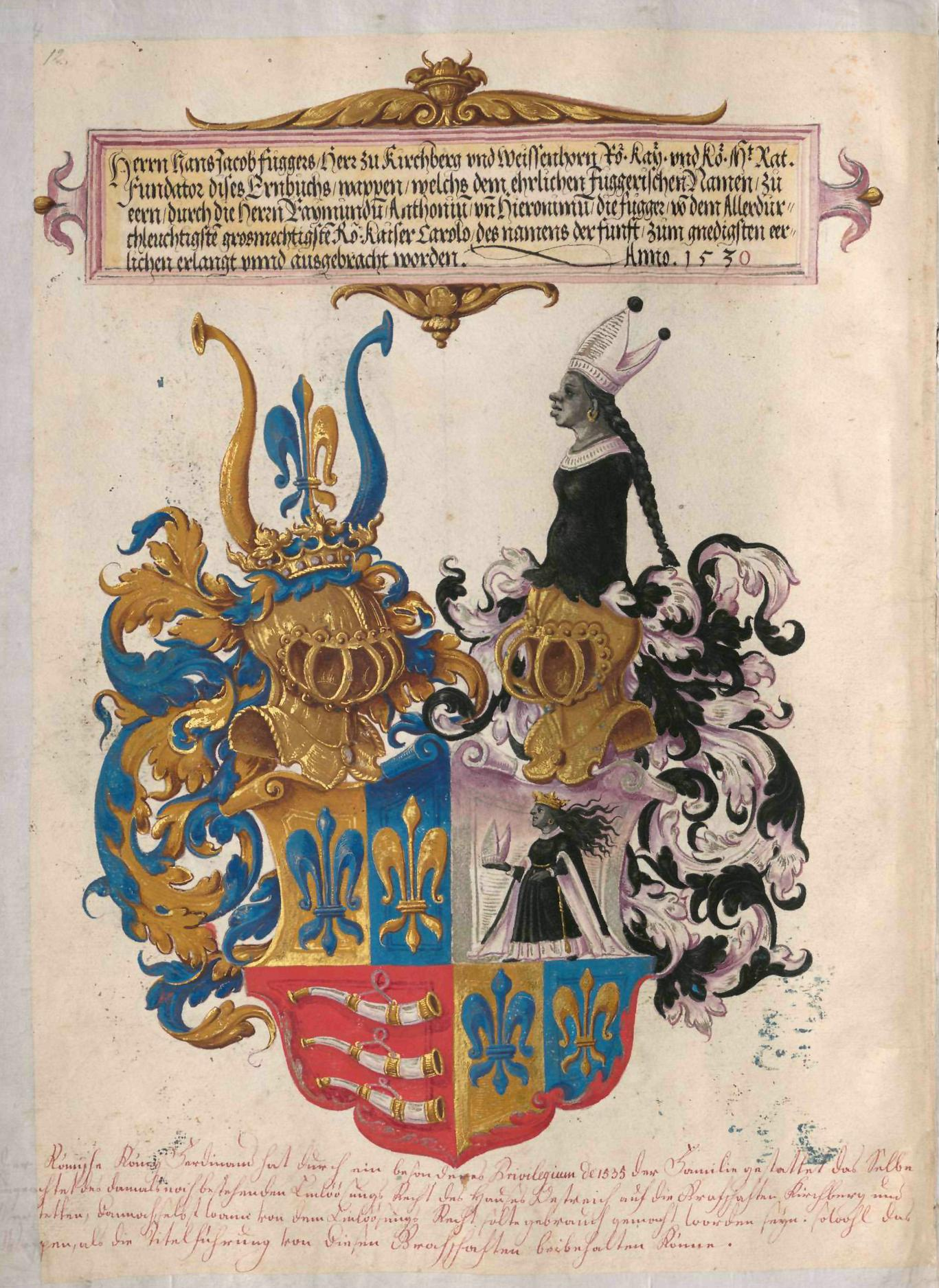
Wapen van graven van Fugger (verleend 1530)
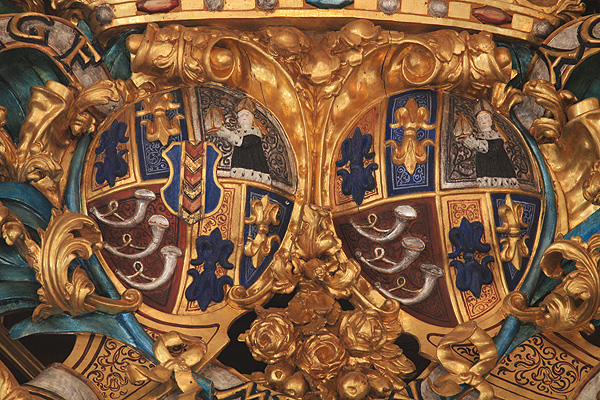
Twee wapens van de graven van Fugger (1535, nog met de vrouwelijke moor)
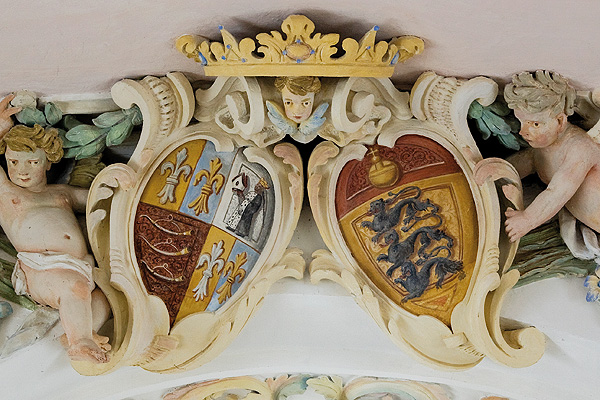
Wapen van bondgenootschap Fugger-Waldburg

## Andere wapens van Frederik III met vrouwelijke Moren
Naast het wapen van Illertissen (1488) heeft keizer Frederik III ook andere wapens met vrouwelijke Moren toegekend.

### Innsbruck, Wenen, Regensburg (15de eeuw)
Al op 17 december 1442 had Frederik aan Sigmund Rukenhauser uit Innsbruck een wapenschild verleend waarop "ain swarcze Morin bisz an die prust mit ainem gelben geflochten zopphen" stond afgebeeld. Op 5 juli 1471 stelde hij een wapenbrief op voor Georg Swab von Burgbernheim uit Regensburg. Zowel op het schild als op de helm staat een borstbeeld van een vrouwelijke moor. Op 28 februari 1472 gaf hij een wapenschild aan Claus Newffer waarop een vrouwelijke Moor te zien was. (Omschrijving: "ain barhawbte morin, becleidt in weyss habende in ir yeder hand auch ein aufrecht gelb salczschewfl und umb ir hawbt ein gepundn fliegen pinden, blab und weysz".) Op 10 maart van hetzelfde jaar ontvingen Sebald Schreyer en zijn vader Hanns Schreyer een wapenschild met een vrouwelijke Moor. (Omschrijving: "morin on fusz und on arm, in swarcz becleidet vorn mit dreyen gelben gesperren gelben gurtl gollir harpannt einem swarczn geflochten zopfen und gelben ringlein in den oren".) In 1487 ontvingen ook Hans en Lorenx Mordeisen een wapen met een Moor erop.

### De mannelijke Moor c.q. vrouwelijke Moor van Tuttlingen-Möhringen (15de eeuw)

Wapen van Tuttlingen-Möhringen

Voormalig wapen van Seitingen

Het wapen dat door keizer Frederik III in 1470 is verleend aan de voormalige stad Möhringen aan de Donau is tegenwoordig nog steeds van belang. Vanaf 1973 maakt Möhringen deel uit van de stad Tuttlingen. Men beweert dat de Möhringen in de 19de eeuw hier een vrouwelijke Moor van hebben gemaakt die in de volksmond, afgeleid van de plaatsnaam, "Möhrin" wordt genoemd. Maar met het oog op Frederik III, zou het al vanaf het begin een vrouwelijk Moor kunnen zijn geweest. In brons gegoten siert ze levensgroot de fontein in het centrum van de stad.
Hiermee verbonden is waarschijnlijk ook het tot 1977 gebruikte wapen van de buurgemeente Seitingen.

## De Moor op het wapen van Wolffskeel en Grumbach (14de eeuw)

### De Moor van Wolffskeel
Het wapen van de adellijke familie Wolffskeel toont een naar links stappende Moor met drie rode rozen. Voor het eerst is dit wapen te zien bij prins-bisschop Wolfram Wolfskeel von Grumbach (1322-1333). Traditiegetrouw gaat het hier om de heilige Mauritius.
De grafstenen van bisschop Wolfram en zijn neef Otto II von Wolffskeel(† 1345), die hem in 1333 als bisschop van Würzburg opvolgde, zijn nu nog te bezichtigen in de Dom van Würzburg. Op zijn wapen staan twee Moren, waarvan een naar links en een naar rechts stapt.
Er zijn nog twee grafstenen te bezichtigen in het Museum voor Franken in Würzburg:
- Eberhard von Wolfskeel († 1379)
- Friedrich von Wolfskeel († 1408)

### De Moor van Grumbach
De familie Grumbach zijn van dezelfde oorsprong als de Wolffkeels en gebruikten in het begin ook hetzelfde wapen.
Daarom staat de Moor ook in het wapen van Grumbach en dus ook op het ceremonieel zwaard en op munten van de prins-bisschop van Würzburg, Johann III van Grumbach (bisschop van 1455 tot 1466). Toen de Wolffskeel een wijziging van het wapen eisten, om zich te kunnen onderscheiden van de door hen verfoeide Grumbachs, legde de Rooms-Duitse Keizer Maximiliaan I in 1492 vast dat de Moor van Grumbach naar links en de Moor van Wolffskeels naar rechts stappen moest.
Het wapen met de Moor staat ook op de meestal door Tilman Riemenschneider gemaakte grafmonumenten van de volgende adellijke Grumbacher:
- Eberhard von Grumbach († 1487)
- Konrad von Grumbach († 1526)
- Hans von Grumbach-Estenfeld († 1529)
- Wilhelm von Grumbach (1503–1567)

Daarom staat ook op enkele andere gemeentewapens Van gemeenten die vroeger in bezit waren van de Wolffskeels of de Grumbacher ook een Moor afgebeeld.
Hiervan afgeleid is bijvoorbeeld ook de Moor van Uettingen en de Moor van Unterpleichfeld.
Tot 1974 stond de Moor van Wolffskeel ook op het wapen van het bestuursdistrict Würzburg.

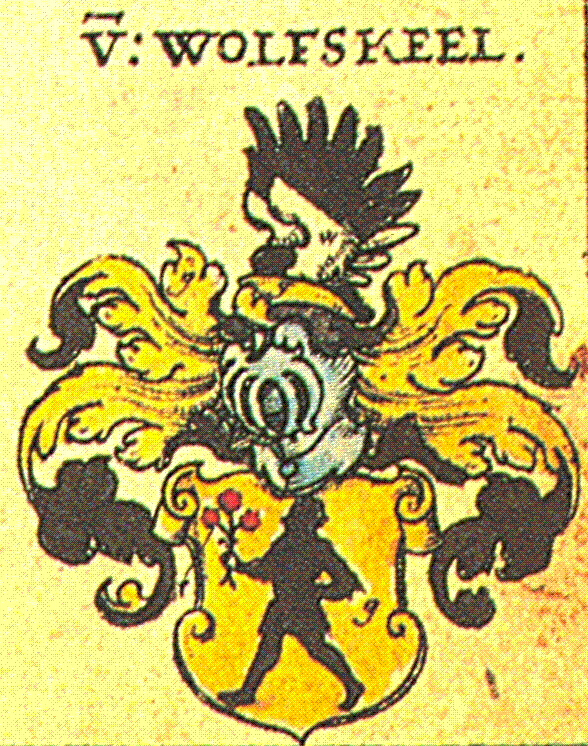
Wapen van de familie van Wolffskeel volgens het wapenboek van Johann Siebmacher
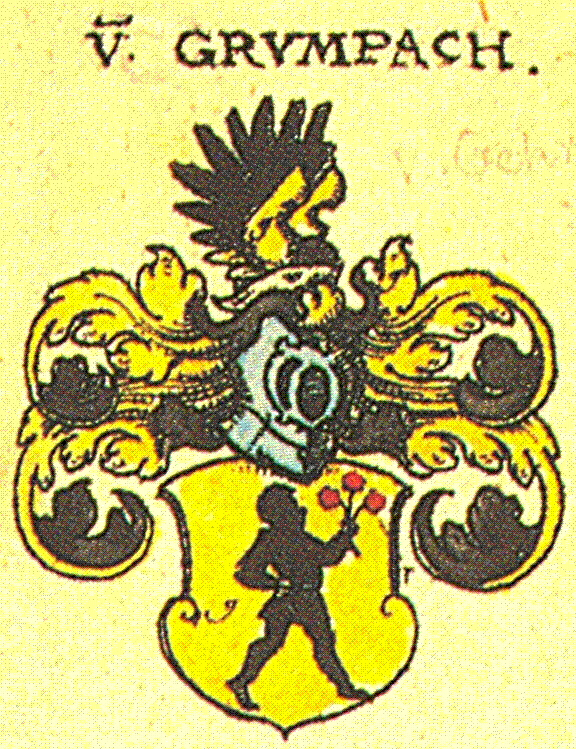
Wapen van de familie Grumbach sinds 1492 volgens het wapenboek van Johann Siebmacher
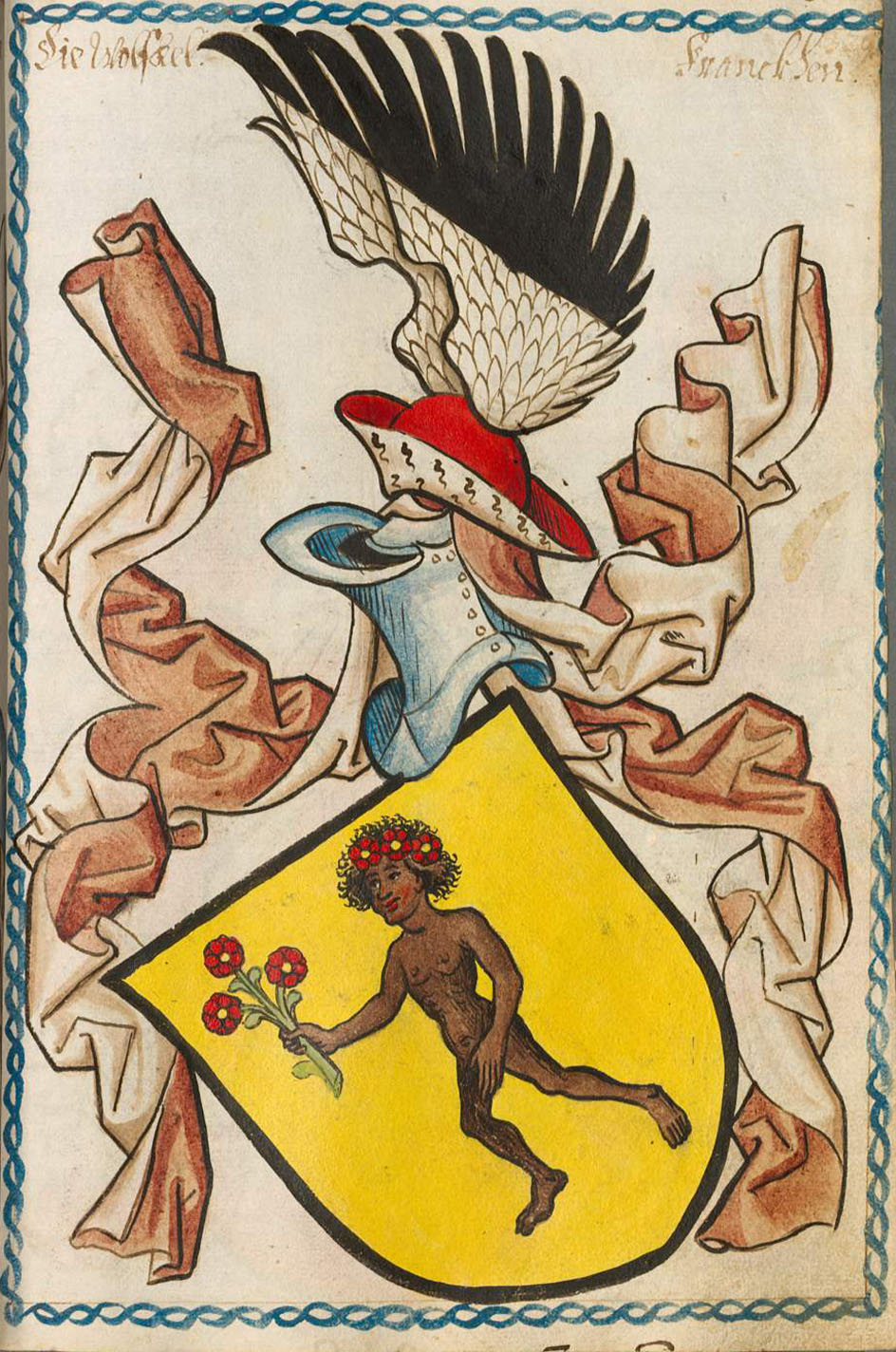
Wapen van Wolffskeel in het Tiroler wapenboek
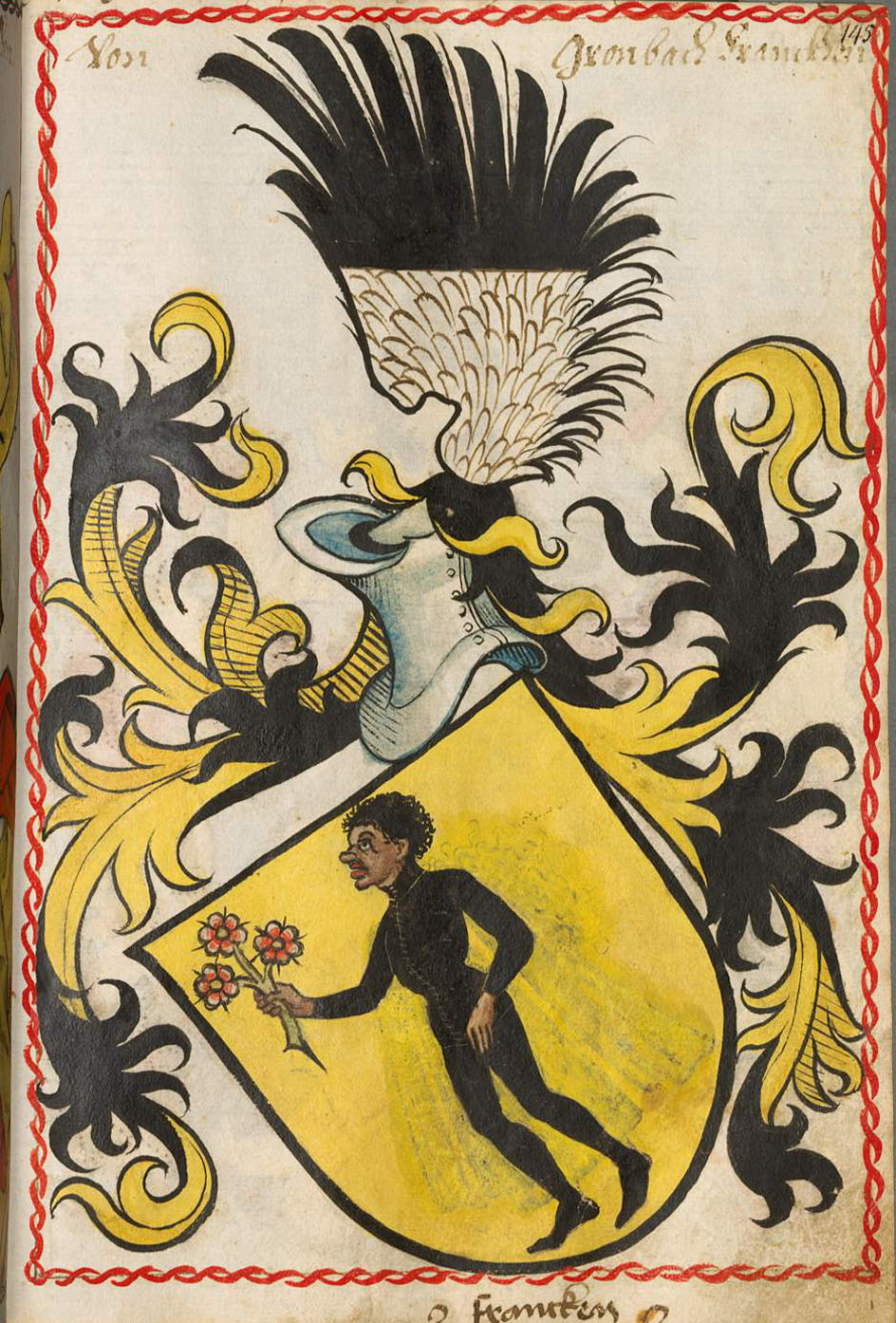
Wapen van Grumbach in het Tiroler wapenboek
Wapen van Uettingen met de Moor van Wolffskeel
Wapen van Unterpleichfeld met de Moor van Wolffskeel / de Moor van Grumbach

## De gekroonde moor van Freising (13de eeuw)

### De Moor van Freising
Ook het bisdom Freising en het district Freising hebben een Moor in het wapen. De gekroonde Afrikaan ("caput aethiopis") verscheen voor het eerst in 1284 op het wapen van bisschop Emicho Wildgraf von Wittelsbach (1283–1311). De titel Wildgraf von Wittelsbach laat niet zien dat hij aan vaderskant afstamt van de Kyrburger en via zijn grootmoeder afstamt van de Kirchbergers. Zijn oom Coenraad was al bisschop van Feising († 1278) zodat een link met het wapen van Kirchberg voor de hand ligt.
Volgens de legende werd echter al eerder de Moor opgenomen op het wapen van vorige bisschoppen. In het bijzonder bisschop Otto van Freising (1112-1158) die in het kader van zijn deelname aan de Tweede Kruistocht de Moor op het wapen kreeg verleend. Otto was de zoon van de heilige Babenberger Leopold III, markgraaf van Oostenrijk en Agnes van Waiblingen, dochter van keizer Hendrik IV en dus de kleinzoon van keizer Hendrik IV en oom van keizer Frederik Barbarossa. Zijn eerste opleiding kreeg hij in Klosterneuburg, dat zijn vader in 1114 opgericht had. In 1126 werd hij benoemd tot proost van dit klooster, waardoor een link met het altaar van Verdun met de Koningin van Seba voor de hand ligt. Aan het einde van de 15de eeuw plaatste men hem op een Klosterneuburgse muurschildering vanzelfsprekend bij een Moor. In 1586 wees de schilder Stephan Andreas Mayr hem een wapen toe met twee Moren. Ook dit schilderij is te vinden in Klosterneuburg.
Volgende de wijdverspreide opvatting is de Moor echter ontstaan door een verkeerde interpretatie van een beeltenis, die eigenlijk alleen een gekroond hoofd moest voorstellen, waarmee de bisschop Emicho de omvang van zijn bestuursgebied wilde laten zien. Het is denkbaar dat het eigenlijk om een portret gaat van Rudolf von Habsburg of van Emicho zelf. Een andere verklaring is de mogelijkheid dat het verwijst naar een verhaal in de handelingen van de apostels, waar een Ethiopische kameraar (financieel beheerder) door de apostel Filippus gedoopt wordt. (Apg. 8,26)
De figuur werd in 1316 dan duidelijk als een 'Moor' in een gekleurde uitgave op het dekblad van huis- en notitieboek van bisschop Coenraad III (1314-1322) afgebeeld. In 1340 staat deze dan op de wapenrol van Zürich reeds bij het bisschopswapen vermeld. Tot aan de opheffing van het bisdom Freising in 1803 stond de Moor steeds op het wapen van de bisschoppen van Freising. Vanaf 1846 mocht het nieuwe aartsbisdom München en Freising weer de Moor op het wapen dragen.
Ook in de Cosmograhia Universalis van Sebastian Münsters, waarin een afbeelding van de stad Freising staat, is een wapen opgenomen met daarin op het schild twee Moren, die echter wel twee verschillende gezichten hebben.

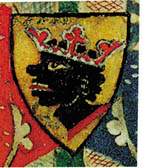
De Moor van Freising uit 1316
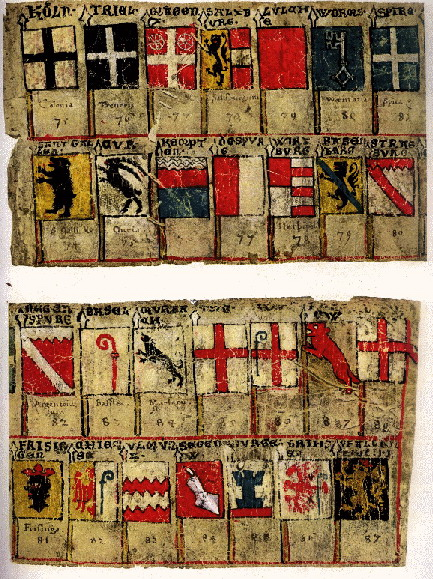
Wapen van het bisdom op de wapenrol van Zürich met de Moor voor Freising, 1340
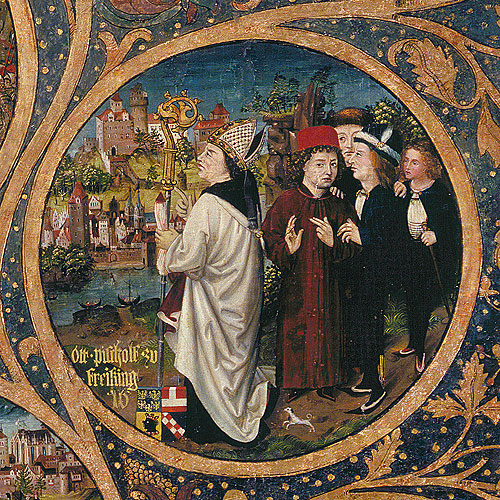
Het latere wapen met een Moor, omstreeks 1490
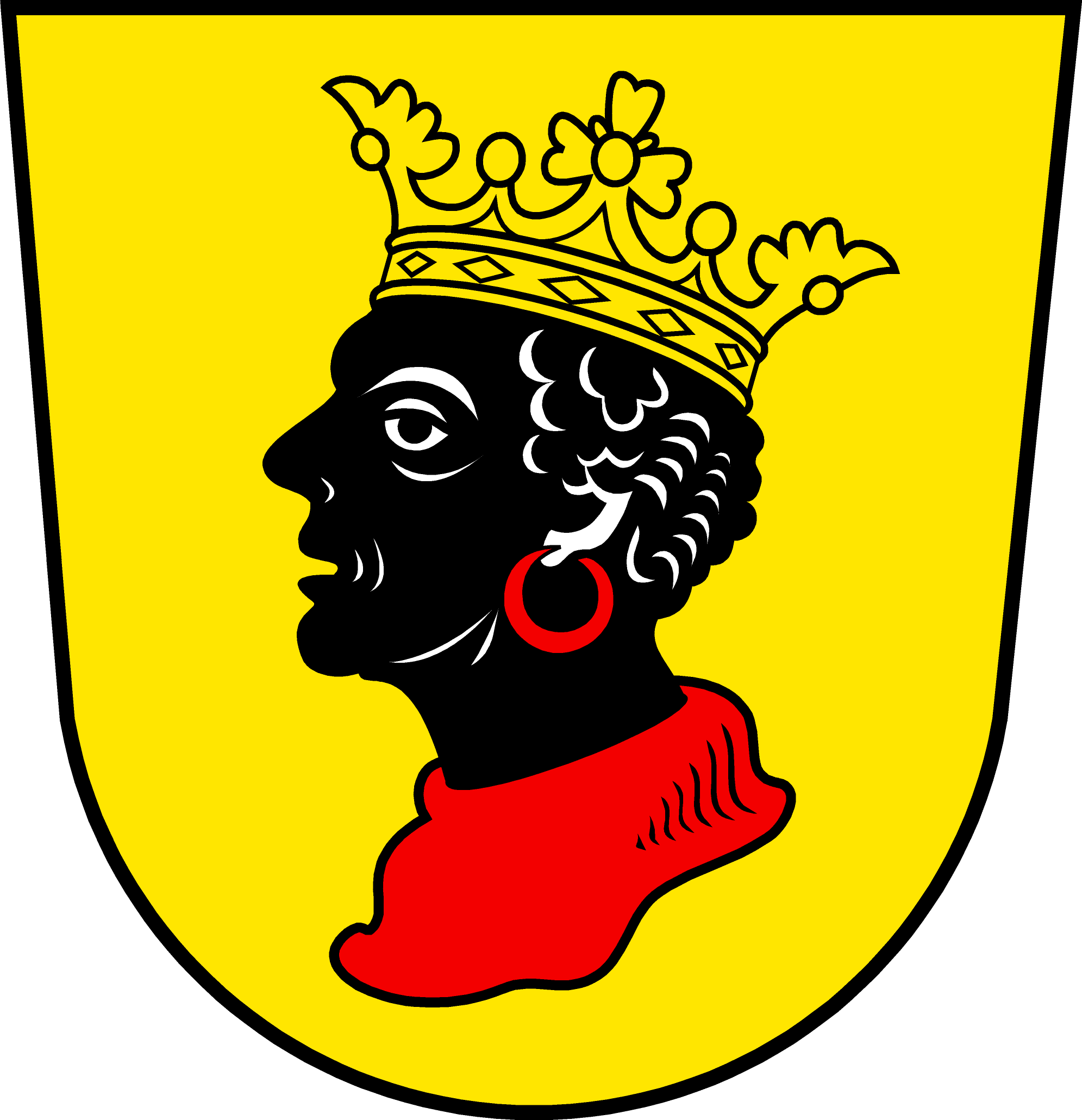
Wapen van bisdom Freising

### Wapens van gemeente en districten die afhankelijk waren van Freising
Talrijke steden en dorpen, die vroeger onderdeel uitmaakten van het bisdom Freising, hebben een wapen met "De Moor van Freising".

Wapen van bestuursdistrict Freising
Wapen van gemeente Eching (Landkreis Freising)
Wapen van Fahrenzhausen (Landkreis Freising)
Wapen van gemeente Zolling (Landkreis Freising)
Wapen van het bestuursdistrict Garmisch-Partenkirchen
Wapen van gemeente Mittenwald (Landkreis Garmisch-Partenkirchen)
Wapen van gemeente Pastetten (Landkreis Erding)
Wapen van gemeente Wörth (Landkreis Erding)
Wapen van Ismaning (Landkreis München)
Wapen van Unterföhring (in de buurt van München)
Wapen van gemeente Huisheim (Landkreis Donau-Ries)
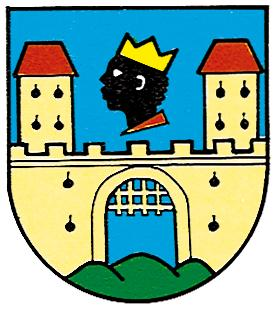
Wapen van statutair stad Waldhofen an der Ybbs (Neder-Oostenrijk)
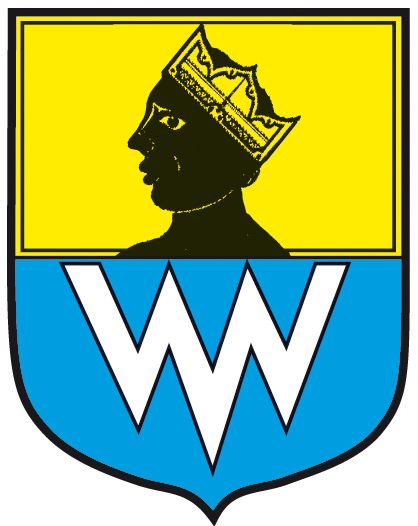
Wapen van Groß-Enzersdorf (Neder-Oostenrijk)
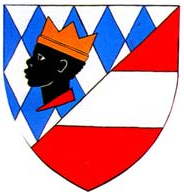
Wapen van Neuhofen an de Ybbs (Neder-Oostenrijk)
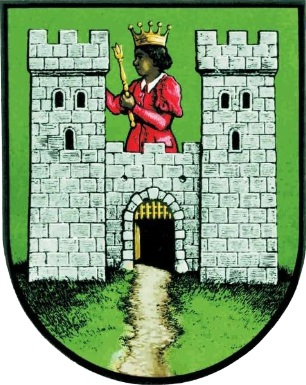
Wapen van Oberwölz Stadt (Steiermark)
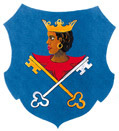
Wapen van Sankt Peter am Kammersberg (Steiermark)

Het wapen van Mittenwald is bijzonder omdat het in de allervroegste vorm een portret met vooraanzicht van een hoofd van een Moor laat zien. Het wapenrecht werd in 1407 door bisschop van Freising Berthold von Wehingen verleend.
Aanvullend in Neder-Oostenrijk:
- Hollenburg (gemeente Krems)
- Ulmerfeld

Steiermark:
- Oberwölz
- Sankt Peter am Kammersberg

Slovenië:
- Dovje
- Klevevz
- Severna Istra
- Škofja Loka

### Bisschoppelijke wapens die afhankelijk waren van Freising
Veel bisschoppen van Freising hebben de Moor overgenomen in hun eigen wapen, bijvoorbeeld:
- Bisschop Konrad III der Sendlinger (1314–1322)
- Bisschop Nikodemus della Scala (1421-1443)
- Bisschop Johann IV Tulbeck (1453-1473)
- Bisschop Philipp von der Pfalz (1498–1541)
- nog niet geïdentificeerde prins-bisschop
- Prins-bisschop Albert Sigismund van Beieren (1652–1668)
- Prins-bisschop Johann Franz Eckher von Kapfing und Liechteneck (1694/1695–1727)
- Prins-bisschop kardinaal Johan Theodoor van Beieren (1727–1763)
- Prins-bisschop Clemens Wenzeslaus van Saksen (1763–1768)
- Prins-bisschop Maximilian Prokop von Toerring-Jettenbach (1788–1789)
- Kardinaal Franziskus von Bettinger (1909–1917)
- Kardinaal Michael von Faulhaber (1917–1952)
- Kardinaal Joseph Wendel (1952–1960)
- Kardinaal Julius Döpfner (1961–1976)
- Kardinaal Joseph Ratzinger (1977–1982). Hij gebruikte de Moor ook op zijn wapen toen hij curiekardinaal was en uiteindelijk ook op zijn wapen als paus Benedictus XVI.
- Curiekardinaal Georg Gänswein (2012-dato) (als naaste medewerker van paus Benedictus XVI)

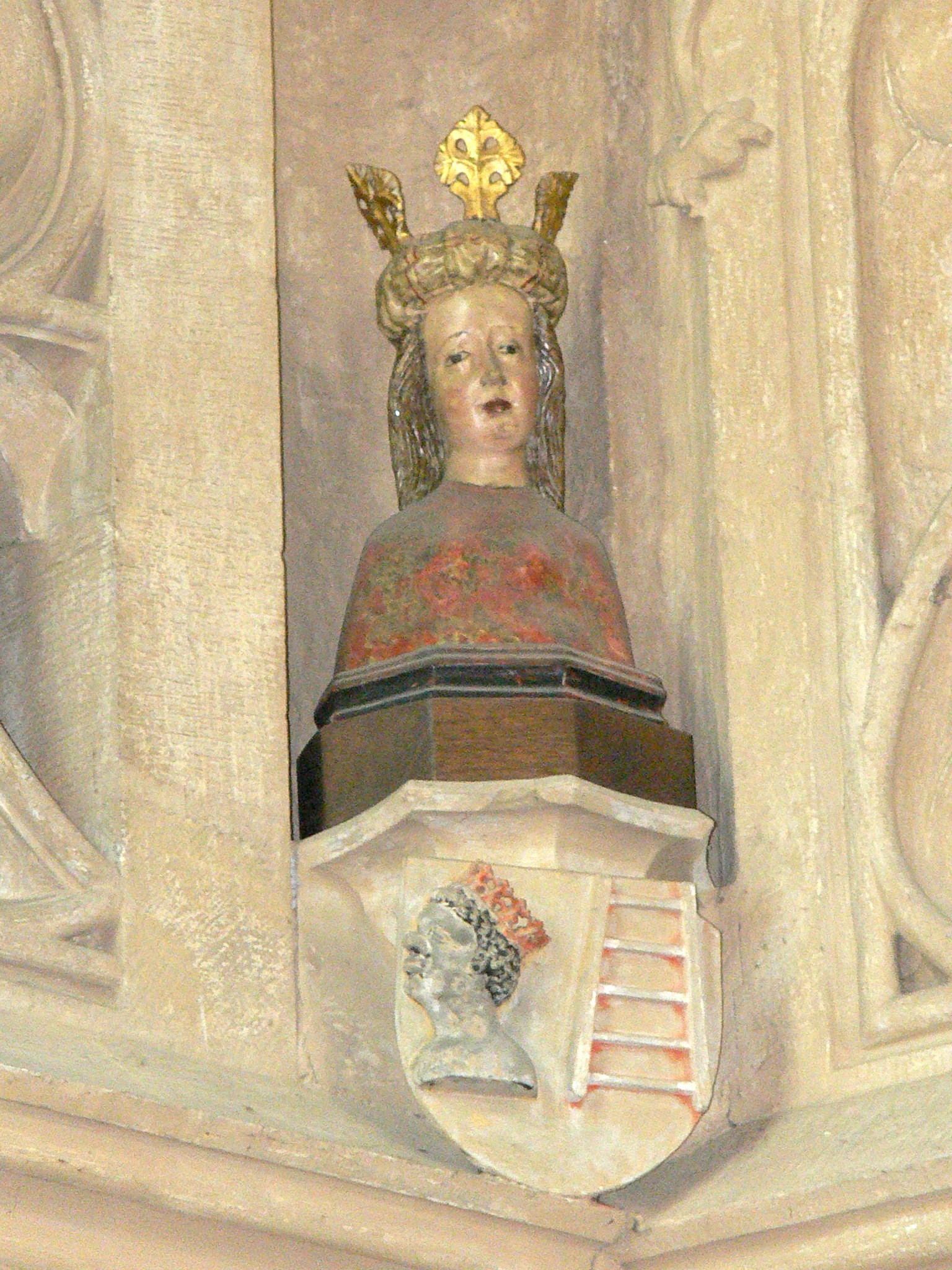
Oberwölz, het wapen van bisschop Nikodemus della Scala
Wapen van prins-bisschop Johann IV. Tulbeck von Freising
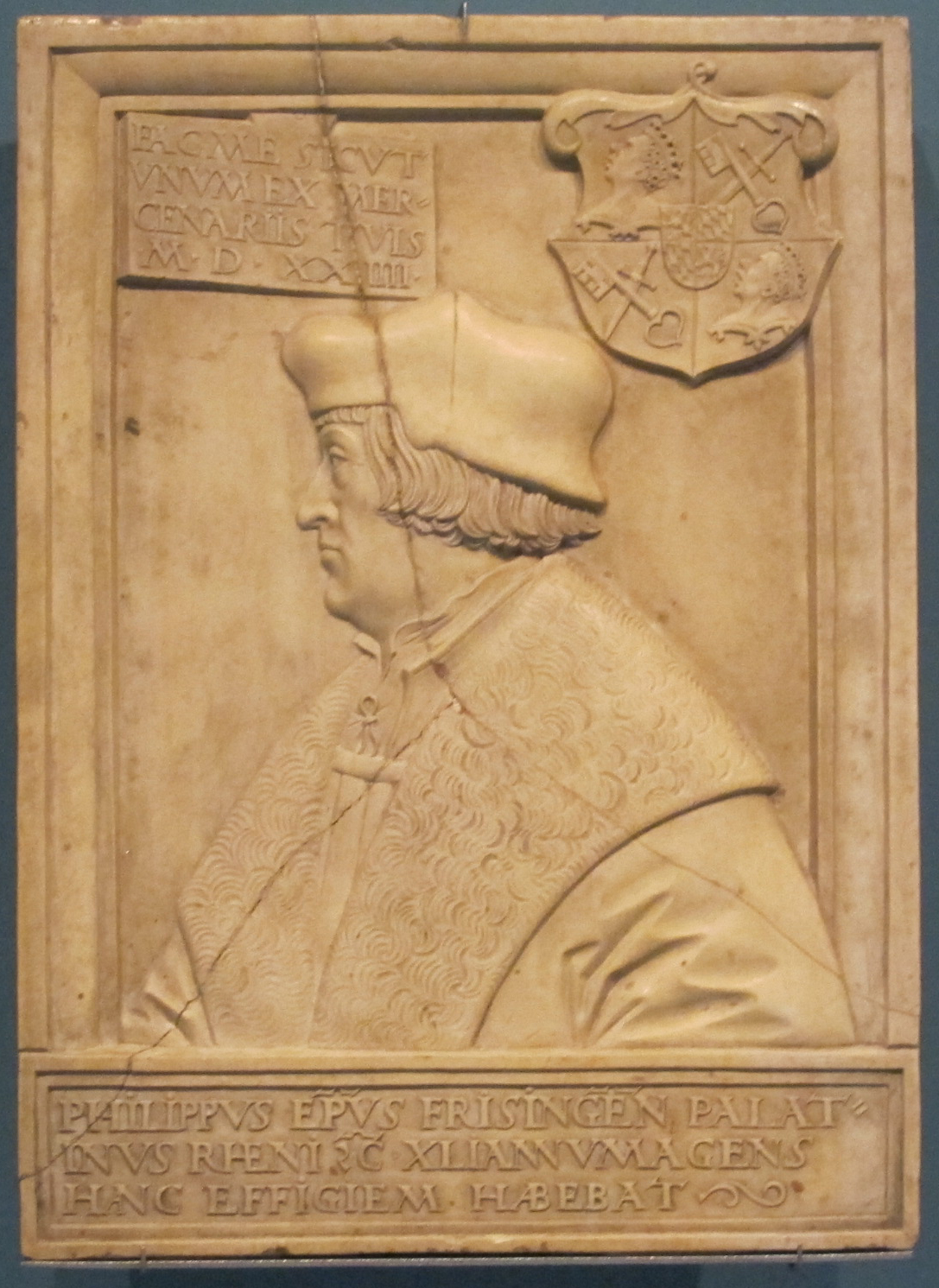
Prins-bisschop Philipp von Freising
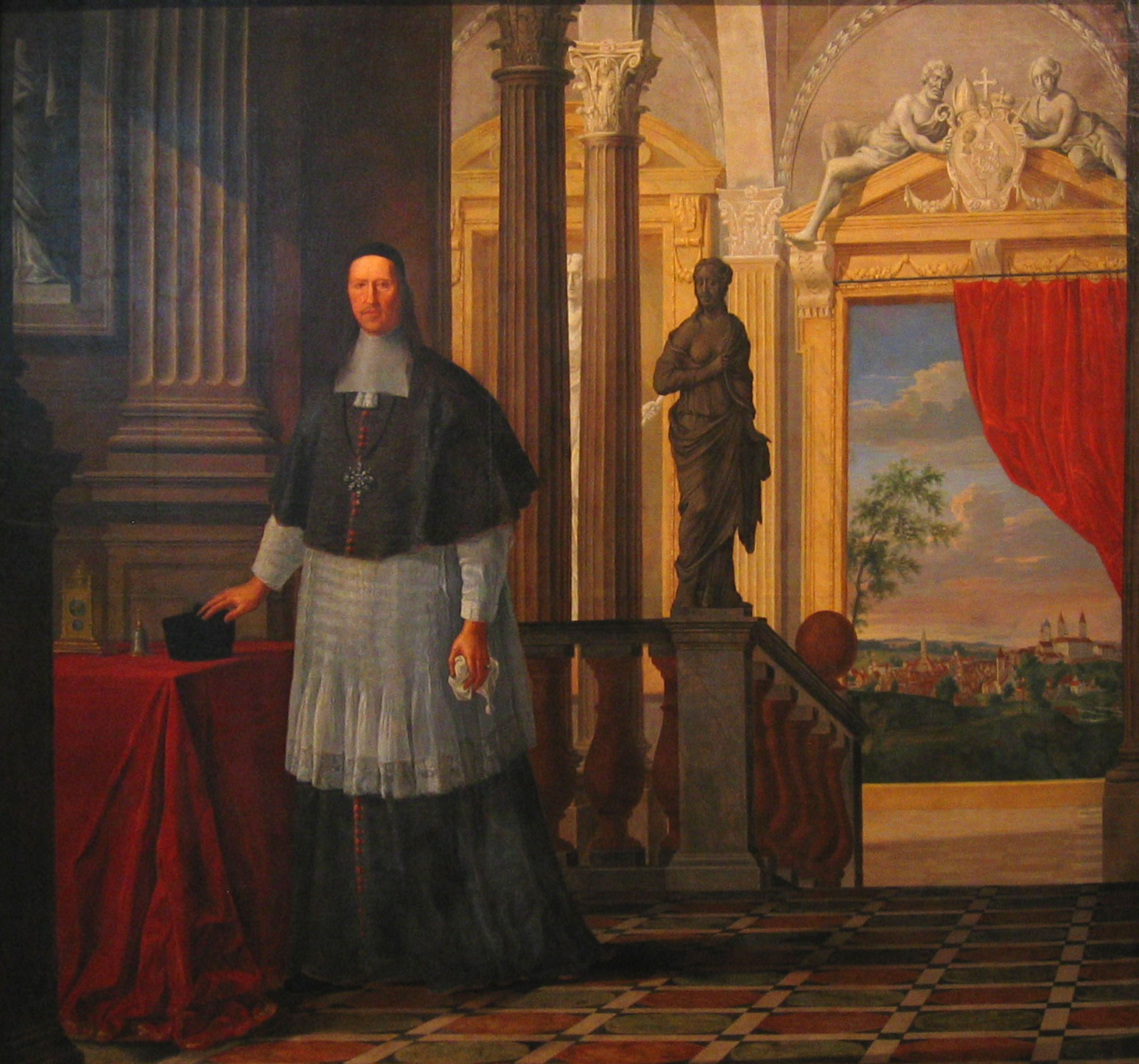
Portret van bisschop Albrecht Sigismund van Beieren met wapen met Moor boven het portaal
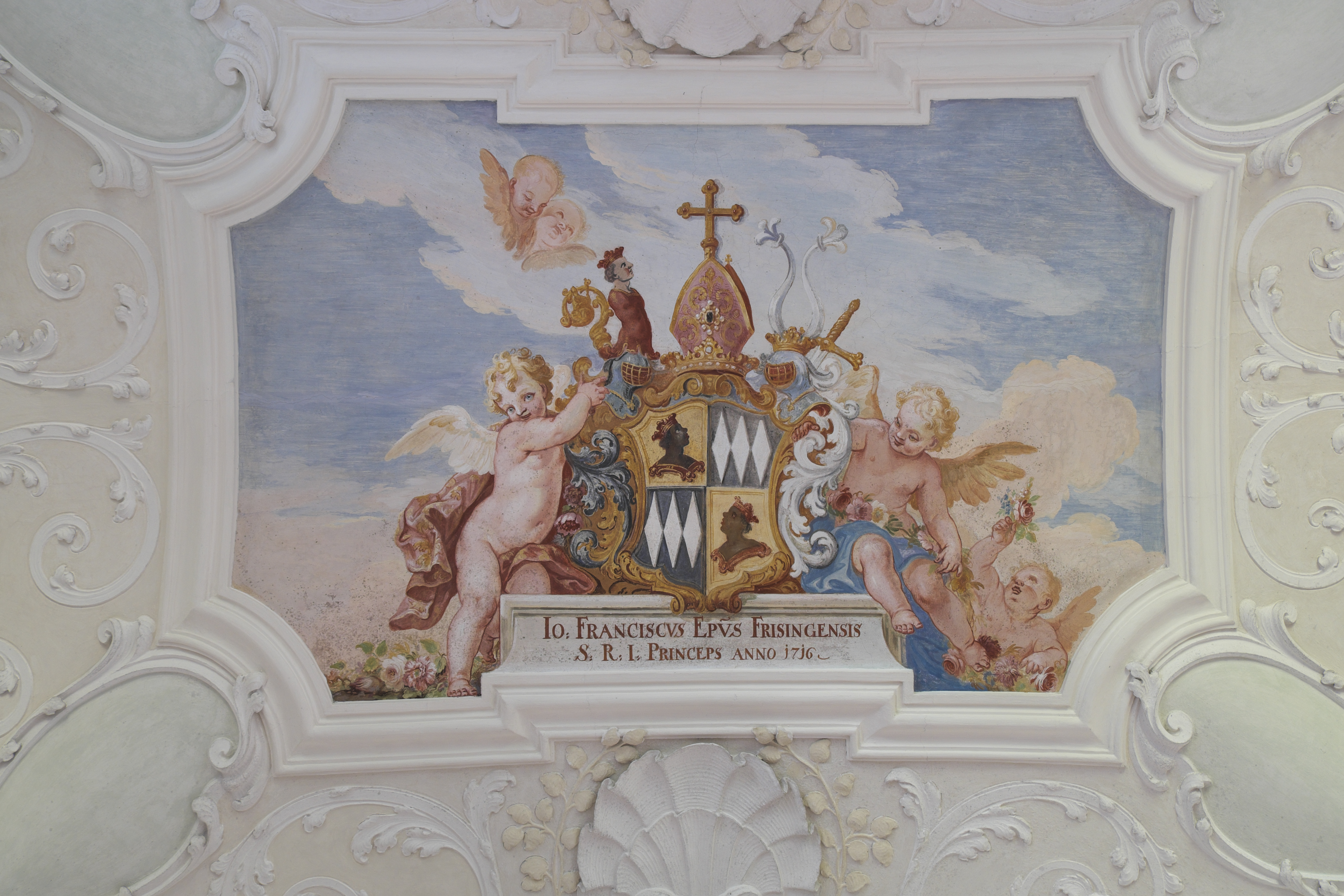
Wapen van prins-bisschop Johann Franz Eckher von Kapfing und Liechteneck in de kruisgang van de Dom van Freising
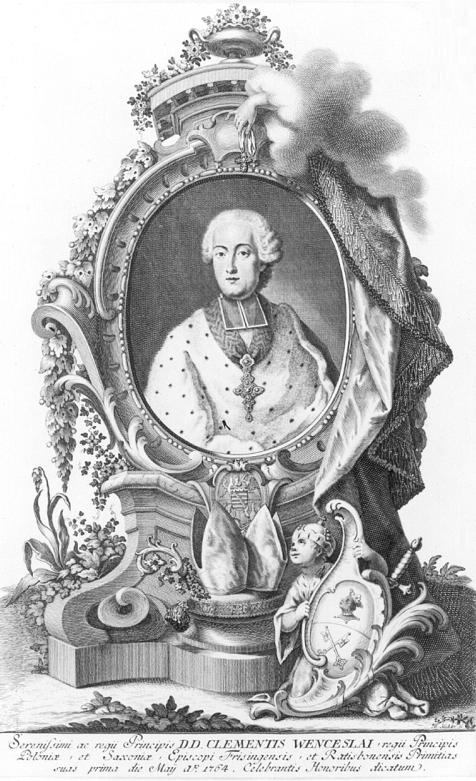
Wapen van bisschop Clemens Wenzeslaus van Saksen
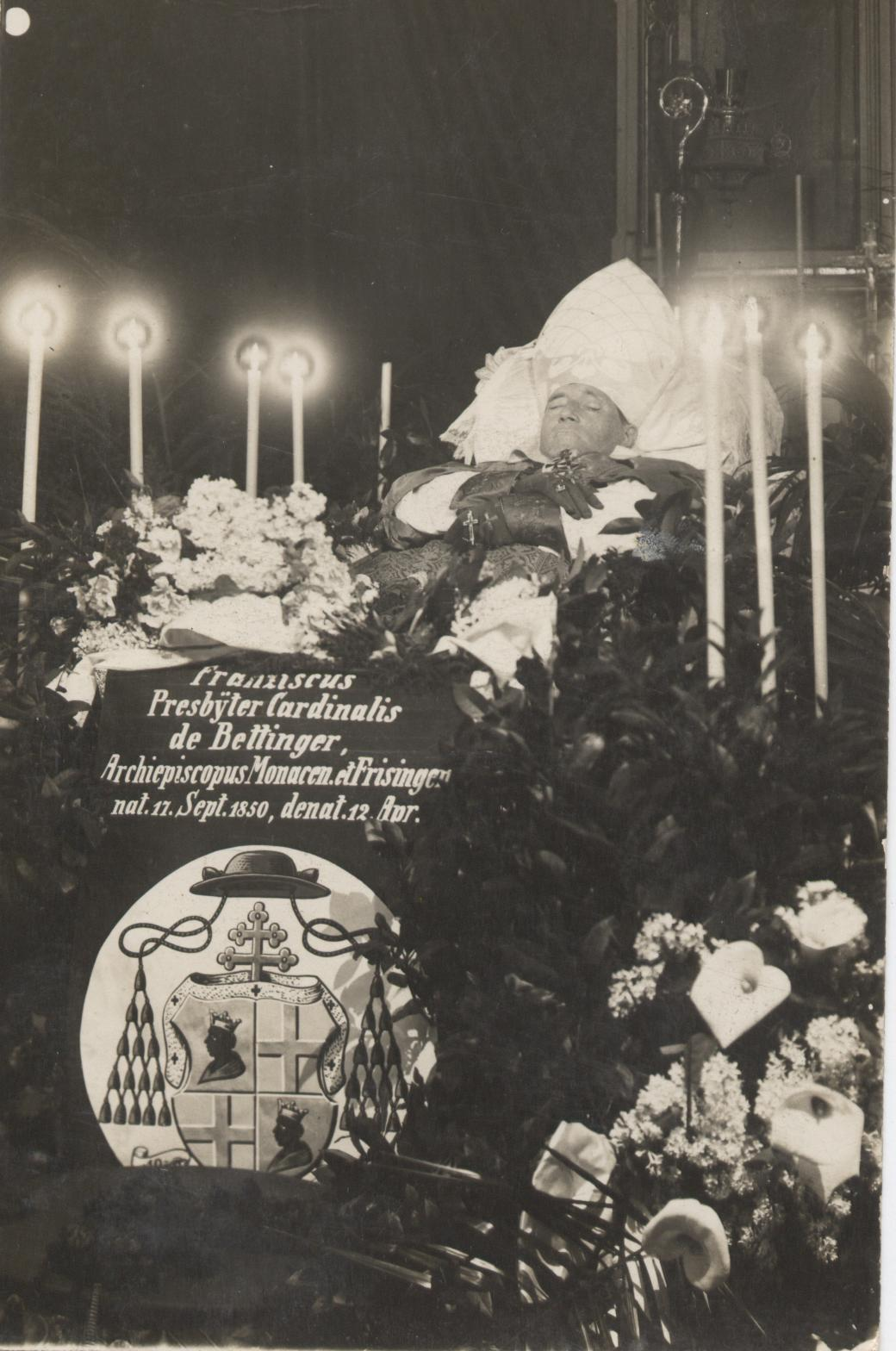
Wapen geplaatst voor de opgebaarde kardinaal Bettinger
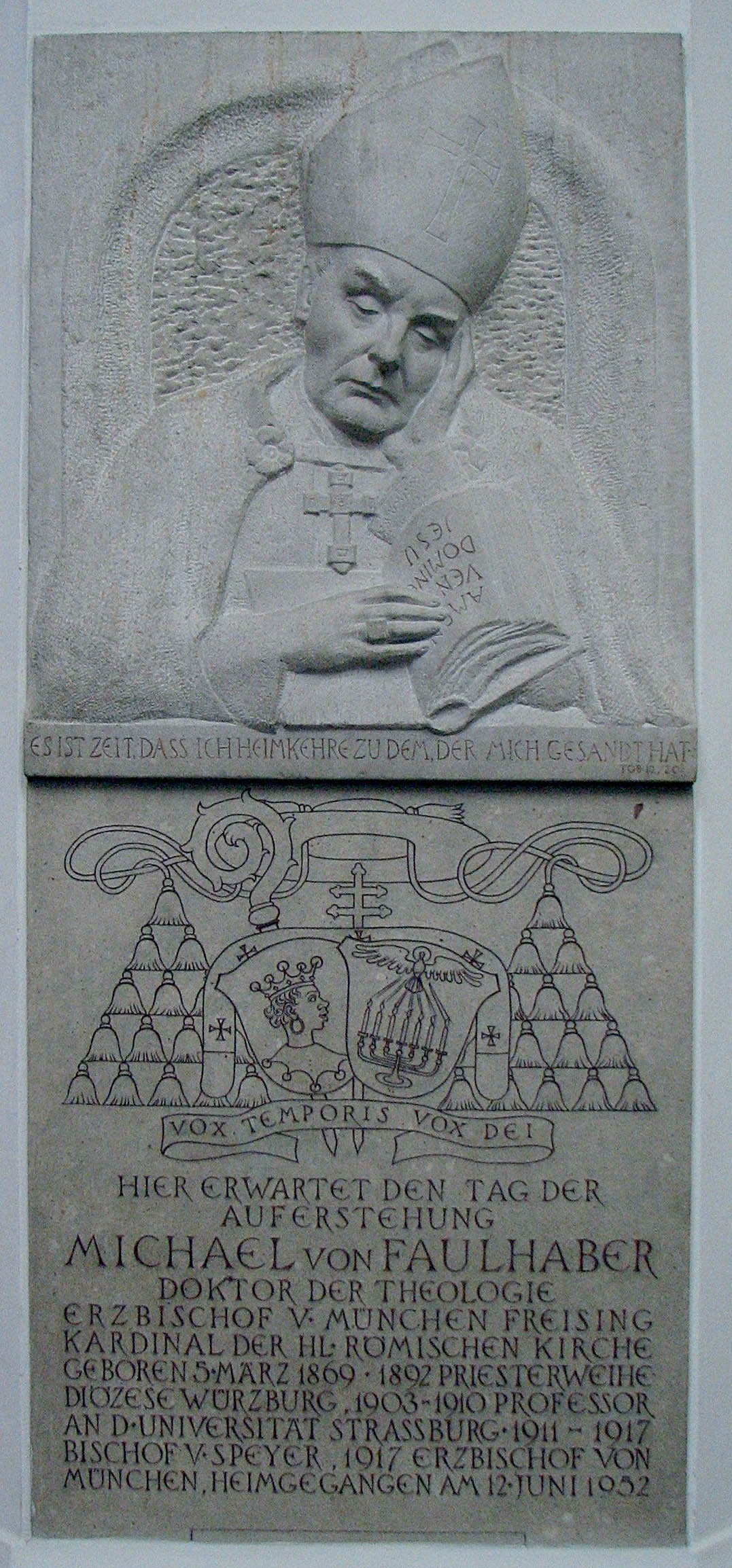
Gedenksteen voor kardinaal Faulhaber
Wapen van kardinaal Wendel
Wapen van kardinaal Döpfner
Wapen van aartsbisschop Joseph Kardinal Ratzinger
Wapen van paus Benedictus XVI met "De Moor van Freising"
Wapen van aartsbisschop Friedrich Kardinal Wetter
Wapen van aartsbisschop Reinhard Marx
Wapen van curie-aartsbisschop Georg Gänswein
Wapen van wijbisschop Wolfgang Bischof

### De moor/leeuw van Abfaltersbach

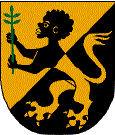
Wapen van Abfaltersbach

De moor/leeuw in het wapen van Abfaltersbach (Tirol)
De moor/leeuw is een fictief tweeledig wapenfiguur, waarbij het bovenlichaam uit een Moor bestaat en het onderlichaam van een leeuw is. De Moor is afkomstig van het wapen van Freising

## De gekroonde moor van Lauingen (15de eeuw)

Wapen van de stad Lauingen

De moor van Lauingen: Lauingen (Schwaben) heeft in het stadsarchief een oud zegel uit 1270 met daarop een mannenhoofd met lang haar, baard en beugelkroon, die volgens de legende Friedrich Barbarossa zou kunnen zijn. In 1451 draait het sindsdien vaak veranderde hoofd in profiel naar rechts. Hier is dan voor het eerst duidelijk een Moor met ketting, oorbel en kroon herkenbaar. Lauingen is naast Eisenberg ook de stad die graag herkenbaar wil zijn als "stad van de Moor".
De geschilderde sage in de toren van de stad Lauingen vertelt over de 10de eeuw: Toen de heidenen of Hunnen tot aan Schwaben doorgedrongen waren, trok de keizer met zijn leger te velde en legerde zich niet ver van de Donau tussen Lauingen en Slot Faimingen. Na een aantal vergeefse aanvallen aan beide zijden, kwamen eindelijk de christenen en heidenen overeen om de strijd te laten beslissen door een tweekamp. De keizer koos de maarschalk von Calatin (Pappenheim) uit als zijn kampioen, die deze opdracht met veel eer op zich nam. En die vervolgens nadacht hoe hij deze strijd kon winnen. Ondertussen kwam een onbekende man naar hem toe en zei: "Waar denk je aan? Ik zeg je dat niet jij voor de keizer moet vechten, maar dat een schoenmaker uit Henfwil (later Lauingen) hiervoor is uitverkoren." De Calatin antwoordde: "Wie ben jij? Hoe durf je mij de eer van het gevecht te ontnemen?" "Ik ben Georg, de held van Christus", zei de onbekende, "en neem als herkenningsteken mijn duim." Met deze woorden trok hij zijn duim van zijn hand en gaf deze aan de maarschalk, die zonder te talmen naar de keizer ging en het hele verhaal vertelde. Hierop werd besloten dat de schoenmaker het tegen de heidenen op moest nemen. De schoenmaker accepteerde dit en versloeg gelukkig de vijand. Toen vervulde de keizer hem de keuze van drie genades. De schoenmaker vroeg als eerste om een weide in de buurt van Lauingen, die aan de stad als gemeengoed werd gegeven. Als tweede dat de stad mocht rode was mocht gebruiken bij hun zegels ( deze eer was aan geen andere middelgrote plaats gegund). Ten derde dat de heren van Calatin een vrouwelijke Moor als helmteken mochten dragen. Dit werd hem allemaal gegund en de duim van sint Georg werd zorgvuldig door de Pappenheimer bewaard. De ene helft gevat in goud in Kaisheim, de andere helft in Pappenheim.
In deze legende komt naar voren dat het bij de Moor van Lauingen ook gaat om een vrouwelijke Moor en dat het wapen gerelateerd is aan het wapen van Pappenheim. Al in de Schwabische kroniek van Martin Crusius uit 1595/96 komt naar voren dat keizer Otto I. destijds het zwarte Morenhoofd van Calatin op het wapen van Lauingen heeft gezet en dat het Calatin alleen was toegestaan om één vrouwelijke Moor te hanteren.

## Heinrich von Morungen (14de eeuw)

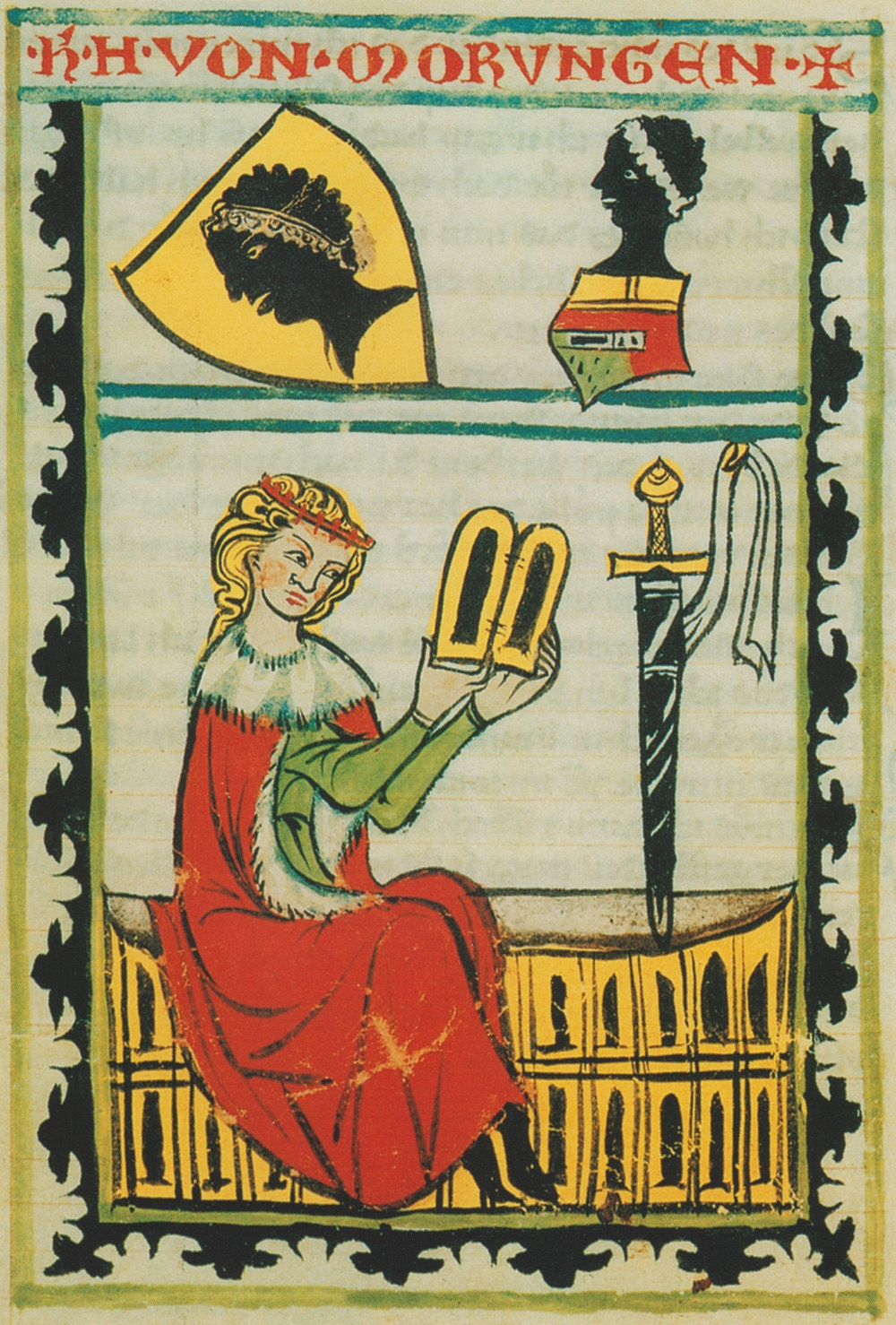
Afbeelding van Heinrich von Morungen in het Weingartner Liederhandschrift

De Weingartner Liederhandschrift uit de eerste helft van de 14de eeuw kent de minnezanger Heinrich von Morungen († ongeveer 1220 in Leipzig) een wapen met een Moor toe. Dit wapen zou identiek kunnen zijn met die van de in Thüringen gedocumenteerde Hendricus de Morungen, die hoorde bij een lagere ridderklasse en was vermoedelijk afkomstig van de burcht Morungen in de buurt van Sangerhausen.

## De Moor en de gekroonde vrouwelijke Moor van Pappenheim (14de eeuw)

### De mannelijke en vrouwelijke Moren van Pappenheim
Het stadswapen van Pappenheim heeft een hoofd van een Moor met gekruld haar en een hoofdband. De maarschalken van Pappenheim hebben deze figuur als helmteken aangenomen. Op de oudste (1251) zegels van de maarschalken staat het hoofd van waarschijnlijk Hiëro II van Syracuse. Als voorbeeld werd wellicht een munt uit de tijd van voor Christus gebruikt. De afbeelding op een van de stadszegels, uit 1335, heeft een hoofdband. Vanwege een onnauwkeurige reproductie is van de oorspronkelijke afbeelding – een keizerhoofd met de kleuren zwart en goud – een hoofd van een Moor geworden op een zegel uit 1378, waarbij op het redelijk zonderlinge hoofd een hoge kroon met drie tanden staat.
Interessant is, dat aan dit hoofd in de 15de eeuw, in overeenstemming met de hierboven vermelde legende over de gekroonde Moor van Lauingen, een vrouwelijk bovenlijf wordt toegevoegd, die in de 16de eeuw een vlecht of twee afstaande vlechten krijgt en later een vrouwelijke Moor wordt.

### De vrouwelijke Moor van Gräfenthal
Ook de vrouwelijke Moor in het wapen van Gräfenthal is gebaseerd op het wapen van de rijksmaarschalken van Pappenheim, die van 1438 tot 1621 het gebied bestuurden.

Wapen van Pappenheim
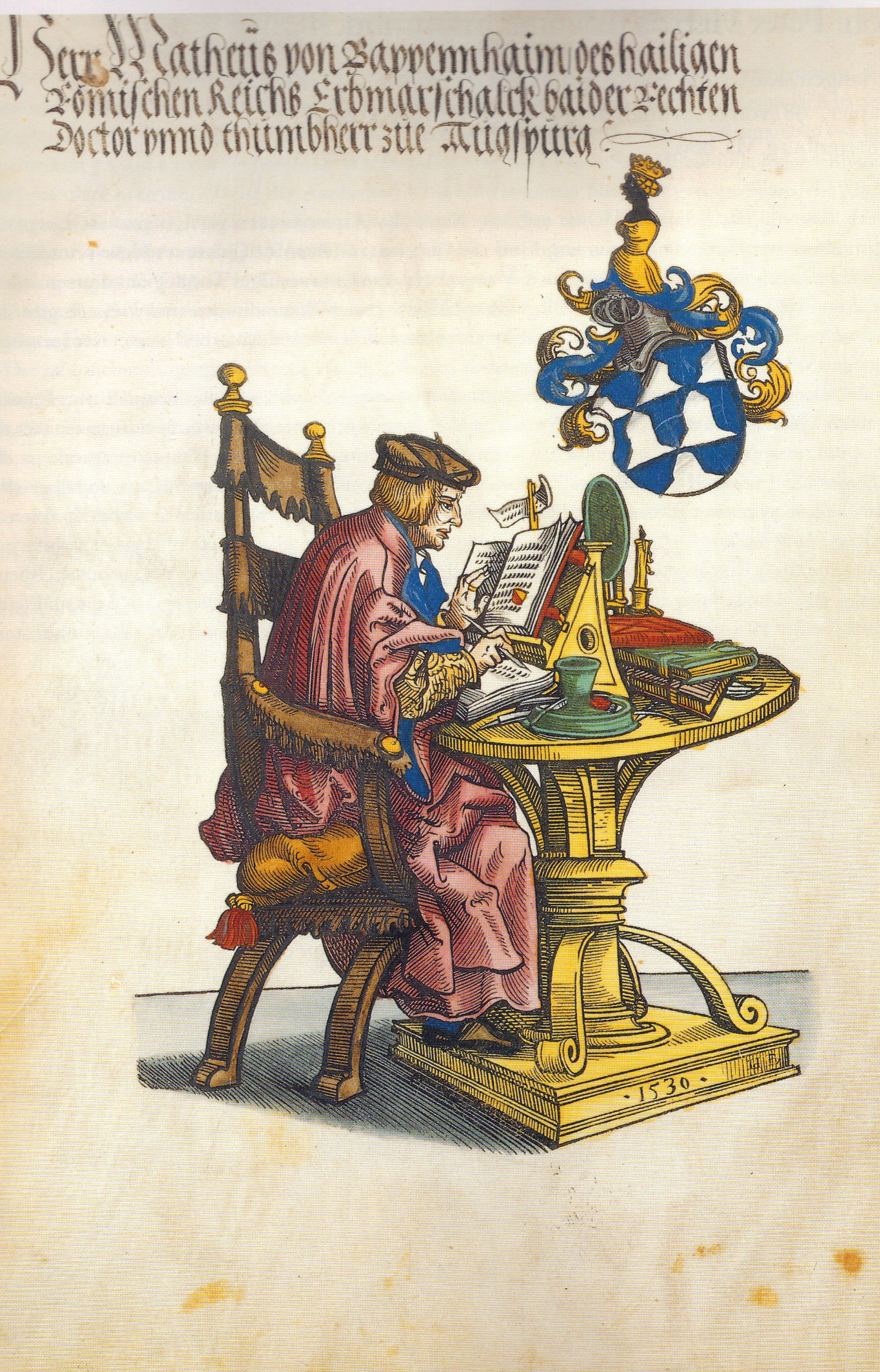
Matthäus von Pappenheim (1458–1541), houtsnede 1530
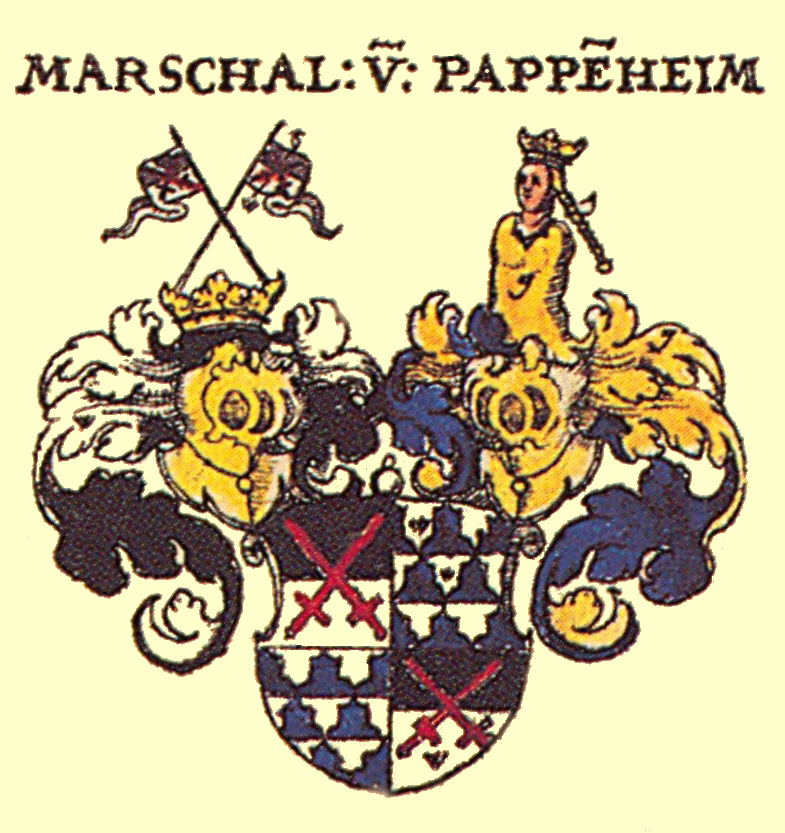
Wapen van de maarschalk van Pappenheim volgens Siebmacher (1605) met een lichte vrouwelijke Moor
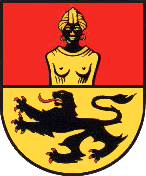
Wapen van Gräfenthal

## Het wapen met een mannelijke of vrouwelijke Moor in het helmteken
Niet alleen bij de Pappenheimers en enkele patriciërsdynastieën zijn er Moren in het wapen te vinden, maar ook op wapens van anderen is een mannelijke of vrouwelijke Moor opgenomen in het helmteken. Heel vaak wordt dit in de bijbehorende wapenlegendes verklaard door een verbinding met een Moorprinses.

### Vrouwelijke Moor in het wapen van de baron van Eberstein (15de eeuw)
Het wapenschild van Ebersteiner wordt sinds ongeveer de 15de eeuw getooid met een open toernooihelm, die wederom als helmteken een vrouwelijke Moor zonder armen laat zien die naar oriëntaals voorbeeld witte kleding draagt en is voorzien van een gouden kroon en een witte hoofdband. Sommigen zijn van mening dat dit element terug te leiden is tot een kruistocht waarbij een Moorprinses gevangen werd genomen. Omdat de Ebersteiner sinds 1303 als maarschalken vazallen zijn van het aartsbisdom Würzburg, boden zij na een oproep in 1540 ook hun wapen hun leenheer aan. Desondanks draagt de figuur al voor 1540, maar ook daarna, in plaats van een witte hoofdband een vlecht of wordt zelfs afgebeeld met wuivende haren en draagt ze in plaats van een witte een blauwe jurk.

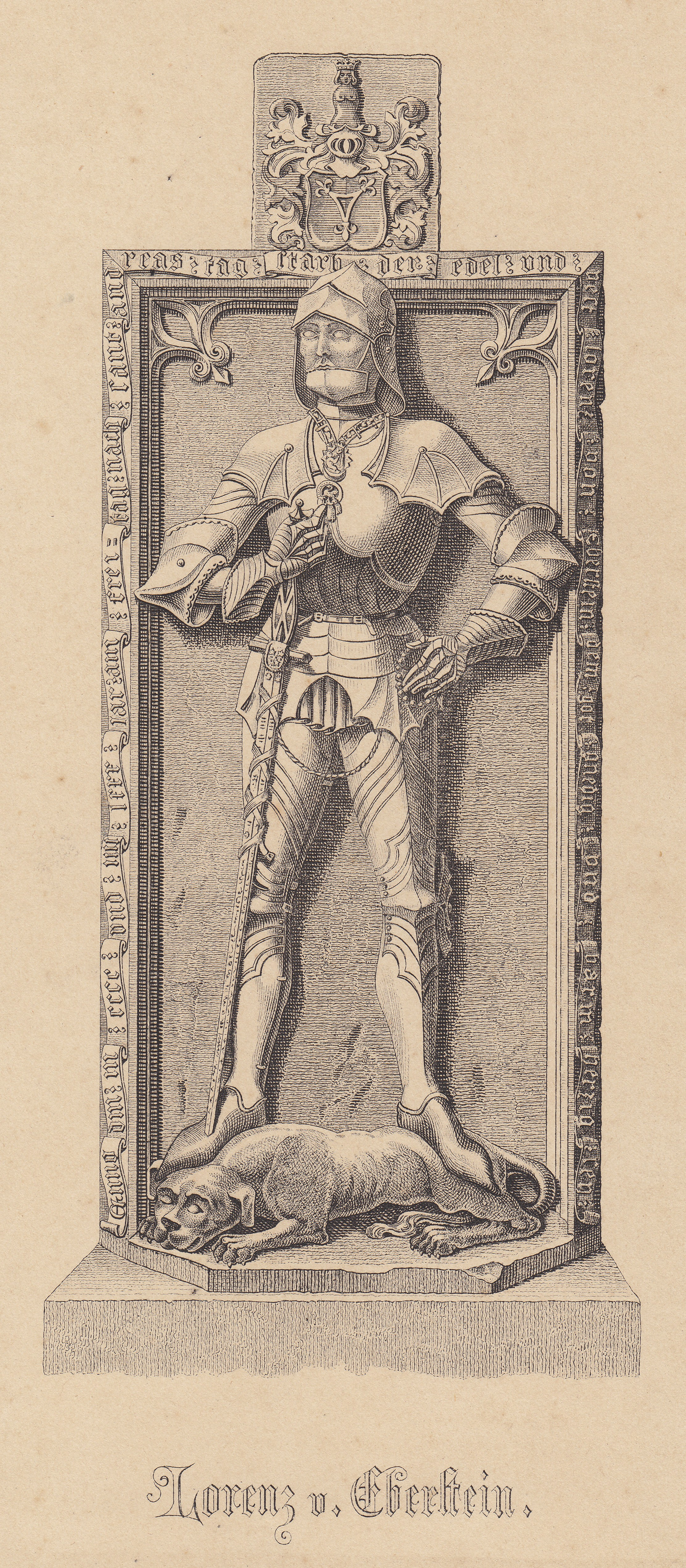
Lorenz von Eberstein, 15de eeuw, naar voren kijkend
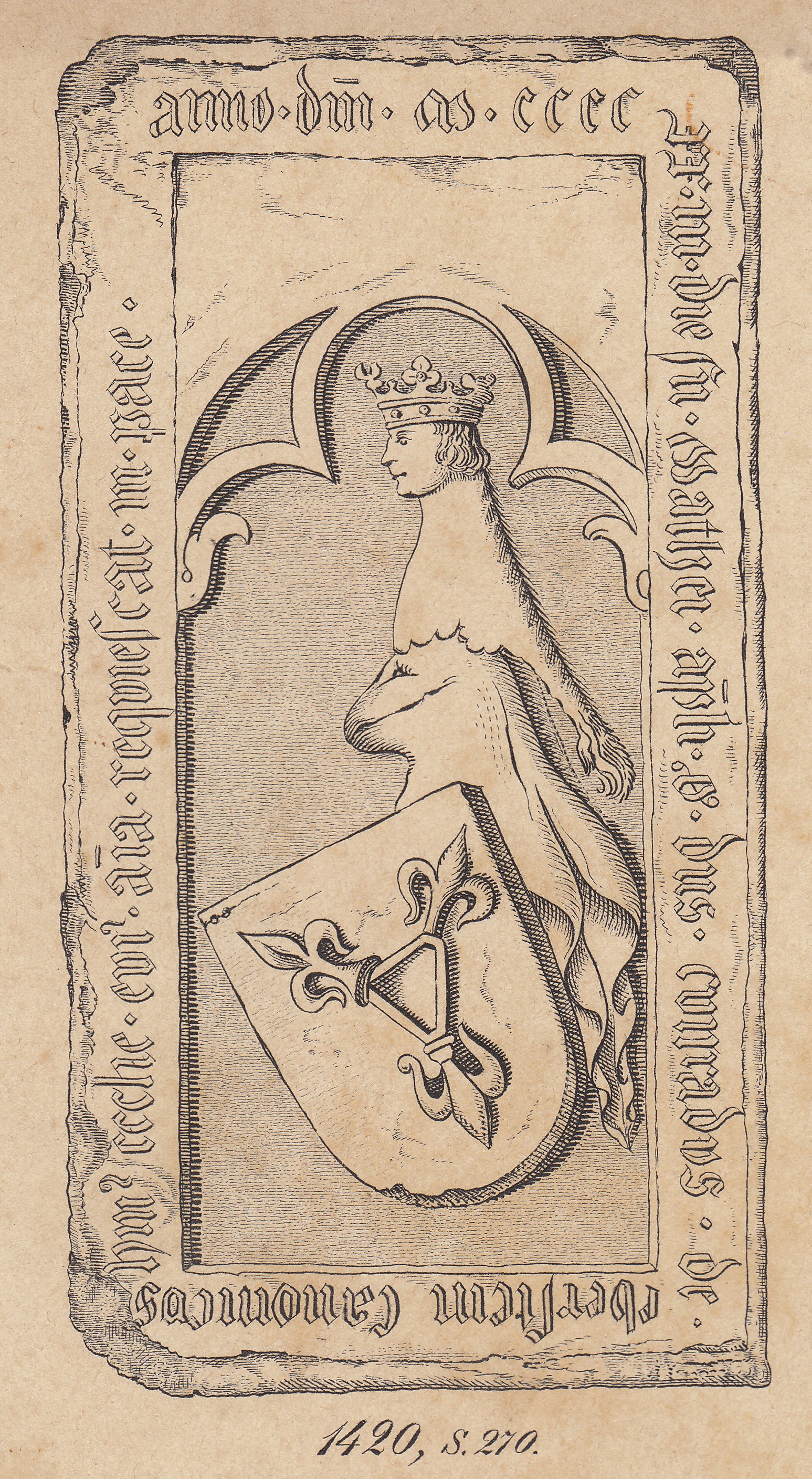
Konrad von Eberstein, 1420, gedraaid naar rechts
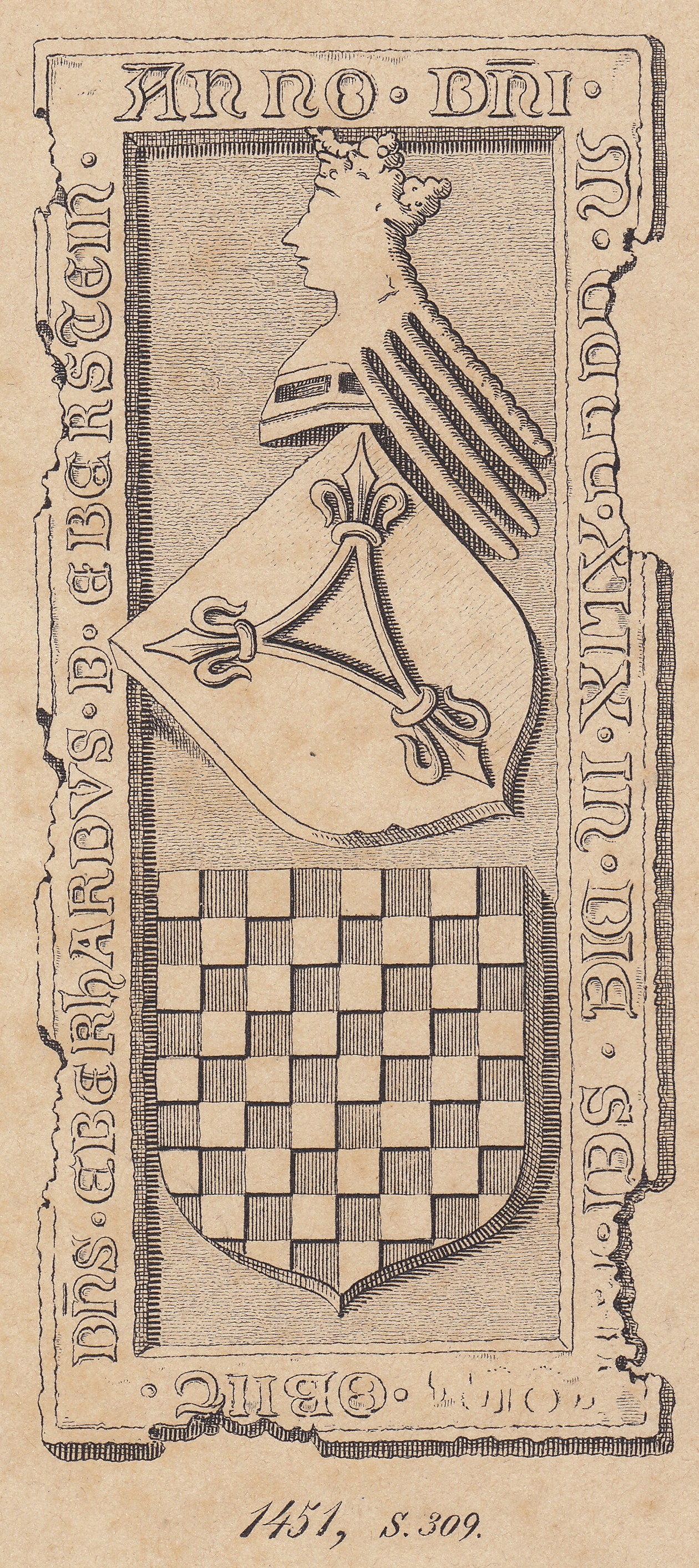
Eberhard von Eberstein, 1451, gedraaid naar rechts
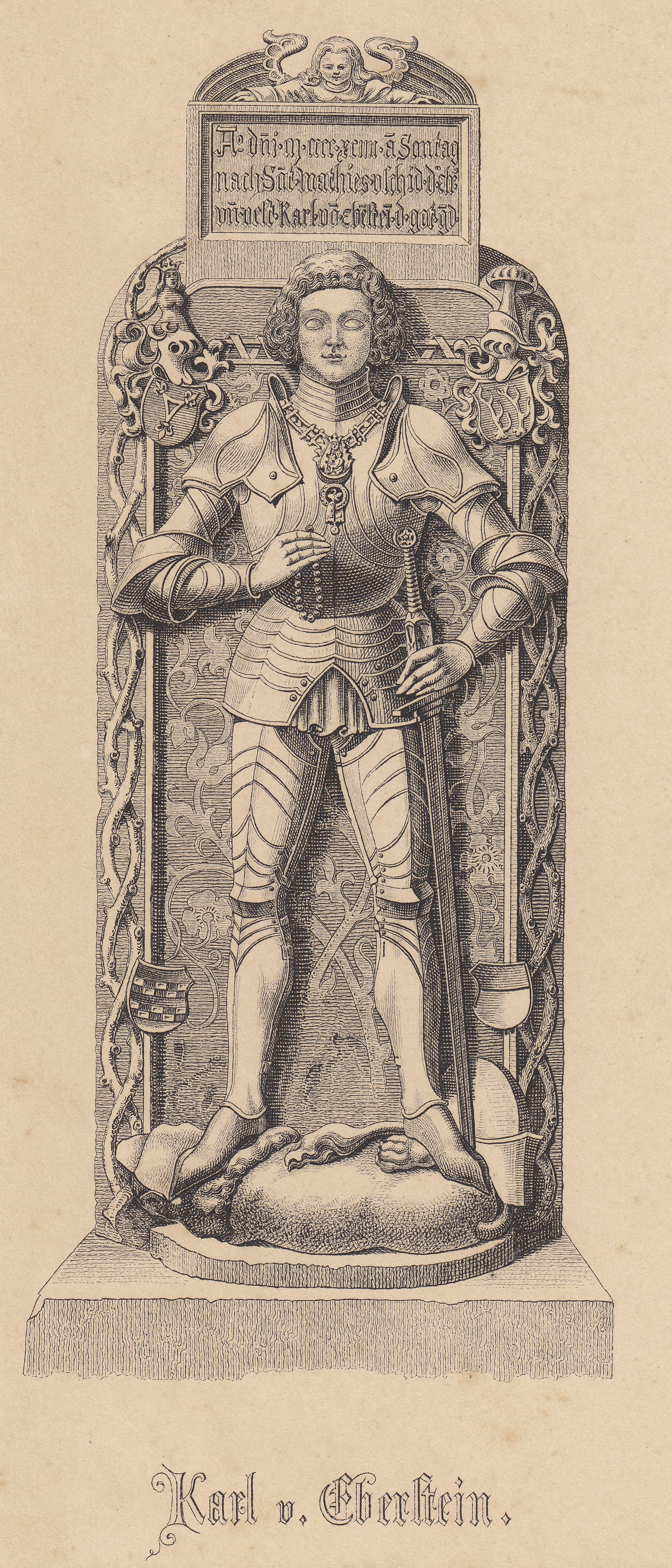
Karl von Eberstein 1494, gedraaid naar links
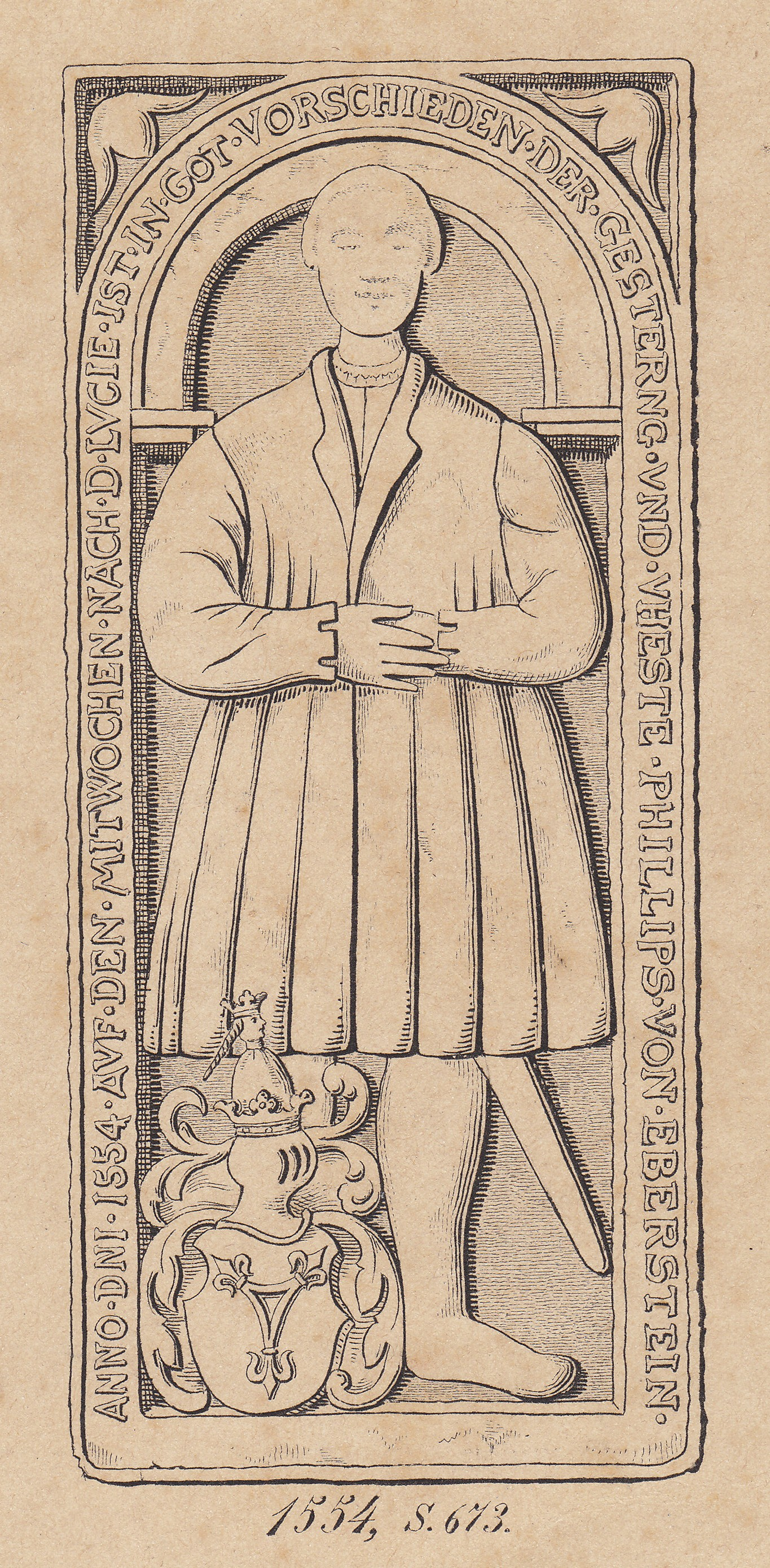
Philipp von Eberstein 1554, gedraaid naar links
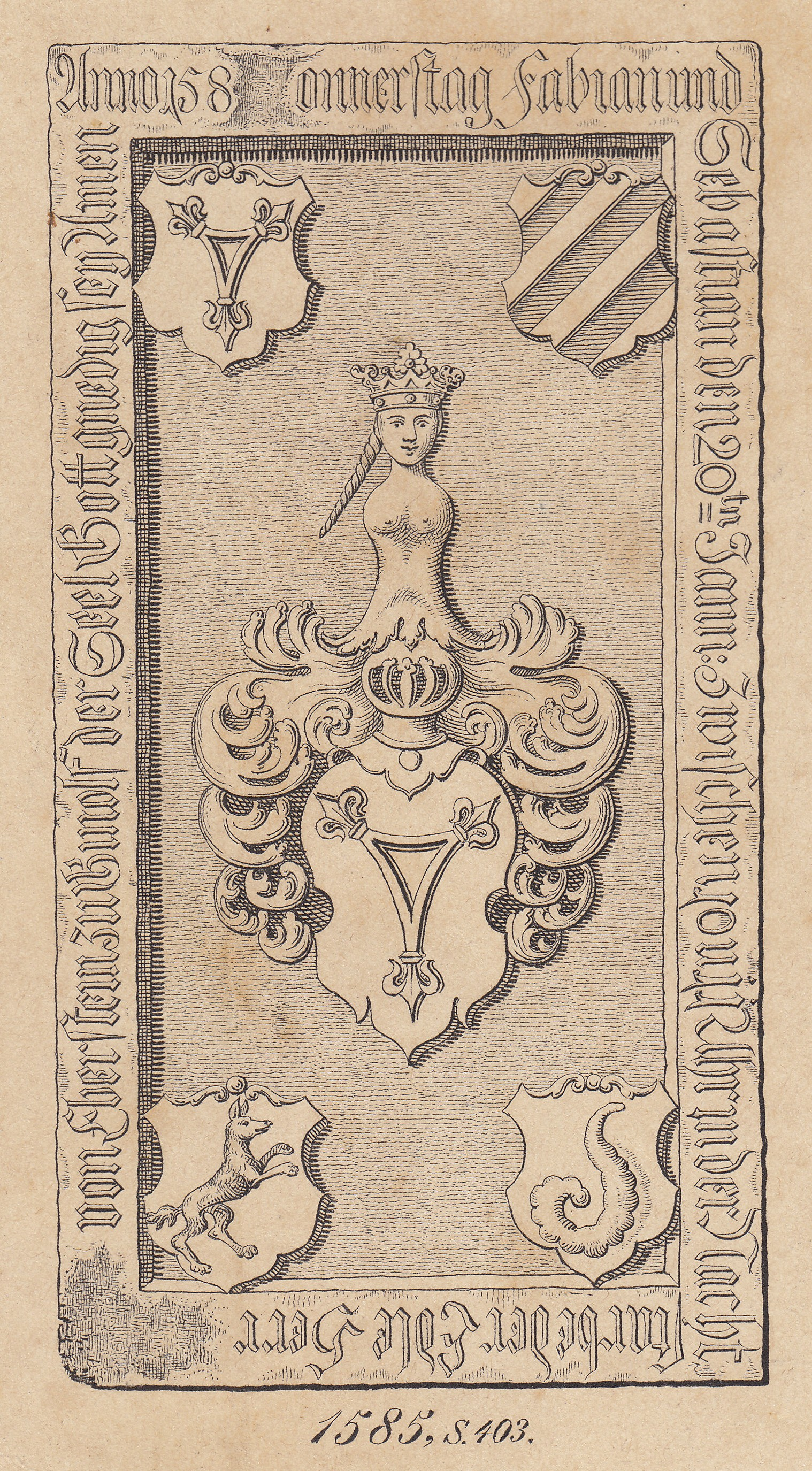
onbekend, 1585, naar voren kijkend
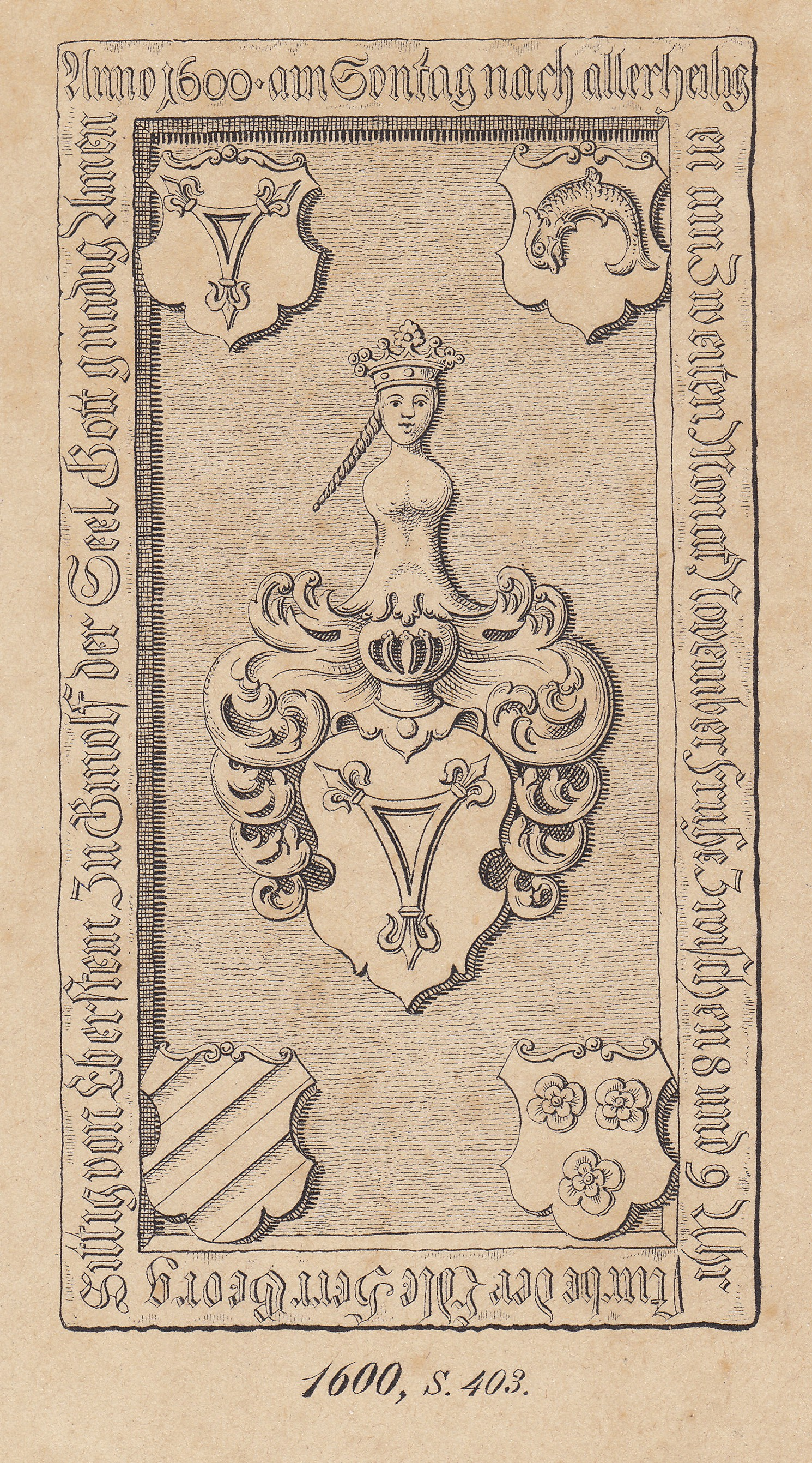
Georg Sittig von Eberstein, 1600, naar voren kijkend
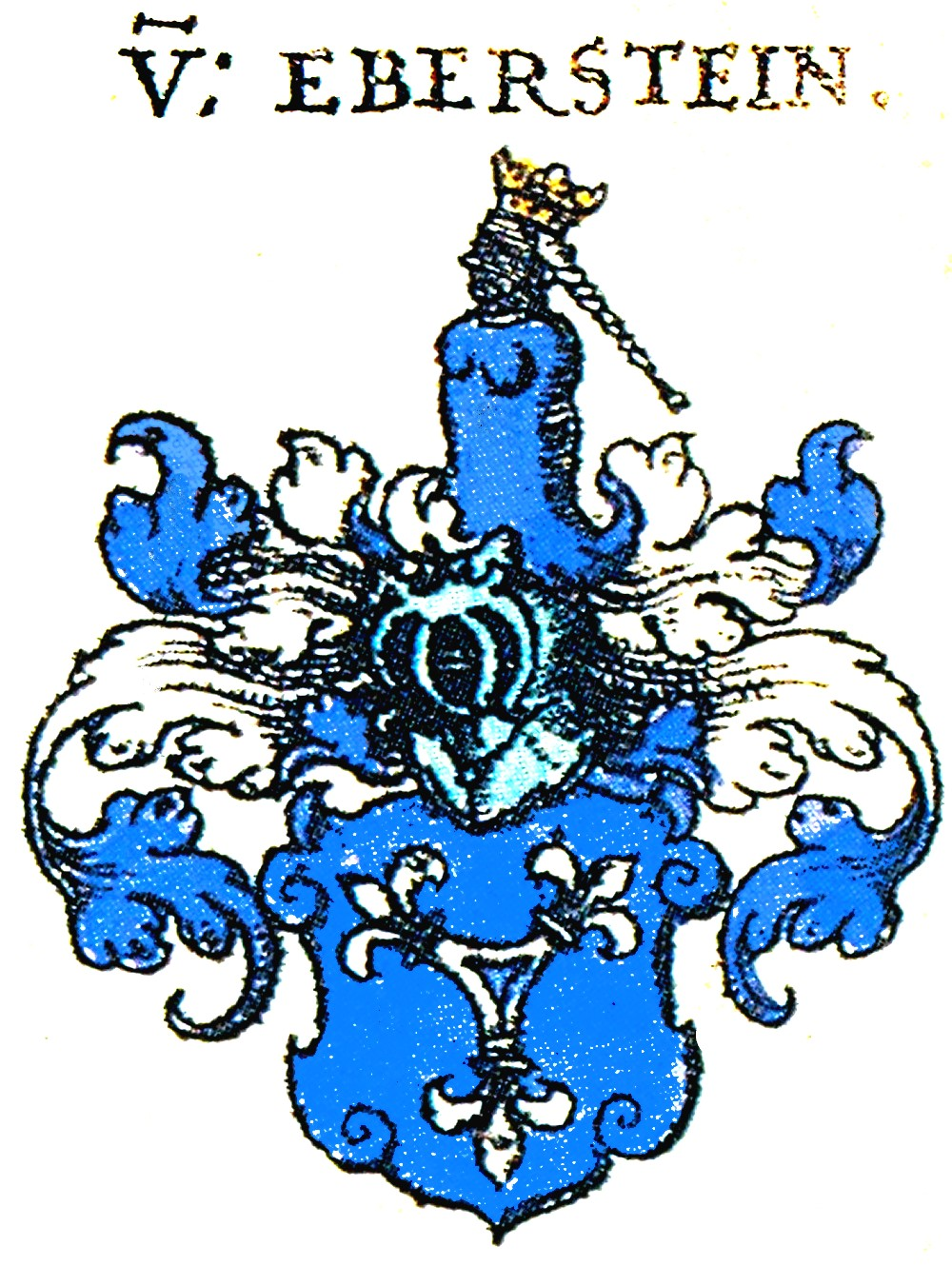
Familiewapen volgens Johann Siebmachers wapenboek, 1605, gedraaid naar rechts
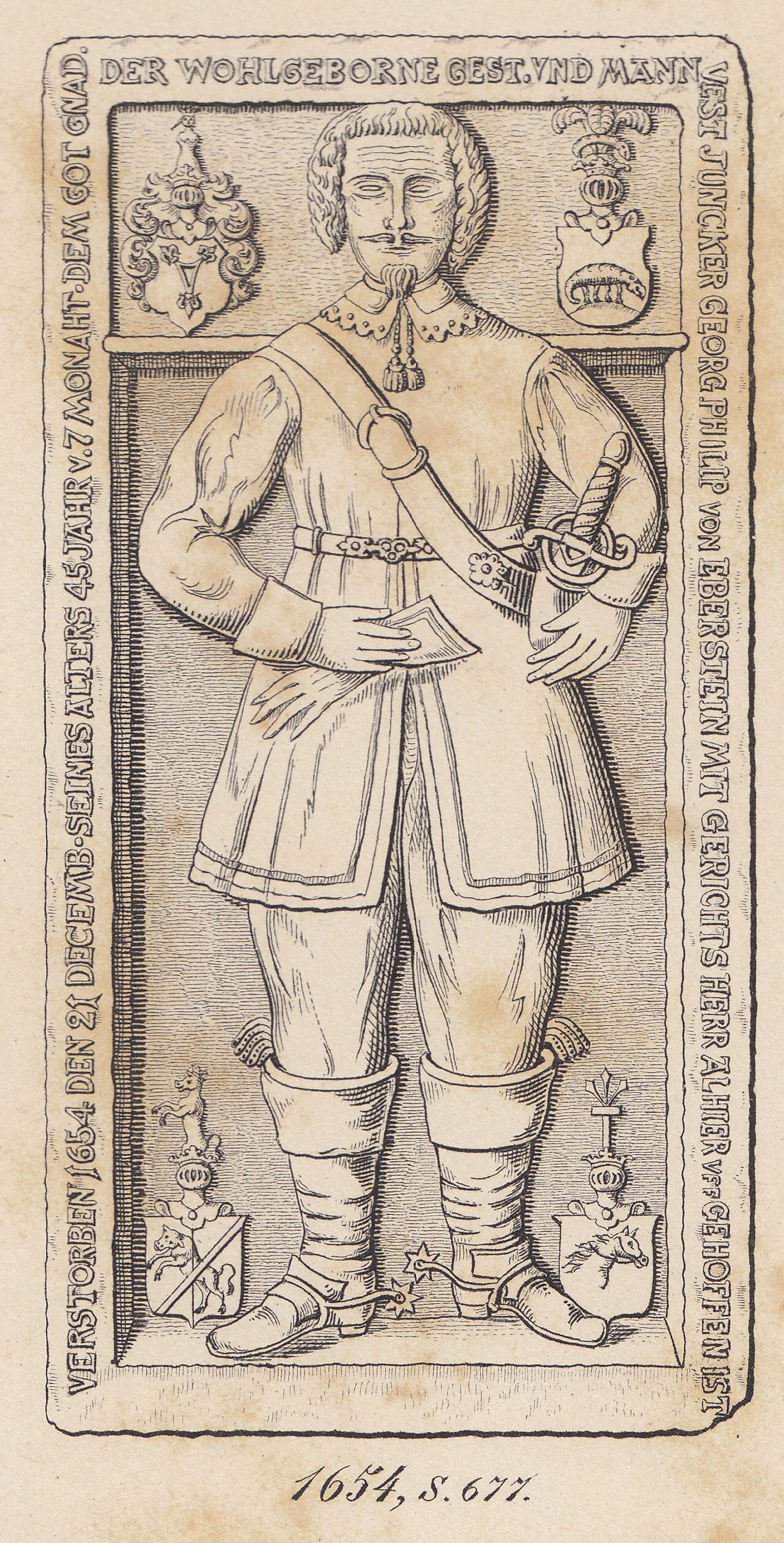
Georg Philipp von Eberstein, 1654, naar voren kijkend
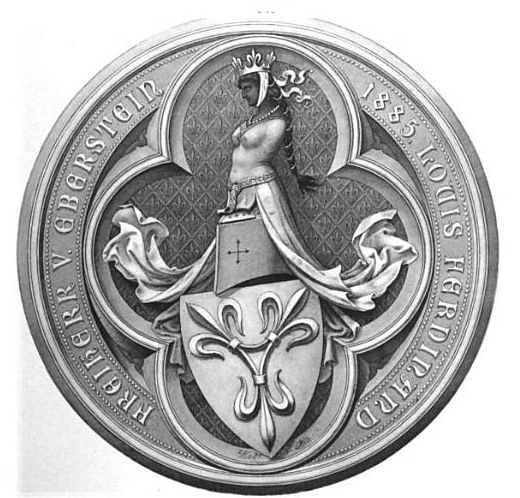
Wappen von Eberstein, 1885, gedraaid naar rechts

### De vrouwelijke Moor van Loeben

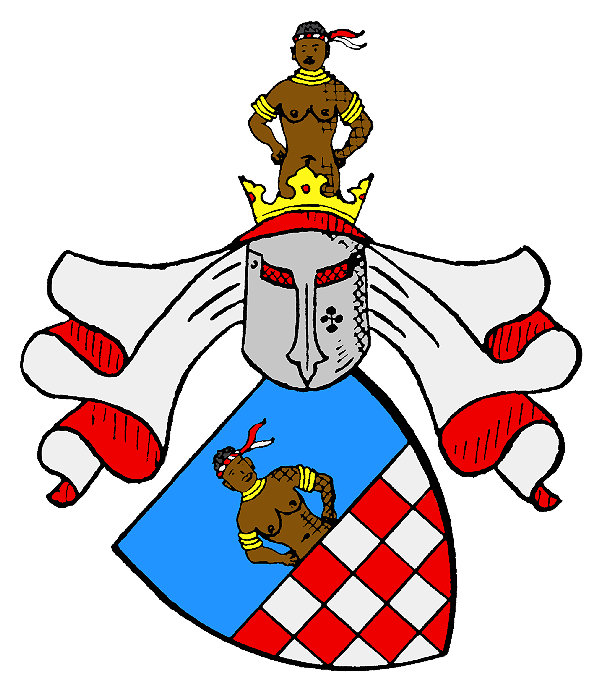
Moorromp in wapen en schild van Loeben

Het adellijke geslacht Loeben is een oud adelgeslacht uit Silezië. Dit geslacht wordt voor het eerst in een oorkonde genoemd in 1253. Volgens de overlevering had de familie al in 733 een wapen van de Moorkoningin Pelusa van Meroë ontvangen.

### De vrouwelijke Moor van Prittwitz
Prittwitz is de naam van een heel oude, wijd vertakte adellijke familie uit Silezië. In 1283 wordt deze naam voor het eerst in een oorkonde genoemd. Volgens de wapenlegende gaat het om een Moorprinses.

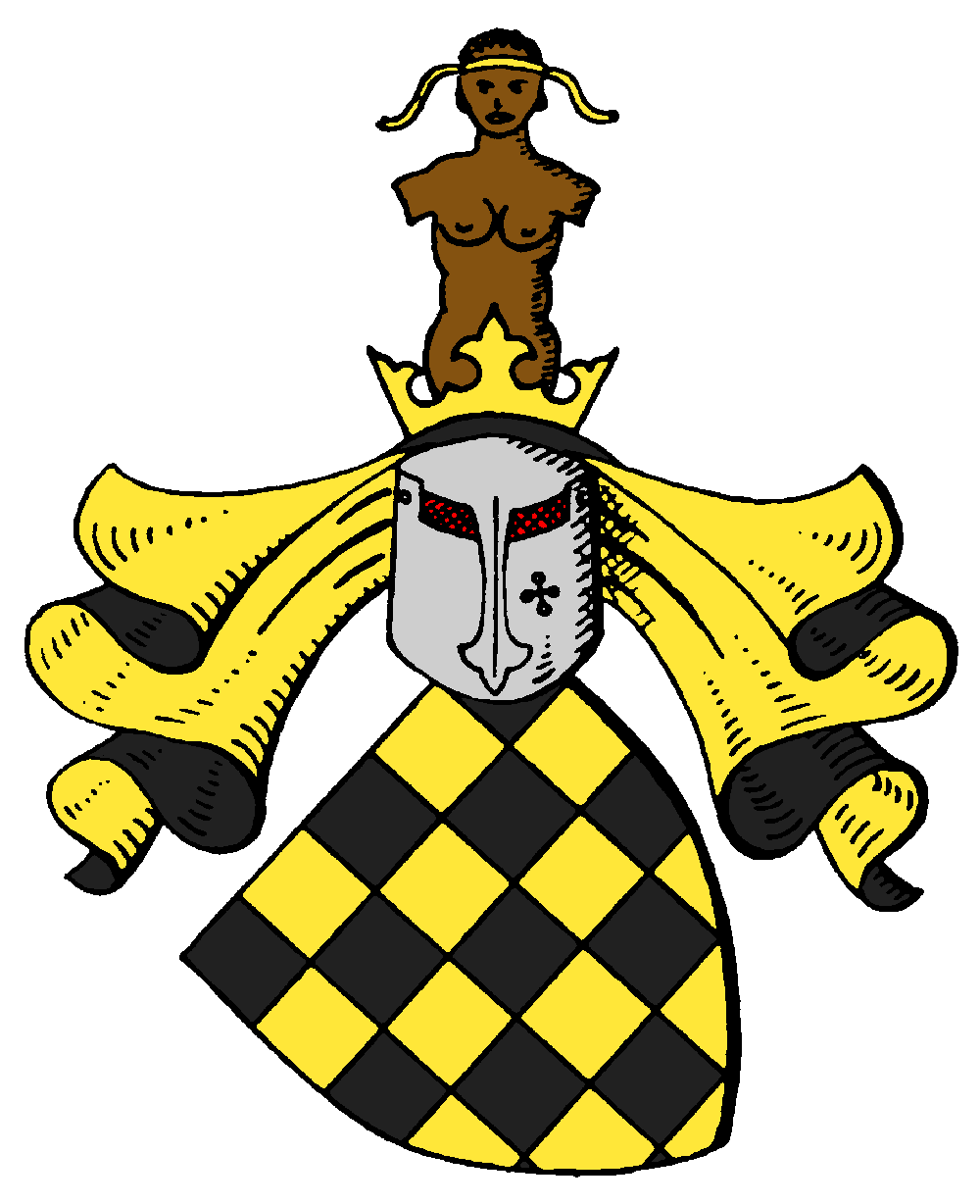
Wapen van Prittwitz
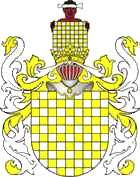
Wapen van Prittwitz

### De vrouwelijke Moor van Sack
Het adelgeslacht Sack uit Silezië-Saksen, ook wel Säcke genoemd, gebruikt in de helm van hun wapen het borstbeeld van een naakte maagdelijke vrouwelijke Moor, die op haar lange haren een krans van rode en witte rozen draagt. Volgens de door Johann Sinapius overleverde wapenlegende zou de "stamvader, een strijdbare Duitse soldaat, die in oude tijden onder een koning in Spanje tegen de Moren streed en bij gebrek aan proviand een groot deel van de levensmiddelen in zakken (Säcke) had buitgemaakt, waardoor de zakken en het de afbeelding van de Moor in het wapen zijn opgenomen. En dat daar de naam van het geslacht De Sacco of Von Sack vandaan komt."

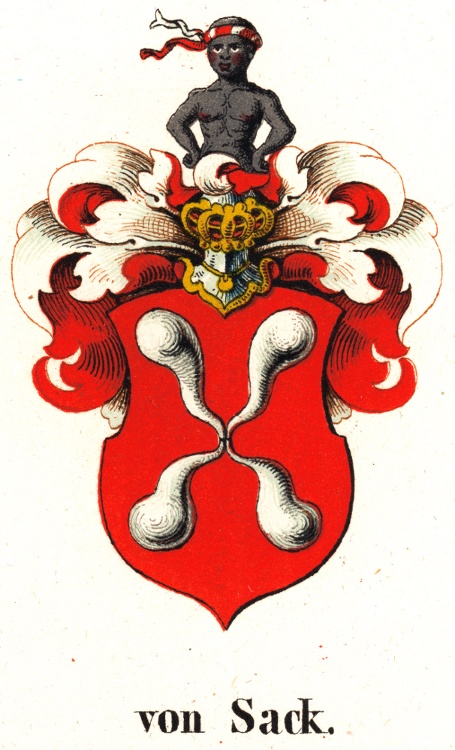
Wapen van de tak uit Saksen van de adellijke familie von Sack (het wapenboek uit Silezië)
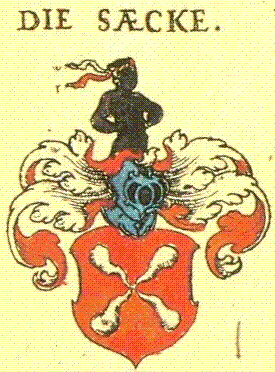
Wapen in het Siebmachers wapenboek

## De Moor van Kuefstein (eind 16de eeuw)
Het wapen van het Oostenrijkse adellijk geslacht Kuefstein uit 1599 laat een rood veld zien met een naakte Moor met een gouden kroon en een zwaard staand op een gele heuvel. Daarbij staat een mannelijke Moor tussen twee gedeelde adelaarsvleugels in het helmteken. Dit blijft behouden in het latere wapen van de graven. Het wapen wordt in verbinding gebracht met een kruistocht.

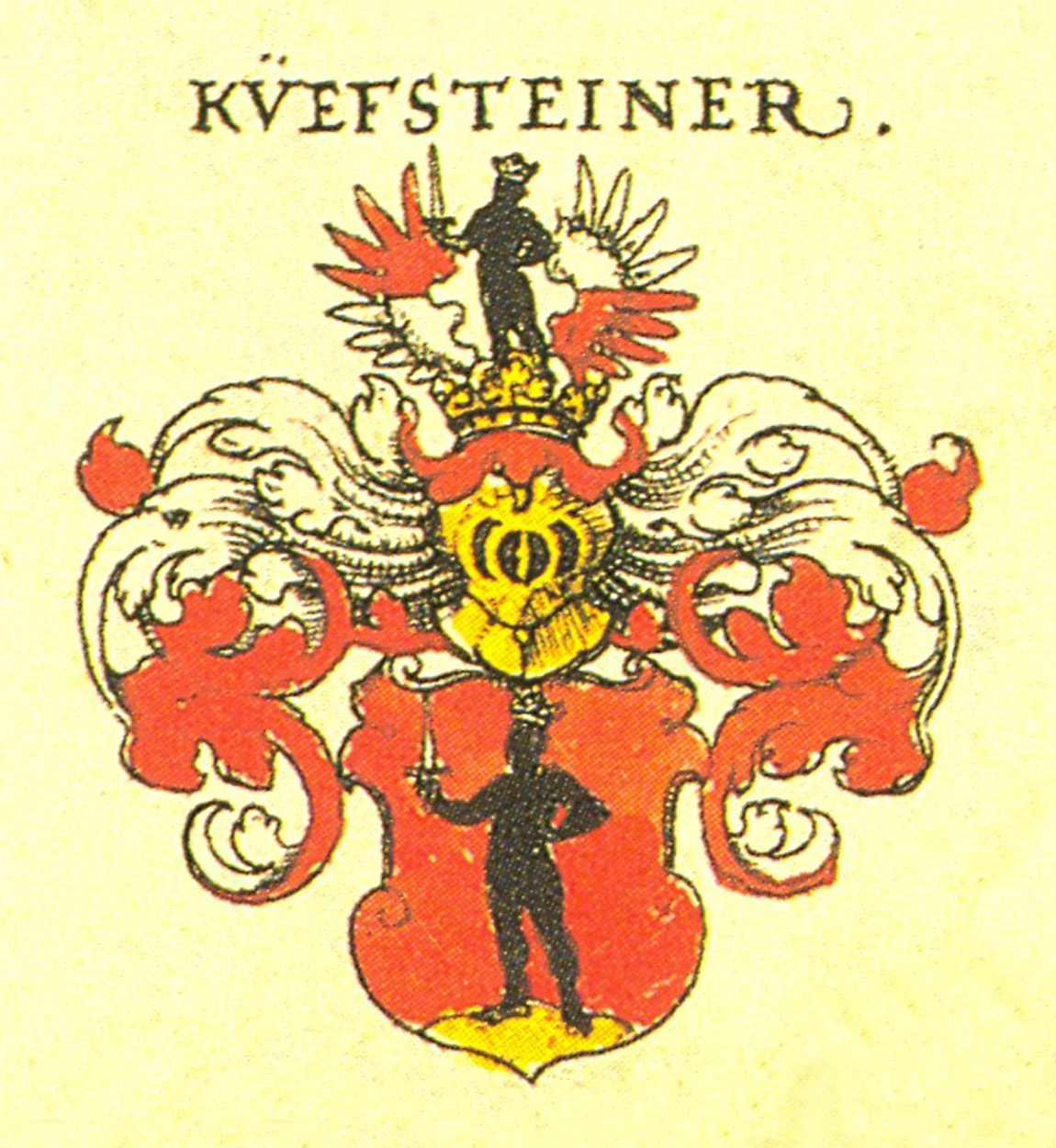
Het stamwapen van Kuefstein
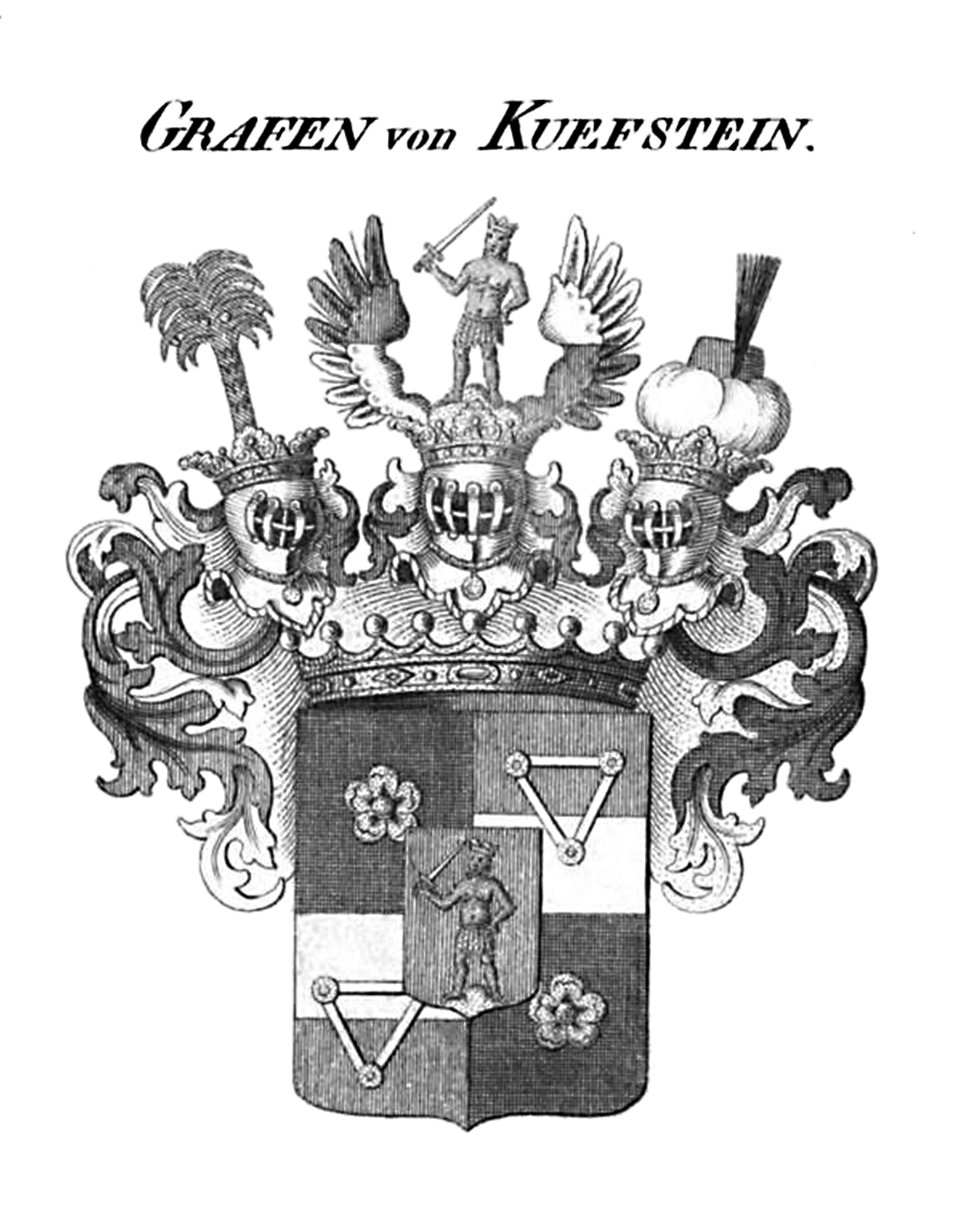
Wapen van de graaf van Kuefstein
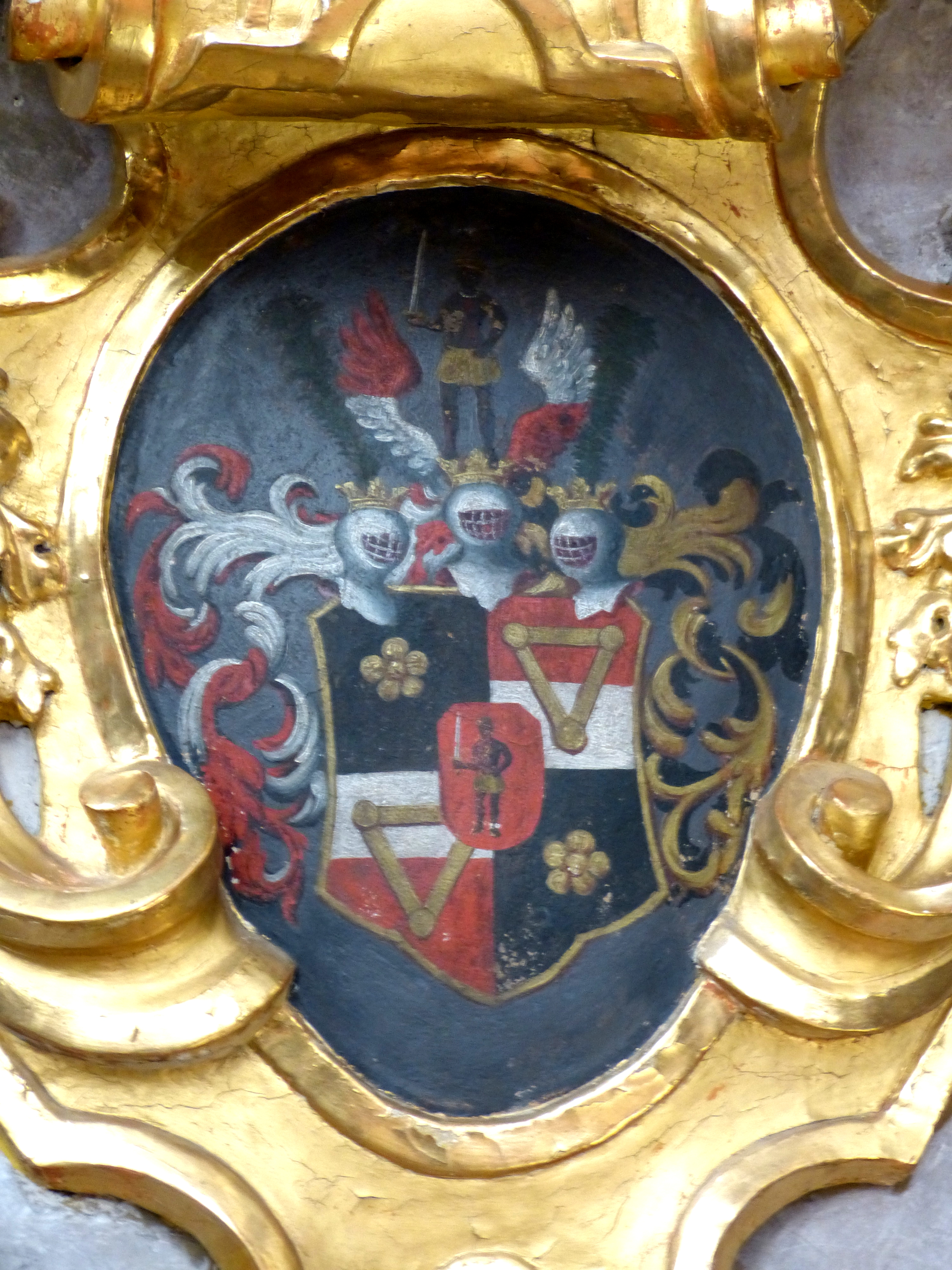
Wapen van Kuefstein (Waidhofen/Thaya, parochiekerk)

## De vrouwelijke moor van Seydewitz

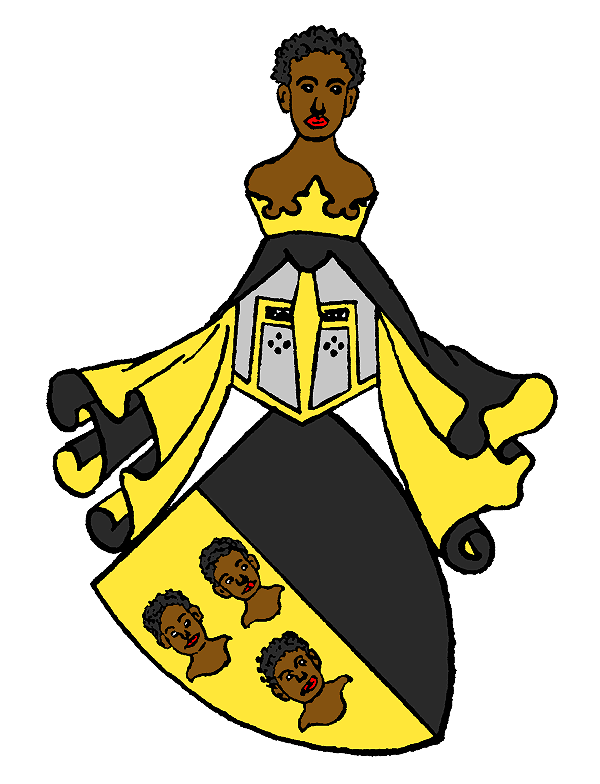
Seydewitz (adellijk geslacht)

Het adellijke geslacht Seydewitz hoort bij de oude adel van Meißen en wordt in 1299 voor het eerst in een oorkonde vermeld. Al op het oudste bekende wapen staan drie Moren. In de Thüringse Linie is in 1497 op het zegel van Michel von Seydewitz auf Corstewitz de kop en hals van een Moor in profiel te zien op de helm. Men vermoedt dat dit de heilige Mauritius is.

## Het hoofd van de Moor van Saalhausen
Het wapen van Saalhausen toont een drakenkop met op het achterhoofd afgebeeld een gezicht van een Moor. Het is waarschijnlijk het enige wapen in de Duitstalige landen waarbij een dubbelkop van fabelwezen en mens afgebeeld is. Volgens de anekdote is dit stuk ontstaan omdat een voorouder in het land van de Moren zijn heer heeft beschermd tegen een aanval van een draak.

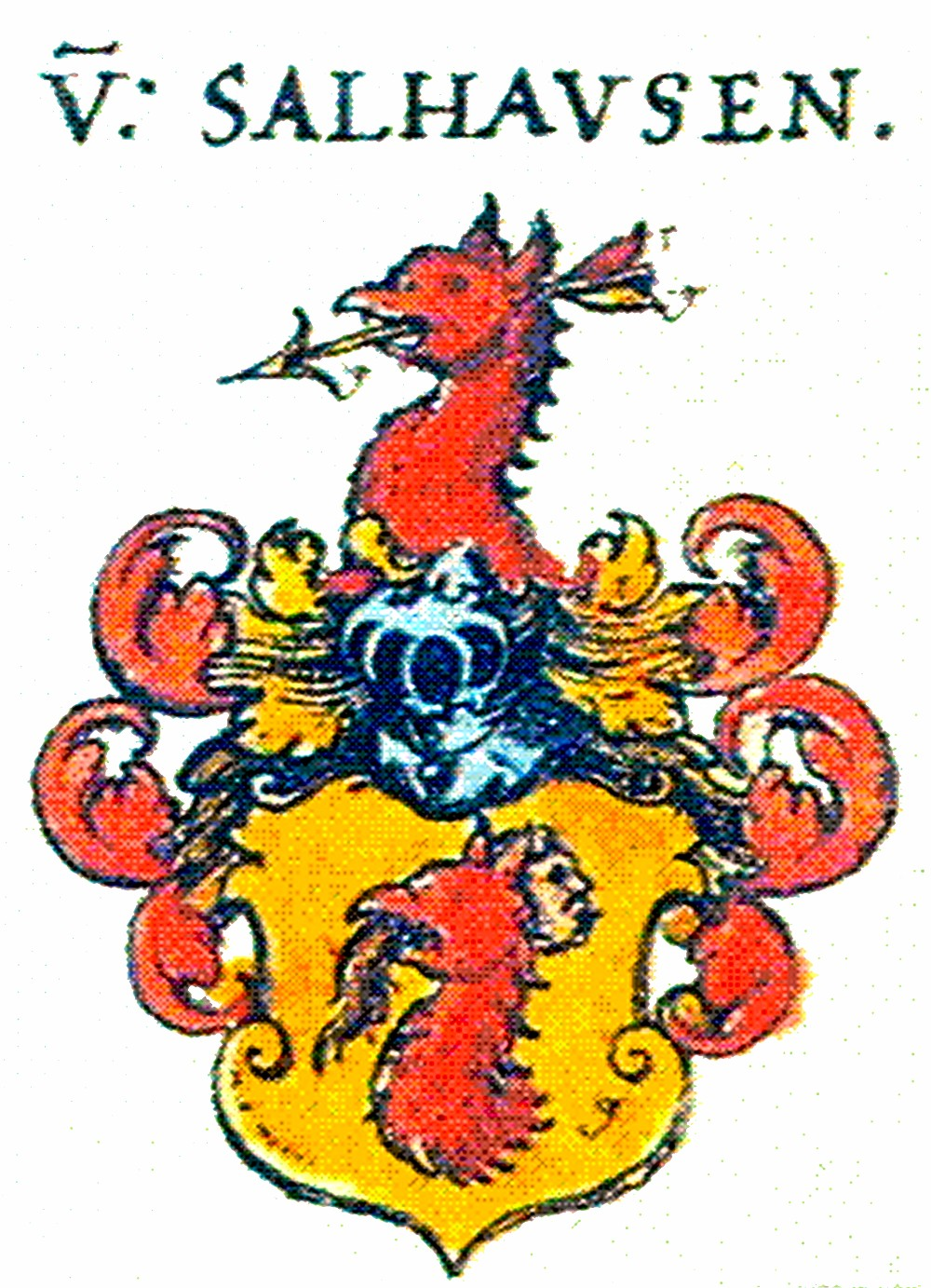
Wapen van Saalhausen

## De moor van Schauenstein (17de eeuw)

Wapen van Schauenstein in natuurlijke kleur

De Moor van Schauenstein: In het oudste behouden gekleurde tekening van het wapen van Schauenstein (Opper-Franken) uit 1581 is de al eerder traditionele man zwart en houdt hij een kleine rode steen omhoog. Het is duidelijk een mijnwerker met een klomp erts in zijn hand om de naam van de plaats uit te beelden: een steen wordt getoond. Sinds 1692 wordt de mijnwerker verkeerd afgebeeld als een Moor. Vanaf 1812 is de man naakt afgebeeld met een stuk vlees in de hand. Er zijn ook afbeeldingen waarop de Moor een spiegel vasthoudt.

## Het Mauritiuswapen

### De Moor van Coburg (eind 15de eeuw)

Wapen van Coburg

Er staat ook een Moor in het stadswapen van Coburg. Het gaat hier hoogstwaarschijnlijk om een afbeelding van de beschermheilige van de stad, de heilige Mauritius, want de oudste kerk van Coburg is tussen 1150 en het begin van de 14de eeuw van een kerk van de heilige Stefan veranderd in een kerk voor de heilige Mauritius (Morizkirche). Vanaf 1380 had een muntmeester uit Coburg een Moor als meesterteken. In 1430 werd de heilige Mauritius, waarschijnlijk als gevolg van de invallen door de Hussieten, beschermheilige van de stad en hij siert sindsdien het stadswapen. In oude documenten duikt in 1493 voor het eerst het woord "Mohrenkopf" (Moorkop) op wanneer een tinmeester van de stad verplicht wordt om naast zijn meesterteken op zijn producten ook het hoofd van de Moor te zetten. De oudste afdruk van het stadszegel voorzien van het hoofd van de Moor komt uit 1521. In 1575 werd de Moor samen met de leeuw op een stenen schild gebeiteld op het raadhuis van Coburg.
Op 30 april 1934 werd dit stadswapen door de nationalsocialisten verwijderd en vervangen door een wapen met een zwaard. Vanaf 6 augustus 1945 werd het oude stadswapen weer gebruikt, dat in 1953 aangepast werd en hierdoor juridische bindend werd.
Sinds het einde van de 19de eeuw heeft de stad een "Mohrenstraße" (Morenstraat) met de "Mohrenbrücke" (Morenbrug). "Coburger Mohr"(Coburger Moor) is onder andere de naam van een carnavalsdansgroep, verder zijn een stadskrant en een apotheek naar de Moor genoemd.

### De Moor van Zwickau (16de eeuw)
De Moor van Zwickau: de heilige Mauritius is ook beschermheilige van Zwickau, aangezien hij al sinds 1212 als patroon van de stadsparochiekerk genoemd wordt. Hij siert sinds 1560 als Moor het zogenoemde grote wapen of "Des Rates Ganzes".

### De Moor van Aken aan de Elbe
De heilige Mauritius staat als Moor ook op het wapen van Aken aan de Elbe. Dit komt door de nauwe verbinding met Magdeburg, Aken was vanaf 1680 zelfs een rijksvrije stad binnen het Hertogdom Maagdenburg.

### De Moor van Bad Sulza
De Moor van Sulza: In het stadswapen van Bad Sulza uit 1907 staat de heilige Mauritius in een ridderuitrusting, die is op het wapen opgenomen na de gemeentelijke herindeling waarbij Dorfsulza bij Stadsulza werd gevoegd. Het verschil met het vorige wapen is dat hij nu als Moor wordt afgebeeld. De heilige Mauritius staat al afgebeeld op het oudste bekende zegel uit 1567 met een lans met vaandel in de hand. Waarschijnlijk werd hij als beschermheilige van de Salzsieder opgenomen.

### De Moor van Förderstedt
Förderstedt, tegenwoordig een deelgemeente van de stad Staßfurt in Saksen-Anhalt, had in het gemeentewapen de heilige Mauritius opgenomen vergezeld door een gekruiste zilveren hamer en houweel. Dit verwijst naar de verbinding van de plaats met de domkapitel van Magdeburg en was al onderdeel van de middeleeuwse rechtbankzegels.

### De Moor van Krautheim
Het stadswapen van Krautheim heeft onder het zilveren schildhoofd met drie groene lindebladeren een verdeling waarbij aan de linkerzijde in het blauw een zilveren molenrad is afgebeeld en aan de rechterzijde een zwart hoofd van een Moor in een gouden vlak, die de beschermheilige Mauritius voor moet stellen. Dat de heilige Mauritius beschermheilige is van de stad komt door de aan de heilige Mauritius gewijde plaatselijke kerk van het Naumburger-Moritzklooster, die in 1140 voor het eerst in documenten wordt vermeld.

### De Moor van Bevensen-Ebstorf (21ste eeuw)
De op 1 november 2011 gevormde gemeente Bevensen-Ebstorf heeft in het nieuwe gemeentewapen de heilige Mauritius als Moor opgenomen als verwijzing naar het midden 12de eeuw gestichte en naar de heilige Mauritius gewijde klooster Ebstorf.

### De Moor van Sandau
Rond 1361 werd de stad Sandau door keizer Karel IV verplicht om trouw te zweren aan aartsbisdom Magdeburg en hun wapen en beschermheilige in het zegel op te nemen. Zie ook het wapen van de stad Sandau (Elbe).

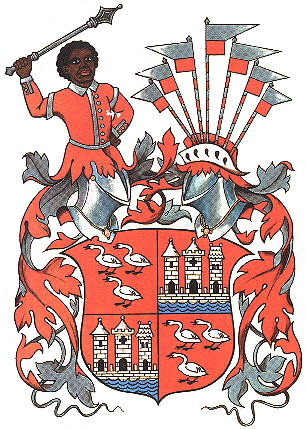
Wapen van Zwickau
Wapenschild in het zegel van Aken (Elbe)
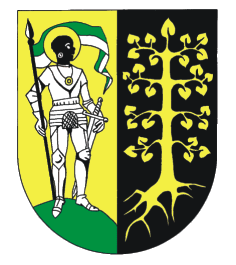
Wapen van Bad Sulza
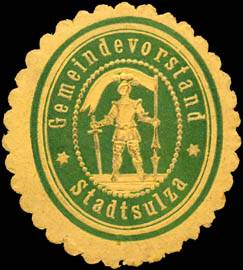
Zegel van de gemeenteraad van Stadtsulza
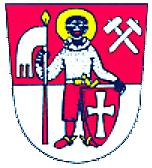
Wapen van de voormalige gemeente Föderstedt
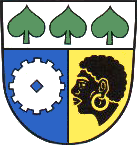
Wapen van de stad Krautheim
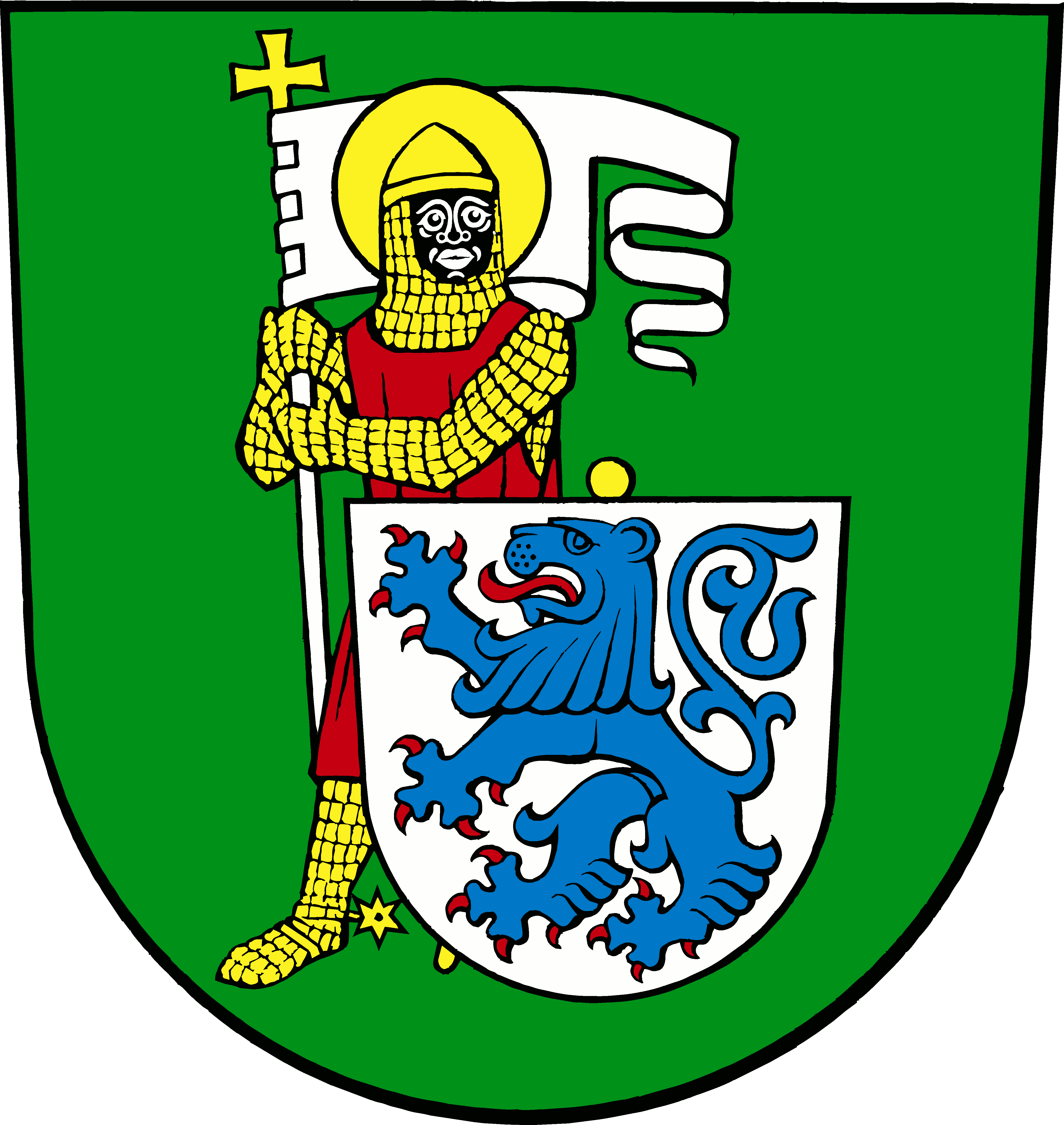
Wapen van de samengevoegde gemeente Bevensen-Ebstorf
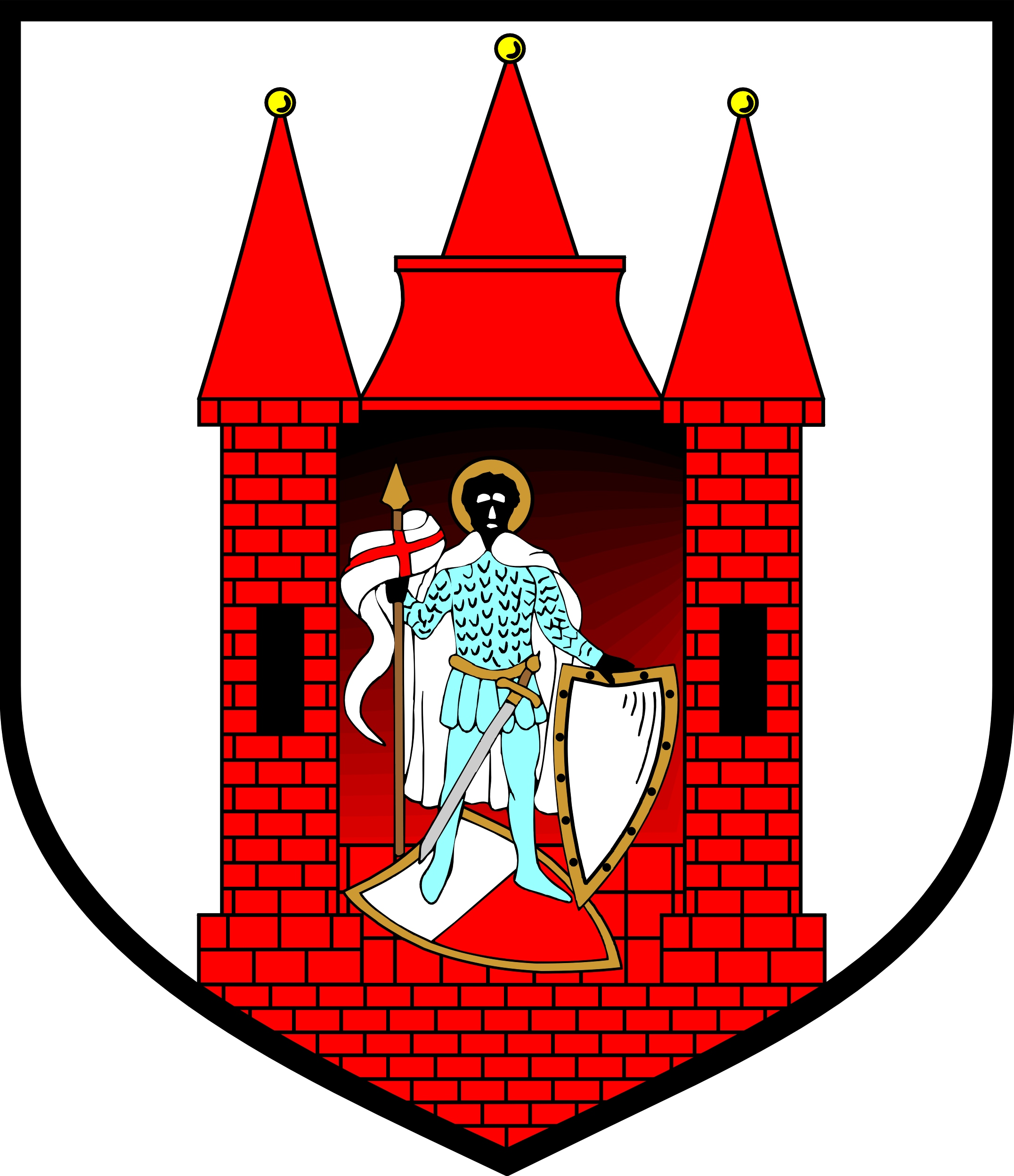
Wapen van Sandau 1979 (zwarte moor)
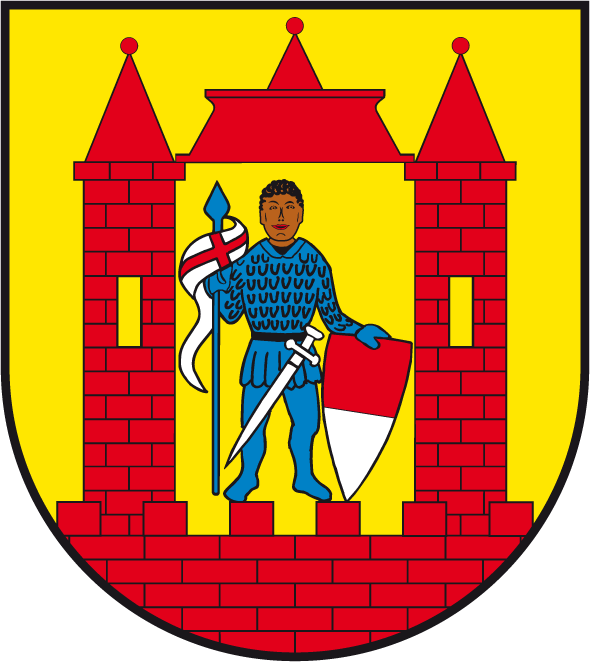
Wapen van Sandau 1996 (donkere moor)

### Rechtbankzegel van de provoosten van Magdeburg
Sinds Hendrik VII, graaf van Stolberg, vanaf 1323 domproost en gekozen aartsbisschop in Magdeburg, laat het zegel van de provoosten in het algemeen de heilige Mauritius zien. Van daaruit werd de heilige Mauritius waarschijnlijk ook opgenomen in het zegels van de aan de Magdeburger domkapittel, domproost en aartsbisdom verbonden plaatsen. Zoals aantoonbaar in Aken, Föderstedt en Sandau alsook in de Magdeburger dom als "de Moor van Magdeburg" (rond 1250).

### De Moor van de gilde van zwarthoofden

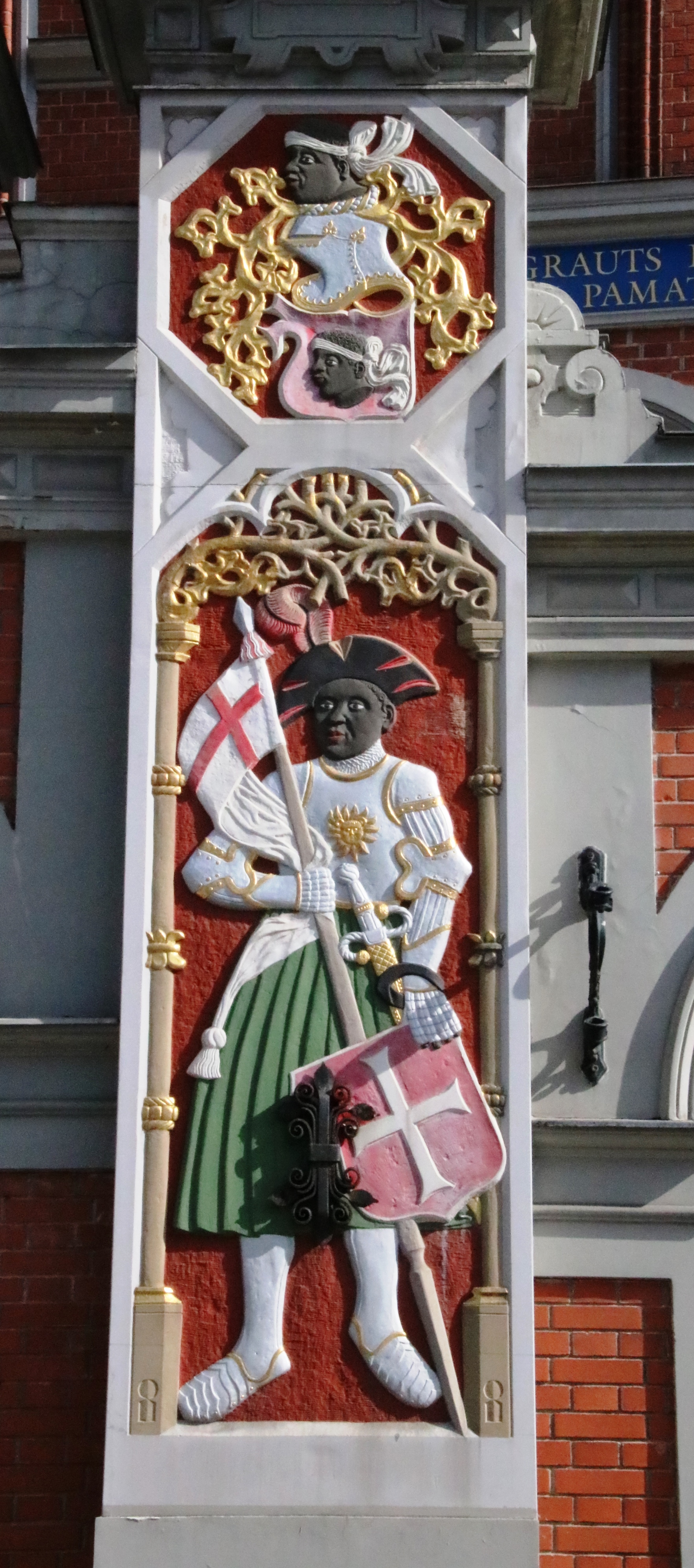
Sint Maurits aan de ingang van het Zwarthoofdenhuis

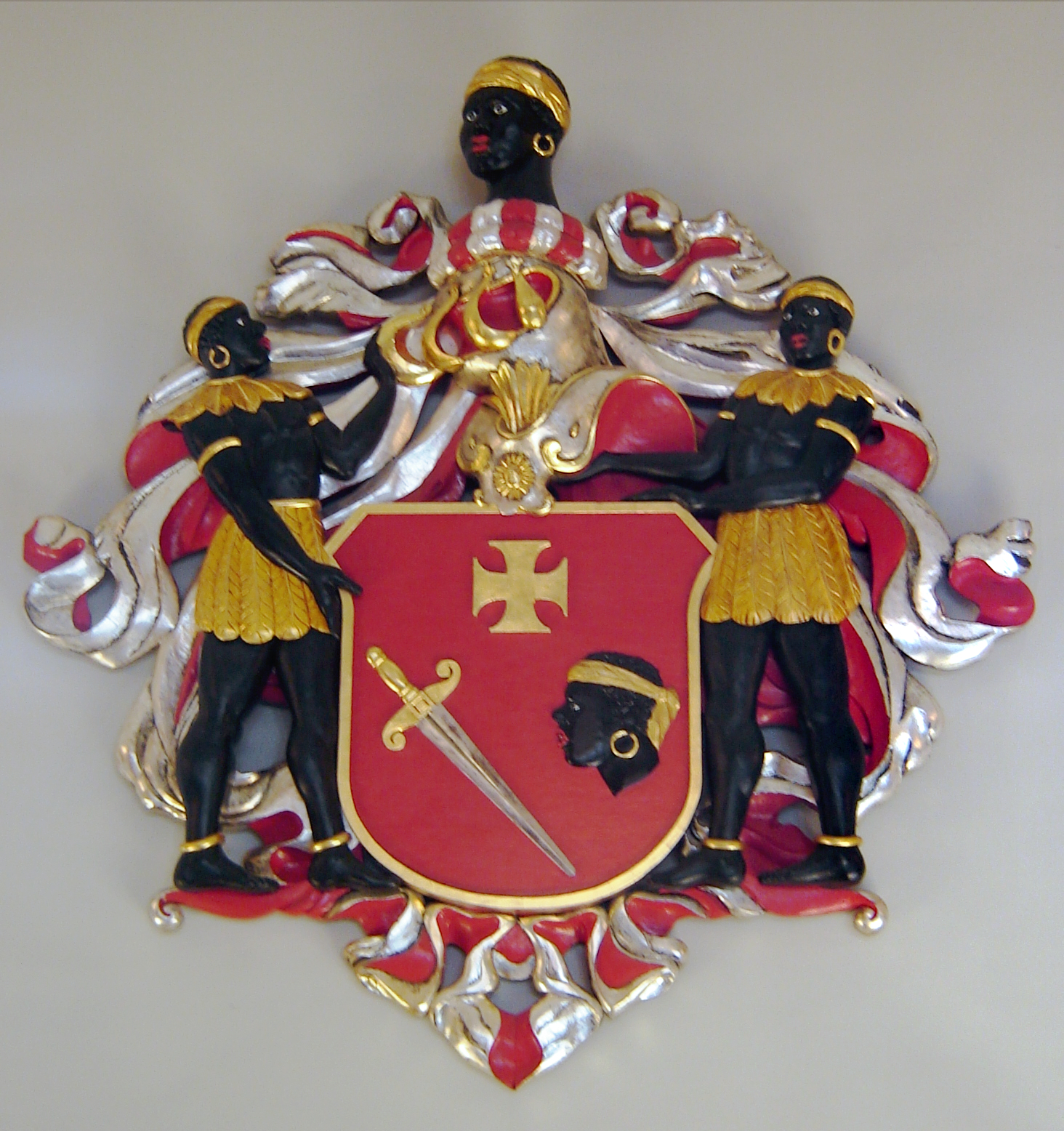
Wapen van de Zwarthoofden in het Zwarthoofdenhuis in Riga

In Lijfland, onder meer in Riga en in het hedendaagse Tallinn, bestonden er vestigingen van de zogenaamde Broederschap van de Zwarthoofden (kort Zwarthoofdengilde), een afsplitsing van ongehuwde leden van de "Großen Gilde" (grote gilde) (14de eeuw). De beschermheilige van de Zwarthoofden is de heilige Mauritius. De gilde had daarom een Moor in het wapen. Anderen menen dat deze naam een verwijzing is naar de kleur van de hoofdbedekking van de gewapende landsknecht: de zwarte stormhoed, omdat de Zwarthoofden ook gezamenlijk aantraden als verdedigers van hun stad.
Het Zwarthoofdenhuis in Riga is bekend van de kostbare reconstructie in de jaren 90, nadat het in 1341 gebouwde huis bij een Duitse aanval in 1941 werd verwoest. Op de poort van het huis aan de rechterzijde staat een Moor die kijkt naar de beschermheilige en het wapen. Als gevolg van het Niet-aanvalsverdrag tussen Duitsland en de Sovjet-Unie uit 1939 moesten alle Duitse Zwarthoofden Riga verlaten. Tegenwoordig hebben ze hun zetel in de stad Bremen.

## De Moor van Mehring

Wapen van Mehring (Beieren)

Moor van Mehring: Mehring schijnt sinds de 8ste eeuw al in bezit te zijn geweest van het adellijke geslacht van Moringen. Het geslacht stierf echter in het midden van de 14de eeuw uit. In hun wapen hadden zij een Moor voorzien van een rood hoofddeksel. Deze vond als beeldend voorbeeld voor de plaatsnaam ook zijn weg in het huidige gemeentewapen.

## De Moor van Stuttgart-Möhringen

Wapen van Stuttgart-Möhringen tot 1942

Moor van Möhringen: Op het wapen van het stadsdeel Möhringen in Stuttgart staat tot 1942 een ongekroonde Moor, was er vanaf 1957 een gekroonde Moor. Terwijl het districtswapen van Möhringen tot 1942 een ongekroonde Moor toonde, was er vanaf 1957 een gekroonde Moor. Het wapen werd bekritiseerd vanwege zijn racistische connotaties en werd in 2023 opnieuw ontworpen zonder Moor.

## De Moor van Eisenberg

Wapen van Eisenberg (Thüringen)

De Moor van Eisenberg verwijst naar een legende over een Moor die dienaar van de graaf van Eisenberg was en die is terug te vinden als standbeeld op het marktplein en in het wapen. Interessant is dat deze Moor als "Corsicaanse Moor" geblinddoekt wordt afgebeeld. Eisenberg wordt zo nu en dan, net als de Stadt Lauingen, ook wel stad van de Moren genoemd.

## De Moor van Mörlau
Moor van Mörlau: De precieze historische oorsprong van de Moor in het wapen van Ober-Mörlen is niet helder. Toch ontstond het huidige gemeentewapen op basis van de heraldische tekens (Eppsteiner spanten, Kurmainzer wiel en de Moor) op een rechtbankzegel uit 1716. In de Codex Laureshamensis, een cartularium uit de 12de eeuw, staat in het jaar 790 de aanduiding "Moruller Marca" wat zoveel als "teken van de Moor" betekent. Afgeleid van het wapen is de Moor van Mörlau sinds 1948 ook een figuur van het carnaval in Ober-Mörlau. In vroege tijden in een dienstlivrei (vergelijkbaar met "Sarottimohr"), tussen 2003 en 2009 begeleidde de Moor in een oosterse fantasiekostuum het betreffende prinsenpaar van Ober-Mölau bij officiële optredens.

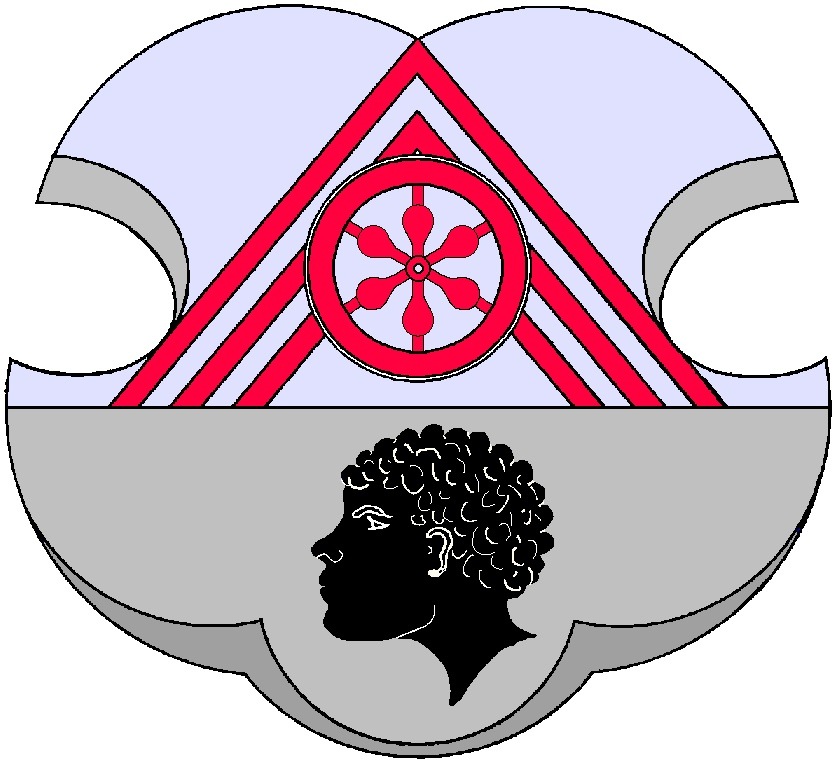
Het oude gemeentewapen van Ober-Mörlau volgens een rechtbankzegel uit 1716
Wapen van Ober-Mörlau vanaf 1967
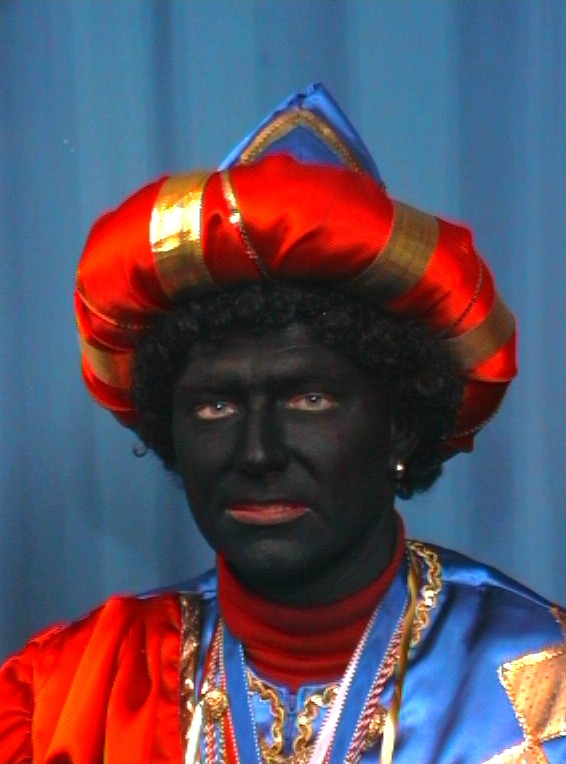
De Moor van Mörlau 2004

## Het wapen van de Nürnbergse patriciërs

### De Moor van de Tucher von Simmelsdorf (14de eeuw)
De Neurenbergse patriciërsfamilie Tucher von Simmelsdorf hadden al vroeg een Moor in het familiewapen, die ook merkteken werd van de met hun verbonden brouwerij. Vermoedelijk voor het eerst was het wapen zichtbaar op het onderste deel van een geschonken Bartholomeus-apostelfiguur uit 1345 in de Nürnbergse kerk van Sint Sebaldus. In het Nürnbergse Tucherschlosschen is een wapenraam te vinden uit 1480 met een Moor die een met rozetten beklede rode hoofdband over een vreemde onder de kin vastgebonden witte kap draagt.
De Tucher waren vanaf vlak na 1420 eigenaar van het kasteel van Haimendorf waartoe ook de Rockenbrunn en de heilige Mauritiuskapel op de Moritzberg in de Fränkische Alb hoorde. De kapel werd in opdracht van de Nürnbergse patriciër Herdegen Valzner in 1419 gebouwd. Het eigendom ging in 1476 door het huwelijk van Anna Tucher met Sigmund Fürer over aan de Fürer von Haimendorf. Op het jachtkasteel in Rockenbrunn is in 1653 een wapen van de Tucher aangebracht.
De Nürnbergse plattelandsgemeente Simmelsdorf, waar de Tucher in 1598 een kasteel hadden, heeft op basis van de historische verbinding met deze familie een Moor in het wapen opgenomen.

### De Moor van de Holzschuher von Harrlach
De Holzschuher von Harrlach horen ook tot de aantoonbare oudste patriciërsfamilies van de rijksvrije stad Nürnberg en werd in 1228 voor het eerst in documenten genoemd.

### De vrouwelijke Moor van Haller von Hallerstein
De patriciërsfamilie Haller von Hallerstein hoorde tot de oudste families in de rijksvrije stad Nürnberg. In documenten genoemd in 1293.

### De vrouwelijke Moor van Pömer von Diepoltsdorf
De Pömer von Diepoltsdorf waren een patriciërsfamilie, die voor het eerst in 1286 in documenten worden genoemd.

### De mannelijke of vrouwelijke Moor van Schürstab
Het uit Siebenbürgen komende, eerst "von Trauttenberg"genaamd, en voor 1225 in Nürnberg aantoonbaar patriciërsgeslacht Schürstab toont een vrouwelijke of mannelijke Moor als bisschop.

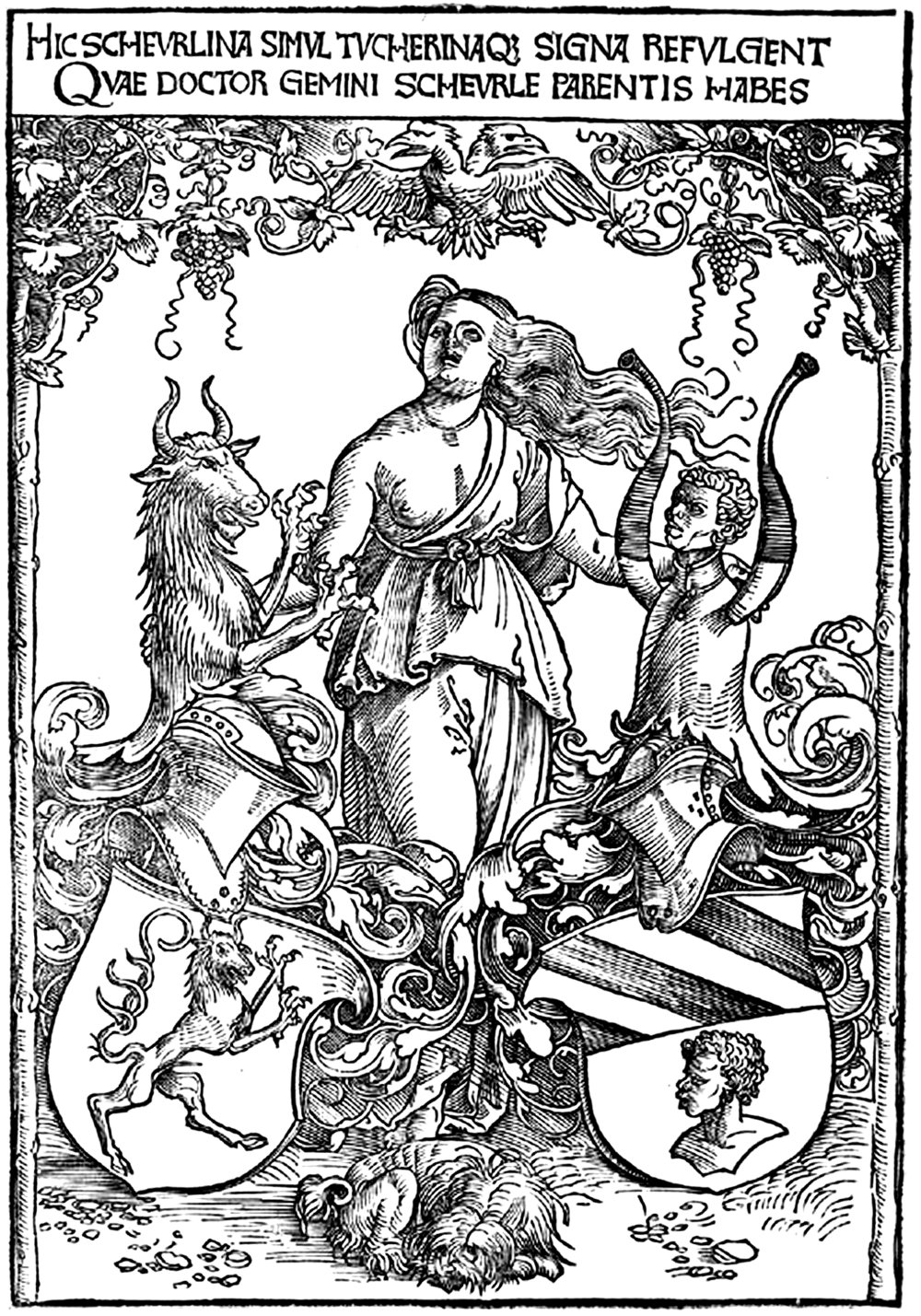
Wapen van de Tucher, geschilderd door Albrecht Dürer, rond 1512
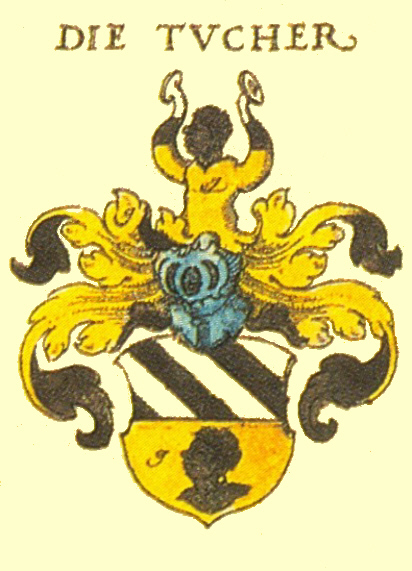
Wapen van de Tucher von Simmelsdorf, wapenboek 1605
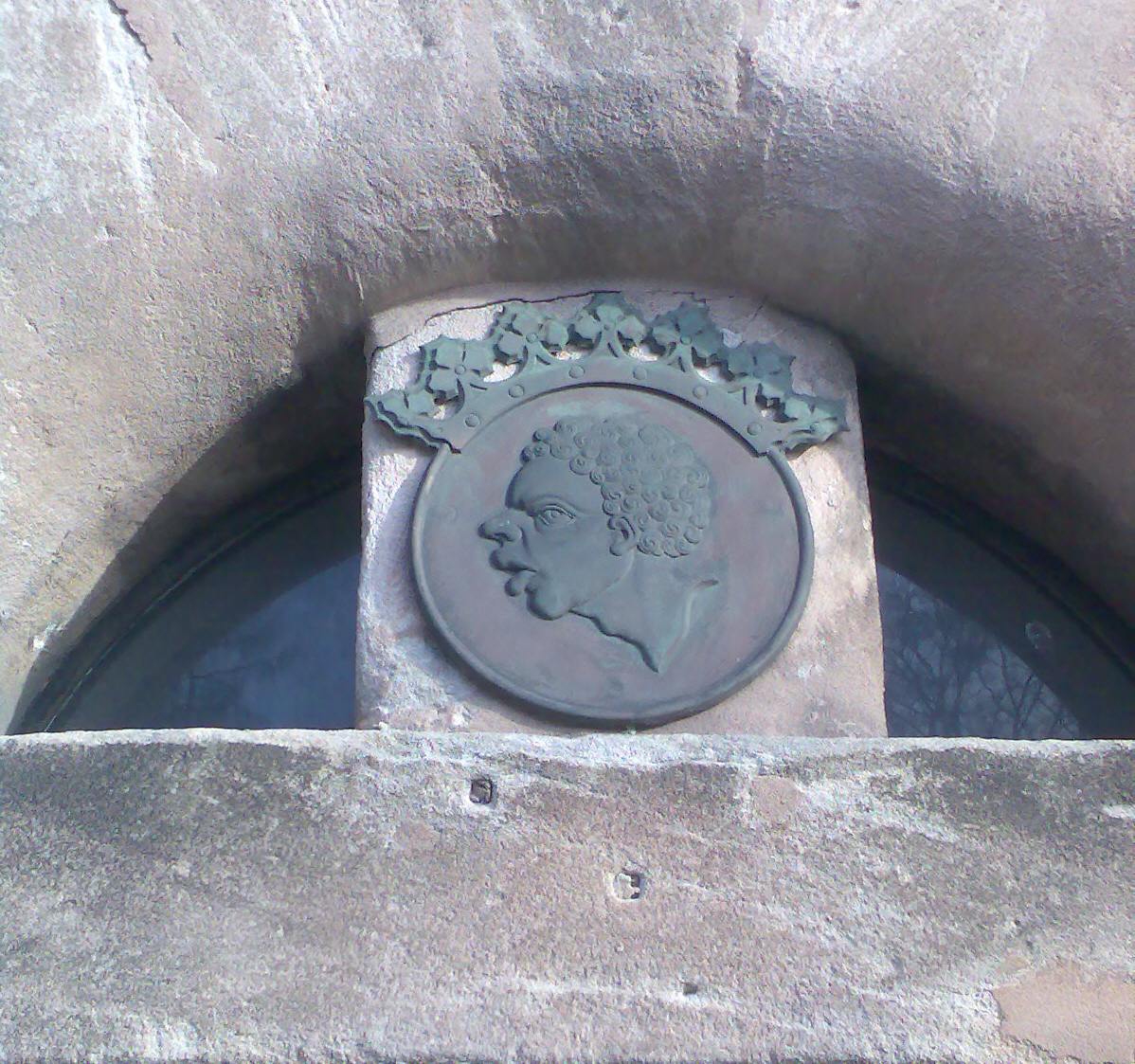
Wapen van de Tucher op landhuis Schoppershof
Wapen van Simmelsdorf
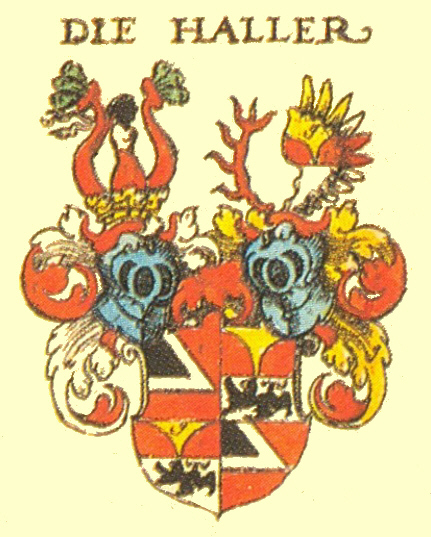
Wapen van Haller von Hallerstein, wapenboek 1605
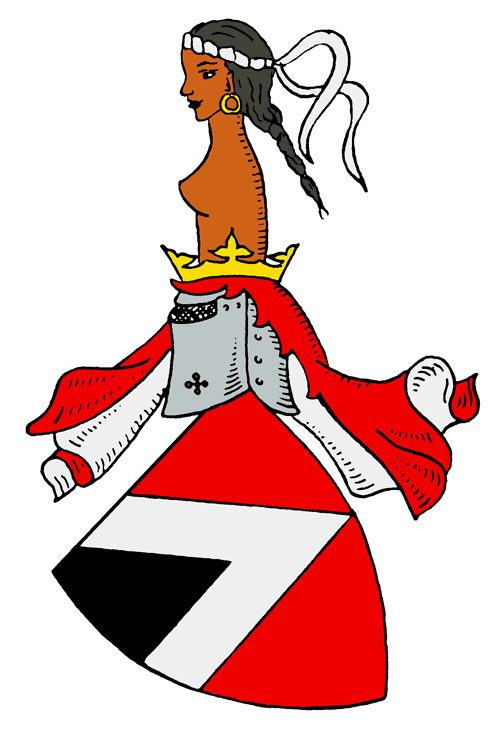
Vrouwelijke Moor in het opperwapen van Haller von Hallerstein
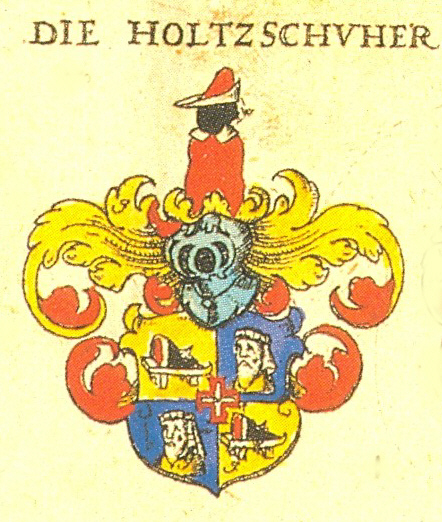
Wapen van de Holzschuher, wapenboek 1605
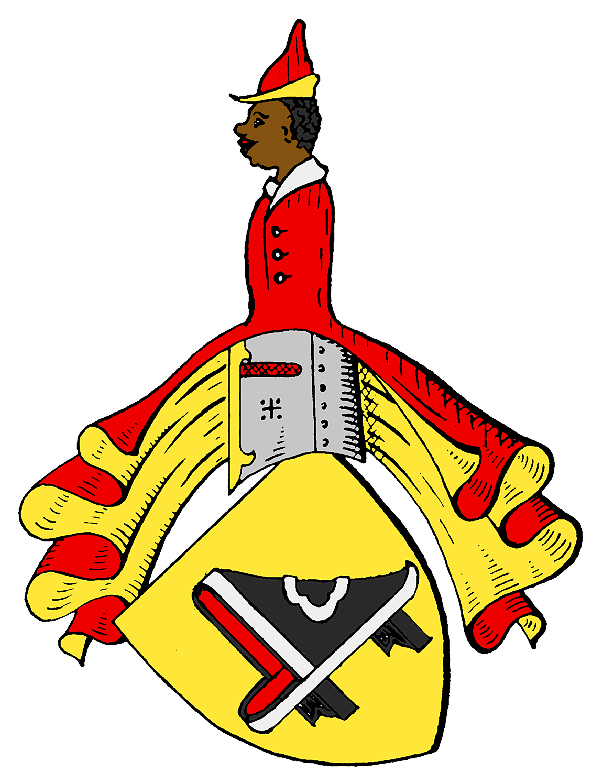
Romp van een Moor in het opperwapen van de Holzschuher von Harrlach
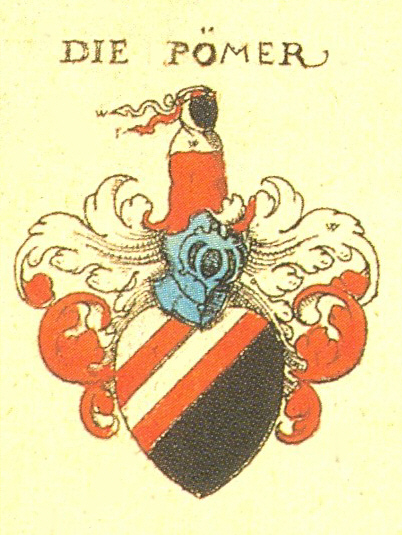
Wapen van Pömer von Diepoltsdorf
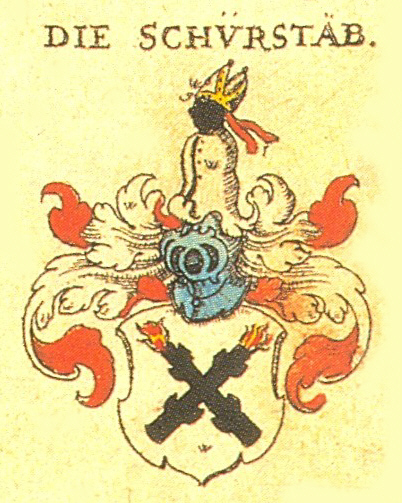
Wapen van Schürstäber
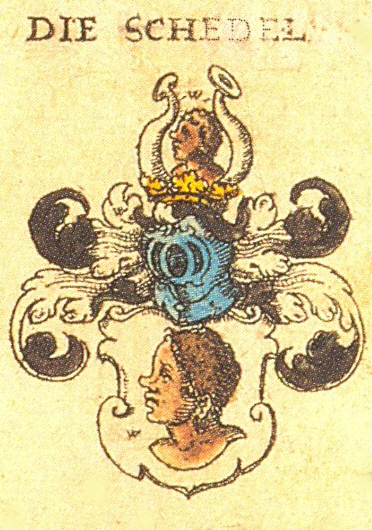
Wapen van de achtenswaardige Schedel
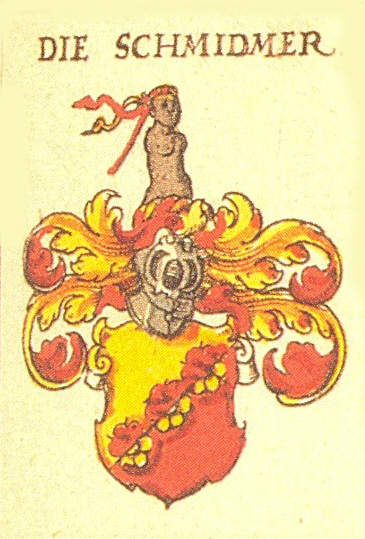
Wapen van de achtenswaardige Schmidmer

### De drie Moren van Strullendorf
Er staan drie Moren op het wapen van Strullendorf. Ze komen uit het wapen van de Nürnbergse patriciërsfamilie Tockler (ook als Dockler of Toggler geschreven), die vermoedelijk uit Bamberg komen en daar het zogenoemde Tocklerhof bezaten.

### De Moor van Winkler vom Mohrenfels
De oorsprong van het geslacht van de Winkler vom Mohrenfels is niet duidelijk. Zij zouden oorspronkelijk uit Nürnberg komen en werden volgens de familie-overlevering in 1156 voor het eerst genoemd in documenten met Ulrich Winkler. Voor de Nürnbergse oorsprong spreekt ook dat ze vaak genoemd worden als een van de Nürnbergse families, zo ook bijvoorbeeld in de Egidienkerk in Erlangen-Eltersdorf. Ze hadden landgoederen in Zeckern, Hemhofen, Buch en Uttenreuth. Sinds 1722 bezaten ze ook het kasteel in Hemhofen, waardoor de Moor van Winkler op de rots ook in het wapen van Hemhofen is opgenomen.

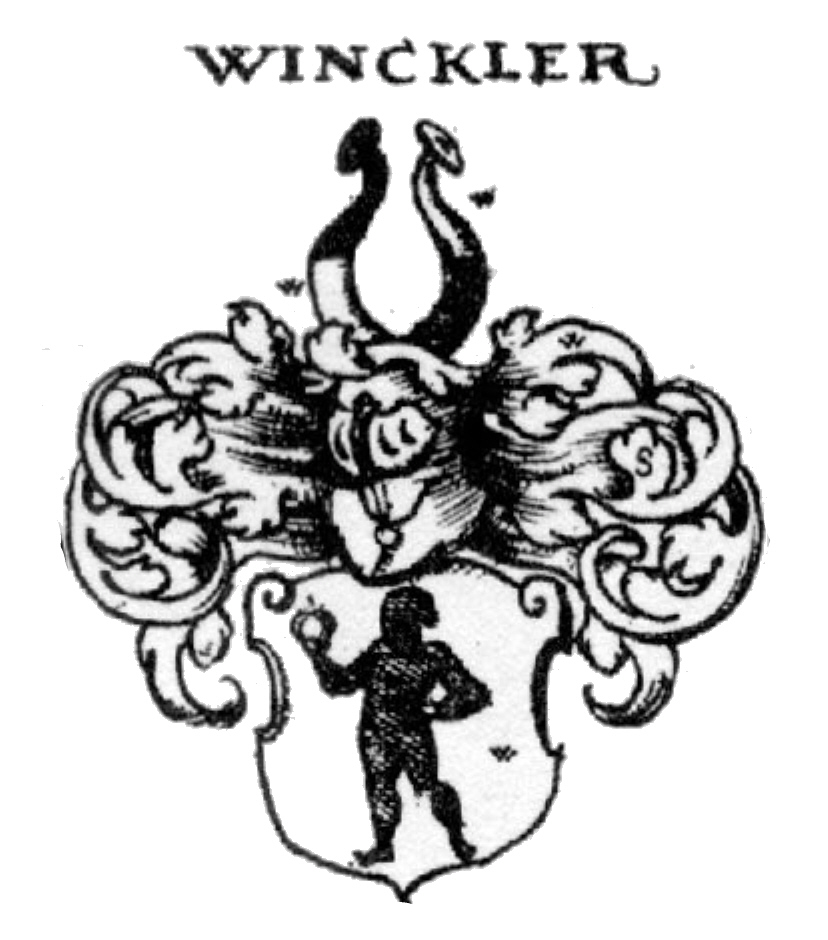
Wapen van Winkler volgens Johann Siebmacher
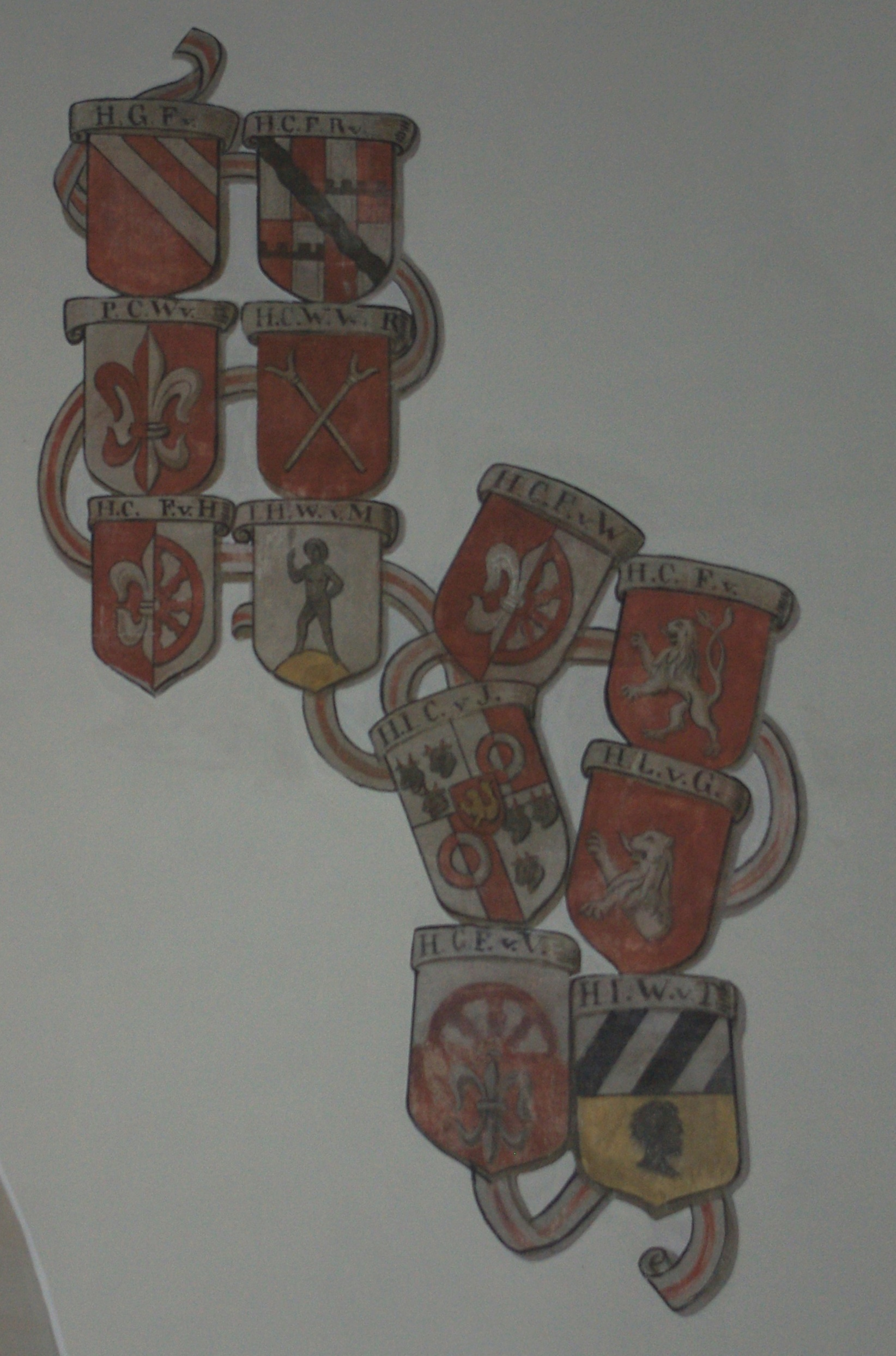
Wapen van Winkler von Mohrenfels in Eltersdorf
Wapen van Hemhofen

## Het wapen van de patriciërs uit München
Het wapen van de patriciërsfamilie Reitmoor uit München toont sinds de 15de/16de eeuw een naakte Moor op een springend hert.

## De heren Mohr vom Wald (15de eeuw)
De heren "Mohr vom Wald" bij Daun namen rond 1482 een horizontaal in tweeën gedeeld wapen aan, het bovenste deel in goud en zwart geblokt, het onderste gedeelte in goudkleur. De helmtooi was een borst van een Moor zonder armen, gekleed in de kleuren van het wapenschild. Het geslacht van de Ridders van Mohr von Wald gaat terug tot de 12de eeuw, zij noemden zich vanaf 1241 naar hun eigendom in Peterswald "de Walda". Als drager van het wapen van deze familie is onder andere de uit Speyer afkomstige Lothar Friedrich Mohr von Wald bekend.

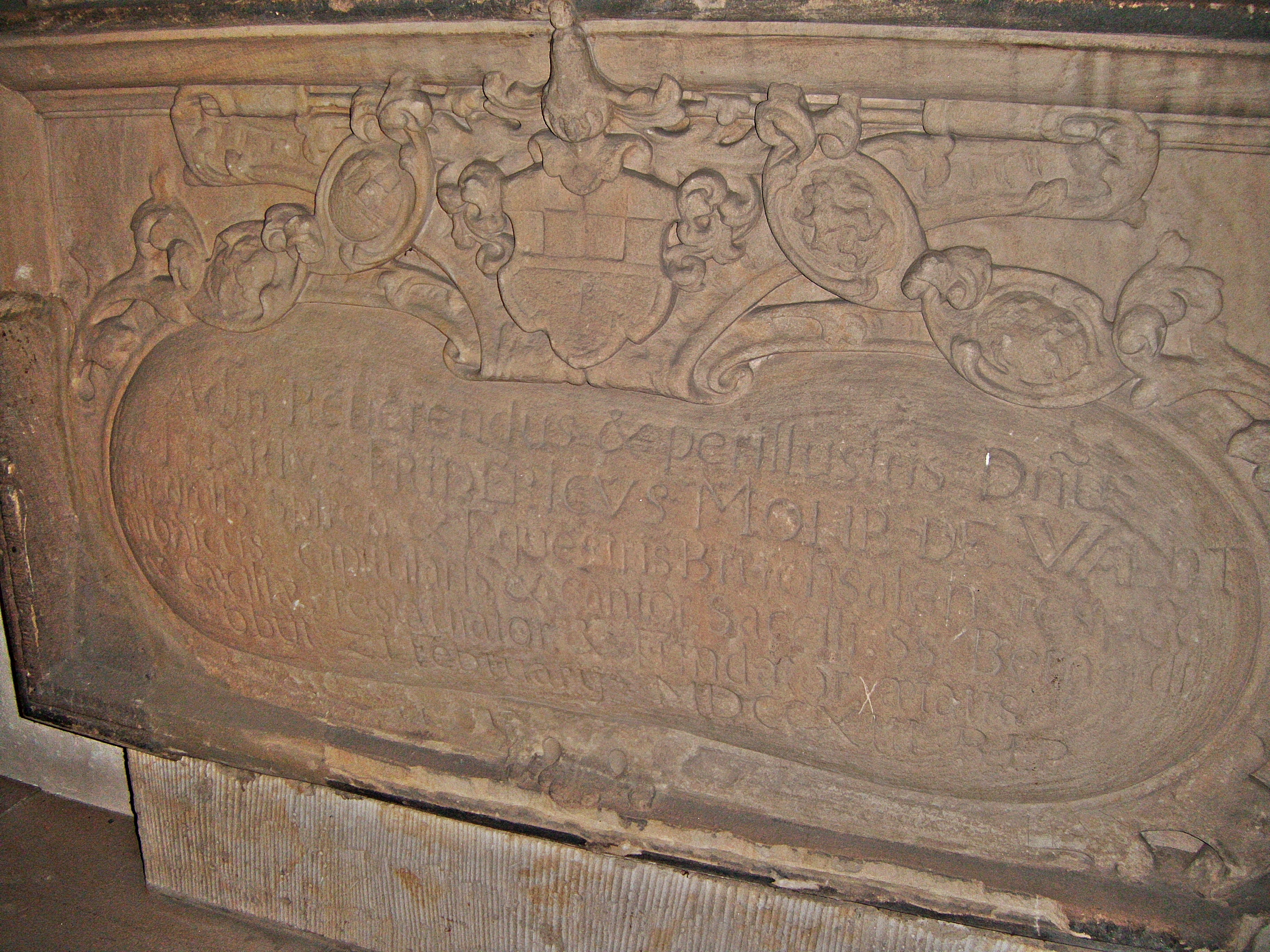
Grafsteen van Lothar Friedrich Mohr von Wald, domheer van aartsbisdom Speyer

## De Moren in Zwitserland

### Moren op wapens op de wapenrol van Zürich (14de eeuw)
Op de wapenrol van Zürich, ontstaan tussen 1335 en 1345, staan op het schild zelf en in het helmteken in totaal negen Moren: de Moor van Schönegg, van Gundelsdorf, van Senn (Send), van Ittendorf, van Mandach, van Kirchberg (Kilchberg), van Freising en nog twee onbekenden.

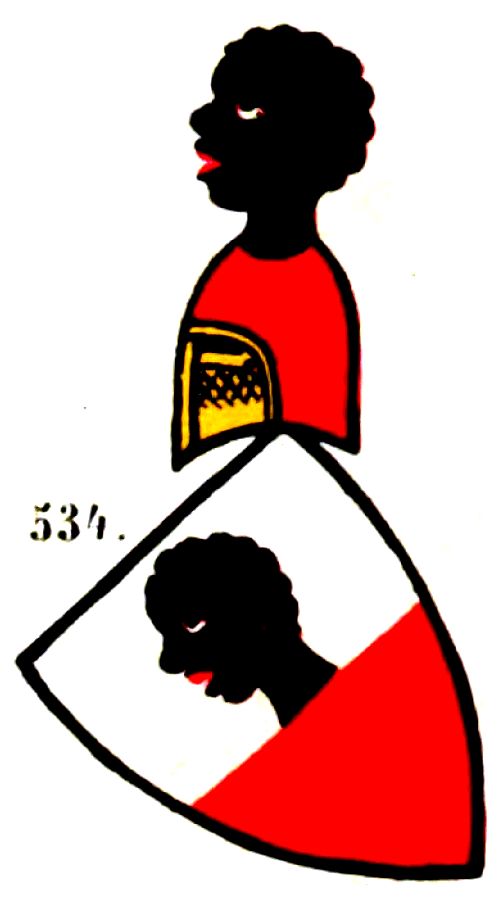
Wapen van Mandach op de wapenrol van Zürich
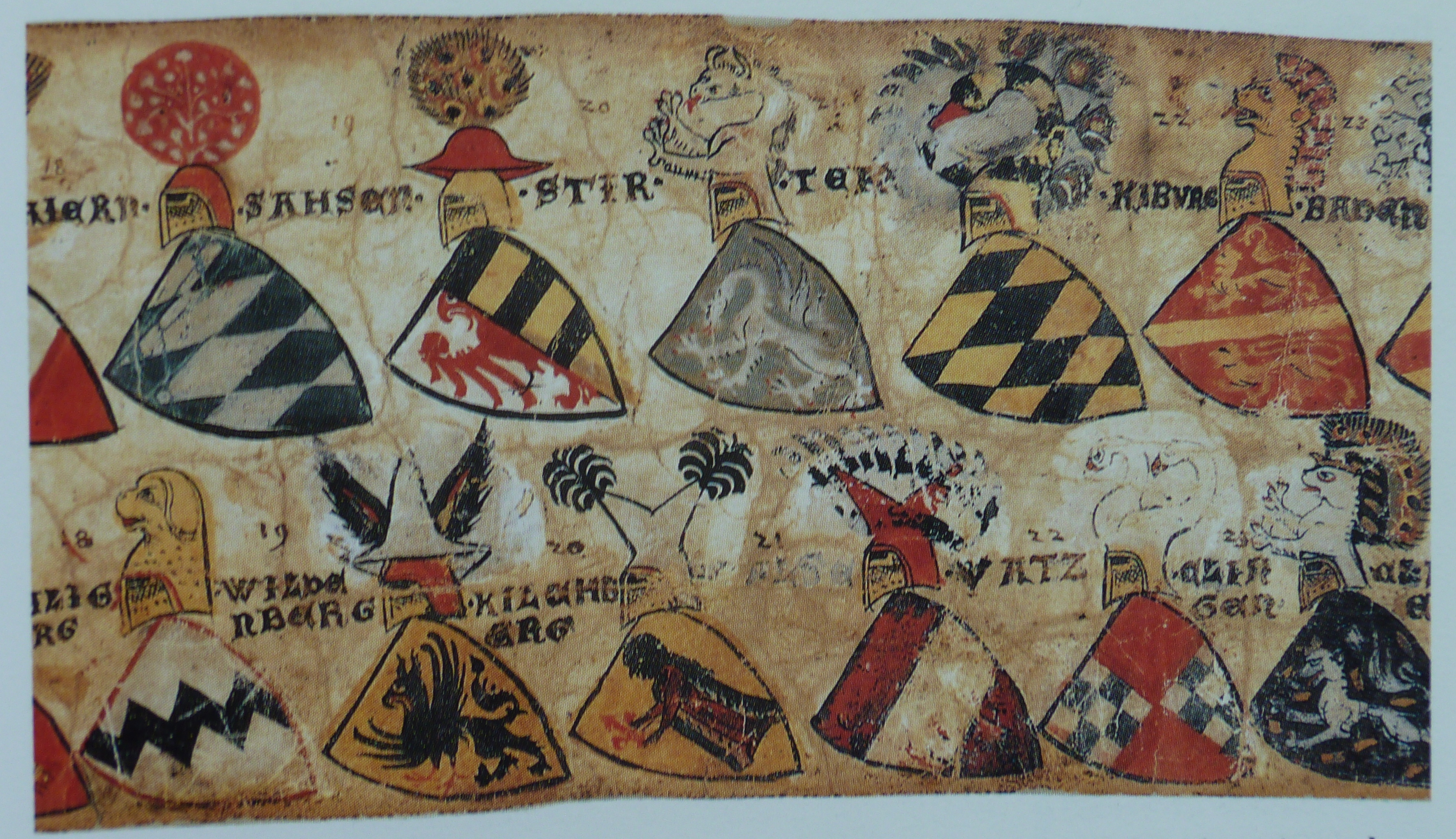
Fragment met de vrouwelijke moor van Kirchberg
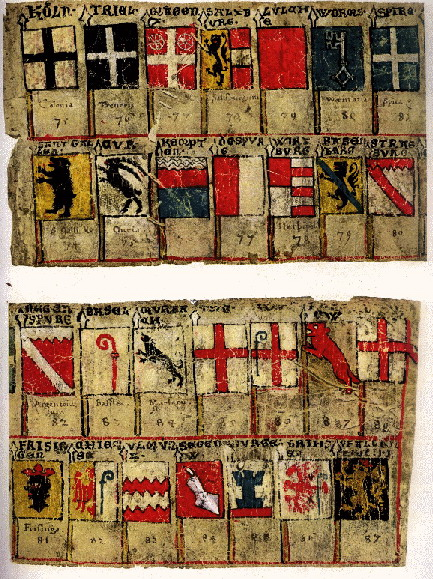
Fragment met de moor van Freising

### Hedendaagse gemeentewapens
De Moor is opgenomen in de volgende hedendaagse gemeentewapens:
- de Moor van Mohren: het wapen van Mohren in Zwitserland heeft een bijzonder veelzeggende afbeelding van een hoofd van een Moor.
- de Moor van Mandach: het wapen van Mandach gaat terug tot een wapenbord van de heren van Mandach (13de eeuw), dat volgens velen de heilige Mauritius voorstelt, die ook de beschermheilige is van de kerk van Mandach.
- de Moor van Flumenthal: Het huidige gemeentewapen van Flumenthal in Zwitserland toont een hoofd van een Moor met een witte hoofdband, kraag en rode lippen. Deze is ook zo te vinden op het wapen van de landvoogd, waar gedacht wordt aan een verbinding met de heilige Mauritius, die vroeger de beschermheilige van de kerk schijnt te zijn geweest. Verder is de wijdingsdag in 1514 van de kerk de naamdag van de heilige Mauritius (22 september).
- De Moor van Oberweningen: Het huidige gemeentewapen van Oberweningen toont eveneens een Moor. Vermoedelijk is de Moor in het wapen opgenomen door overname van het wapen van de ridders van Mandach, die bezittingen in Oberweningen hadden, of als een schepping van een "sprekend" wapen van de lokale familie Moor.
- de Moor van Möriken-Wildegg: en ook het gemeentewapen van Möriken-Wildegg toont een hoofd van een Moor. Het hoofd van de Moor, als herkenningsteken van de plaatsnaam, verschijnt in 1592 voor het eerst op een grenssteen.
- De Moor van Avenches (Vaud): Het wapen van het stadje Avenches toont een zwart hoofd van een Moor met een witte hoofdband op een rood vlak.
- De Moren van Cornol (Jura): Het wapen van Cornol (vroeger in het Duits Gundelsdorf genaamd) toont drie zwarte hoofden met een rode haarband en oorbel.

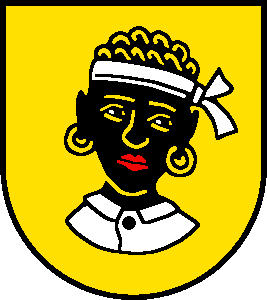
Wapen van de gemeente Flumenthal
Wapen van de gemeente Mandach
Wapen van de gemeente Oberweningen
Wapen van de gemeente Möriken-Wildegg
Wapen van Avenches, kanton Vaud
Wapen van de gemeente Cornol, kanton Jura

### Het wapen van Zunft zum Mohren in Bern
Ook staat de Moor op het wapen van Zunft zum Mohren in Bern. Vanwege de koloniale oorsprong van dit wapen leidde dit laatst tot grotere discussies in de Zwitserse politiek.

## Mannelijke en vrouwelijke Moor in het wapen van de graaf van Strasoldo

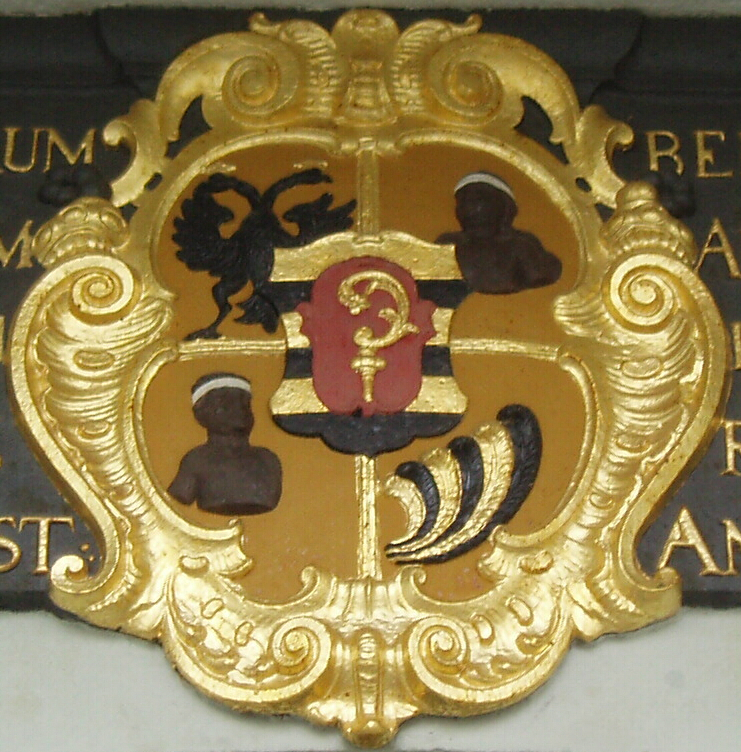
Wapen van Raymund Anton von Strasoldo, aartsbisschop van Eichstatt, in kasteel Hirschberg, 1764

De aartsbisschop van van Eichstatt, graaf Raymund Anton von Strasoldo (1757-1781), had volgens de algemene opvatting in twee kwartieren van zijn wapen het borstbeeld van een vrouwelijke Moor met een zilveren hoofdband en flapperende banden en rode oorbellen. Het stamwapen van Strasolde, oude adel uit de markgraafschap Friaul, toont nog een Ethiopische man met kort haar en een Ethiopische vrouw met lange haren. Tussen 1641 en 1673 wordt aan de Ethiopische man een zilveren hoofdband toegevoegd, daarna ook bij de Ethiopische vrouw.

## De Moren van Aragon, Sardinië en Corsica

### De Moren van Aragon
Al in oude Spaanse kronieken werd bericht dat Peter I van Aragon tijdens de Slag bij Alcoraz vier zwarte koningen liet onthoofden. Hij zelf of een opvolger had deze hoofden opgenomen in het wapenschild als symbool van de herovering van vier gebieden op de Moren. Op het laatst in 1281 voerde Peter III, koning van Aragon (Spanje), voorgoed dit kenteken in en die werd dan voor lange tijd als zegel gebruikt. Het gaat steeds om een wit schild met een rood Sint-Georgekruis en de hoofden van vier Moren met een witte hoofdband.

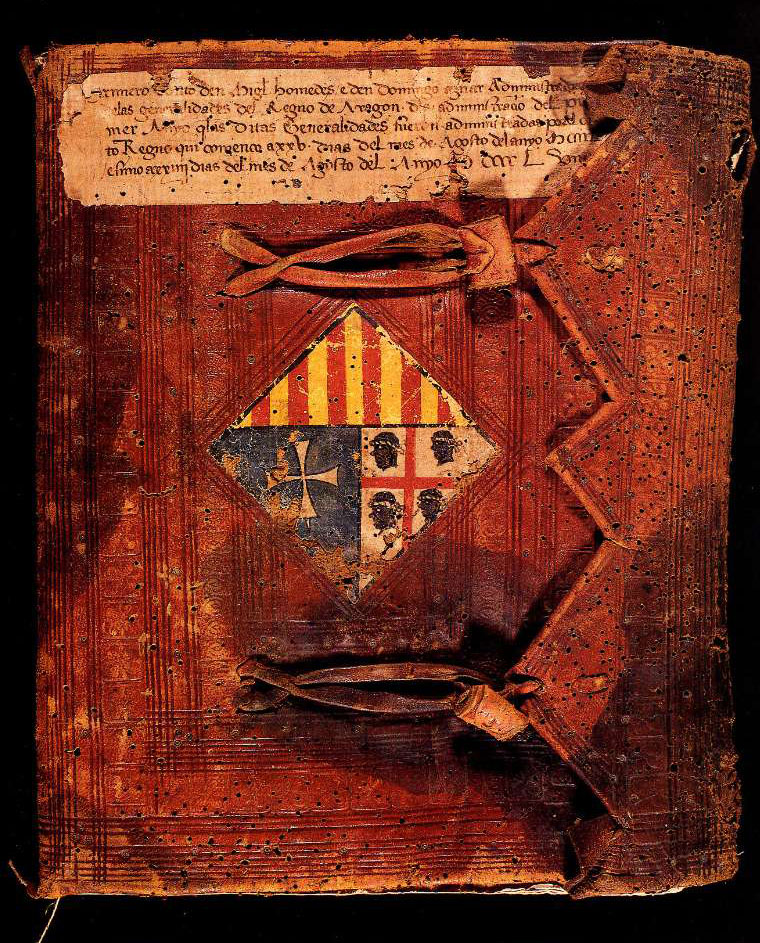
Aragon, 1450
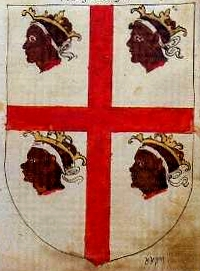
Aragonees kruis van Alcoraz, 1539
Escudo de Aragon (wapen van Aragon)

### De Moren van Sardinië
Het wapen van het Italiaanse eiland Sardinië toont net als het wapen van Aragon vier hoofden van een Moor. Het koninkrijk Sardinië was sinds de 14de eeuw al een vazalstaat van Aragon, maar pas in de 17de eeuw werd het oorspronkelijke Aragonees wapen door Filips IV van Spanje officieel voor Sardinië ingevoerd doordat het op munten geslagen werd.

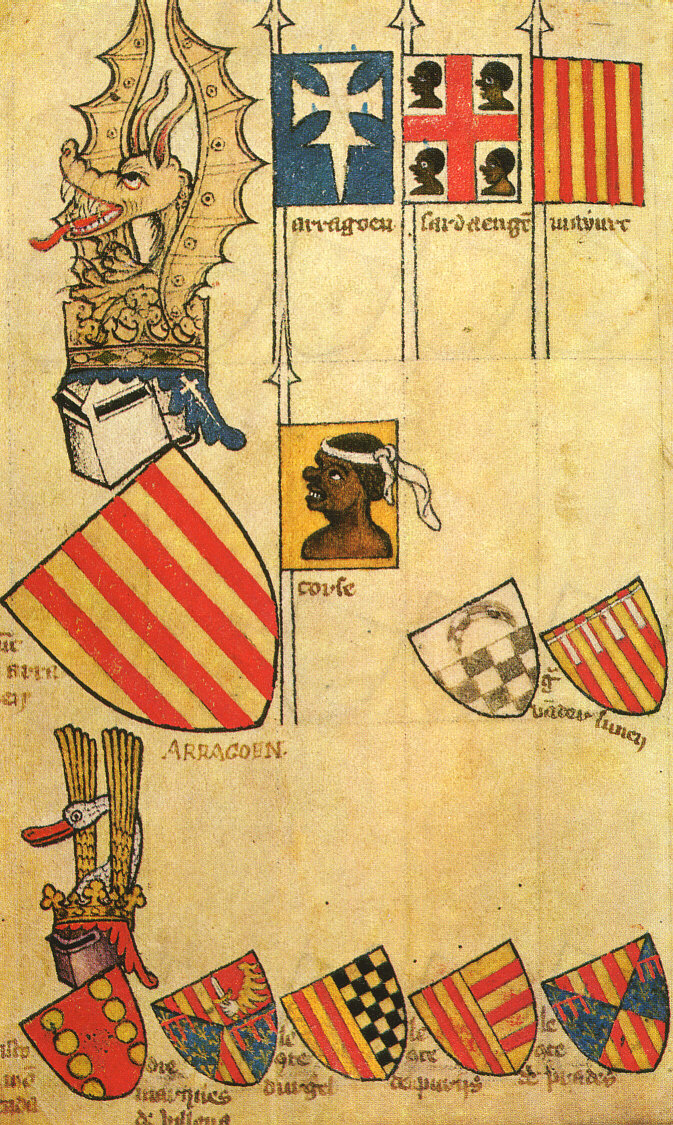
Armorial Gelre (Folio 62r), tussen 1370 en 1414
Vlag van Sardinië
Vlag van Corsica
Koninkrijk Corsica

### De Moor van Corsica
Het wapen van het Franse eiland Corsica toont ook een hoofd van een Moor (Testa Maura). Deze wordt in verband gebracht met de slag tegen de Saraceense Moren in de 9e en 10e eeuw. Een legendarisch figuur van het toenmalige Corsicaans verzet was Ugo Colonna. Deze zou ook de morenkoning Nugalon overmeesterd hebben en alle heidense Corsicanen gedwongen hebben zich te laten dopen. Deze Moorse heerschappij is weer terug te vinden in de Corsicaanse plaatsnamen zoals Campomoro, Morosaglia, Morsiglia en verder. Snel daarna duikt het hoofd van de Moor op verschillende zegels en wapens op.
In 1762 werd het hoofd van de Moor, voorzien van een hoofdband, door Pasquale Paoli en de door hem geleide Consulta bestemd tot het officiële wapen en symbool van de vrijheidsstrijd van de Corsicanen. Volgens de overlevering heeft dit symbool zijn oorsprong in een gevecht tussen een Arabische heerser, een Moor, en een Corsicaan om de verloofde van de Corsicaan die door de Moor was ontvoerd. De Corsicaan won het gevecht en hakte het hoofd van de Moor eraf, stak hem op een lans en zette hem rechtop richting hemel. De hoofdband heeft echter een andere oorsprong. Na de overwinning op de Moren door de soldaten uit Pisa en Genua zou een Moorse gevangene geëxecuteerd worden waarbij daarvoor de ogen verbonden werden met een witte doek. De Moor wilde echter met open ogen sterven en schoof daarom het doek naar boven. Het ligt echter voor de hand dat het hier gaat om een vaandel dat is geïntroduceerd door de koning van Aragon.
Vincentello d'Istria, die voor Aragon en tegen de bezetters uit Pisa en Genua streed, schopte het tot onderkoning. Hij werd toen echter door de bezetters verslagen en in Genua geëxecuteerd. Toch wordt dit gevecht nog steeds als het begin van de Corsicaanse monarchie gezien.
Toen de Duitse baron Theodor von Neuhoff zichzelf op 12 maart 1736 tot eerste en enige koning van Corsica kroonde, droeg hij bij de triomftocht over Corsica een portret van zichzelf waarop een wapen was afgebeeld met een naar rechts gedraaid hoofd van een Moor met de ogen verbonden en een ketting om de hals op het schild. Pas Paoli heeft vervolgens het doek als teken van vrijheid veranderd in een hoofdband. Nog iets later is ook de halsketting verwijderd. Het hoofd komt ook voor in de vlag van Corsica.

### Het wapen met Moor van het Florentijnse adelgeslacht Pucci

Wapen met Moor van kardinaal Lorenzo Pucci

Omdat de stamboom van de Pucci's tot aan de Saracenen reikte, gebruikten ze een Moorkop in hun wapen. Heel bekend werd dit door het kardinaalswapen van Lorenzo Pucci in de 16de eeuw.

### Moren op wapens uit Portugal, in het bijzondere uit de Algarve
Ook het Portugese koninkrijk Algarve droeg eerst twee Moren in het wapen, die leken op de Moren van Aragon, Sardinië en Corsica. Later werden de zwarte Moren in de kwartieren echter vervangen door meer Arabisch uitziende Moren. Tot op de dag van vandaag worden op verschillende wapens en vlaggen van diverse plaatsen in de Algarve en in het wapen van Évora nog steeds deze Arabisch-Berberse Moren getoond. De plaatsen zijn: Albufeira, Alcoutim, Aljezur, Benafim, Carvoeiro, Castro Marim, Estômbar, Lagoa, Loulé, Monchique, Olhão, Portimão, São Brás de Alportel, São Marcos da Serra, Silves, Tavira, Vila do Bispo, Vila Nova de Cacela en Vila Real de Santo António.

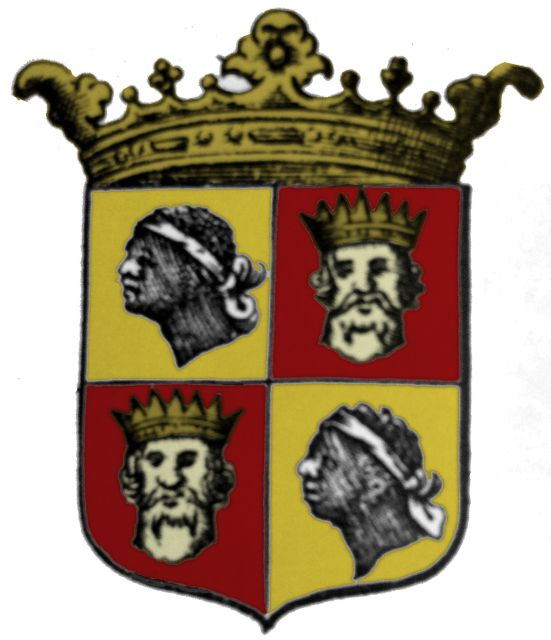
Wapen van het Portugees koninkrijk Algarve (1666)
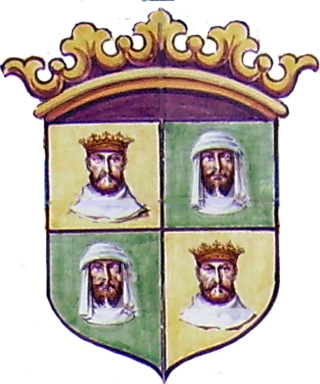
Detail van een Azulejo in Olhao met een meer Arabisch uitziende Moor (2007)
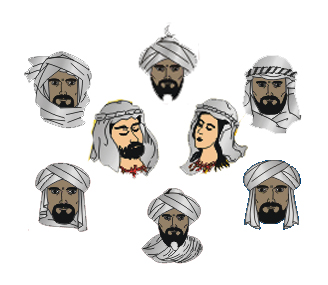
Selectie van Moorse hoofden in de wapens en vlaggen van verschillende plaatsen in de Algarve
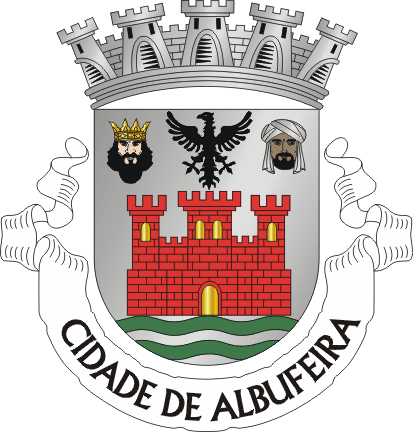
Wapen van Albufeira
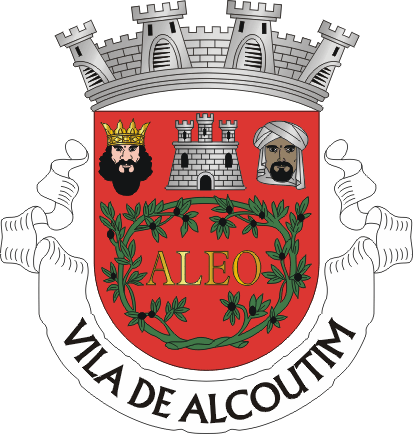
Wapen van Alcoutim
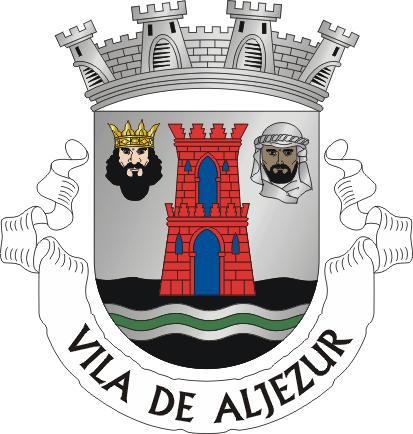
Wapen van Aljezur
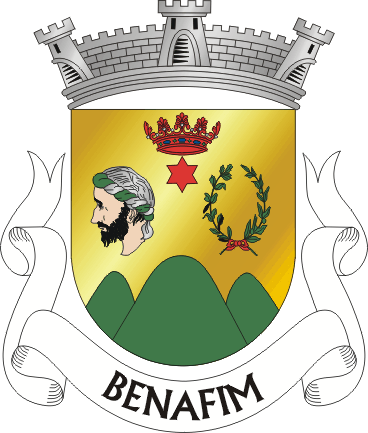
Wapen van gemeente Benafim, Loulé
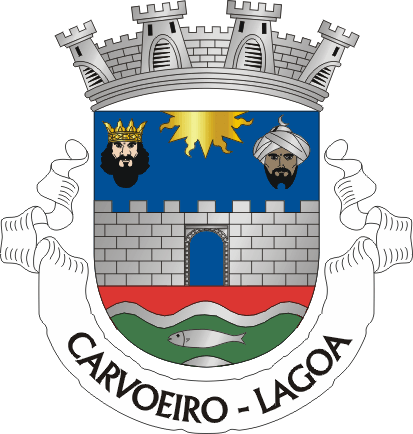
Wapen van gemeente Carvoeiro, Lagoa
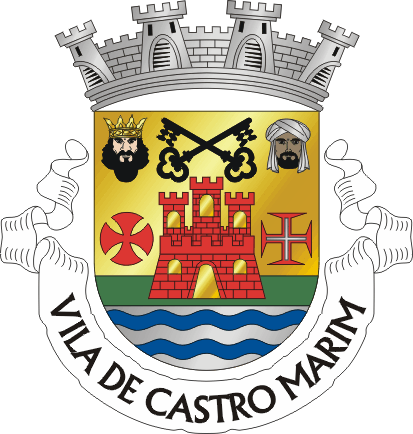
Wapen van Castro Marim
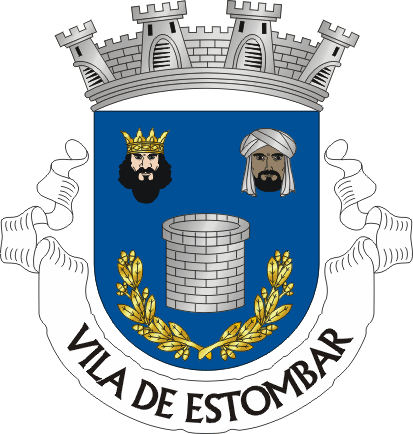
Wapen van gemeente Estômbar, Lagoa
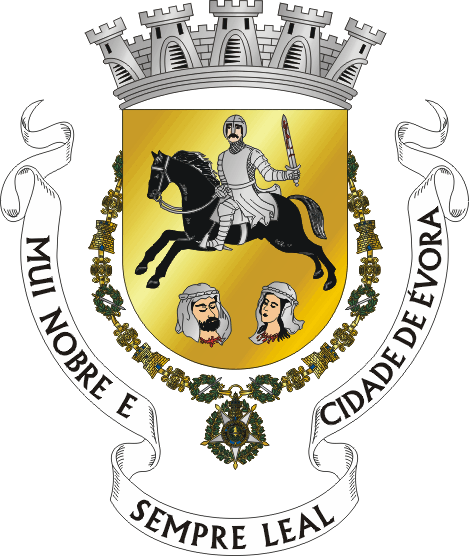
Wapen van Évora
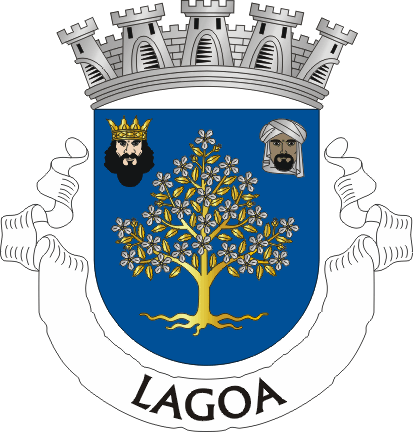
Wapen van Lagoa
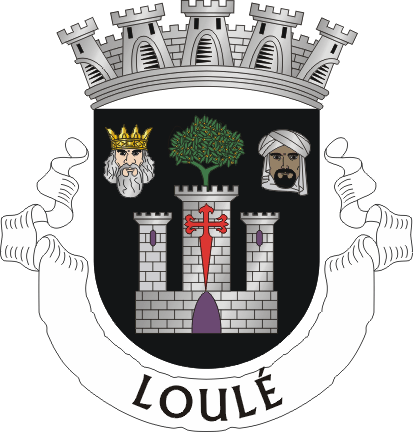
Wapen van Loulé
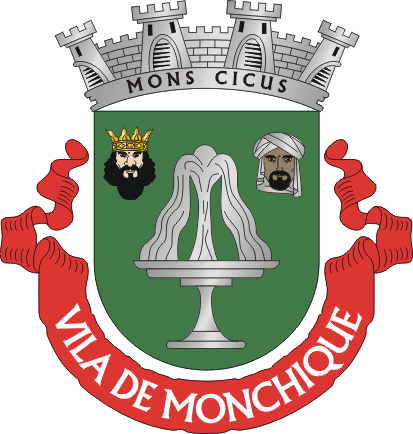
Wapen van Monchique
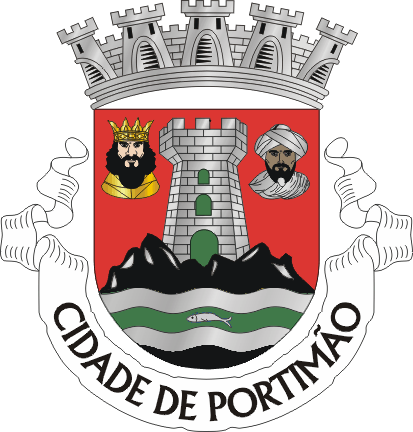
Wapen van Portimão
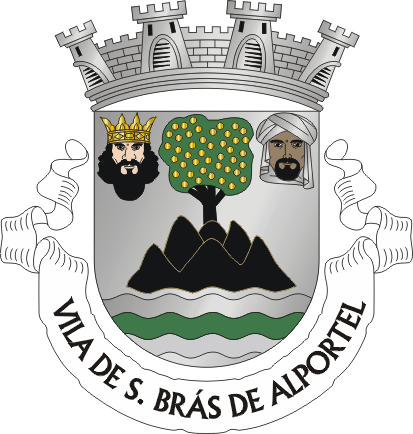
Wapen van São Brás de Alportel
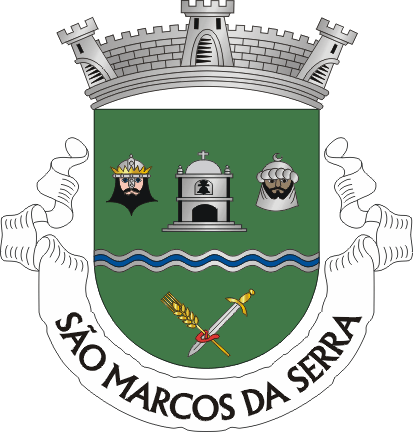
Wapen van gemeente São Marcos da Serra, Silves
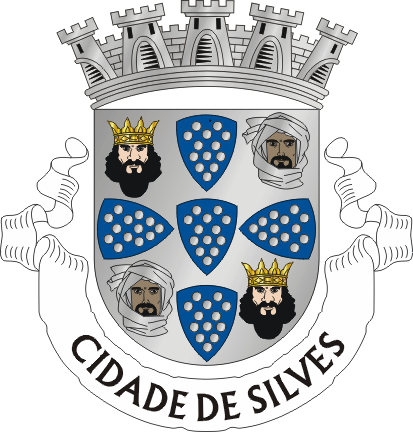
Wapen van Silves
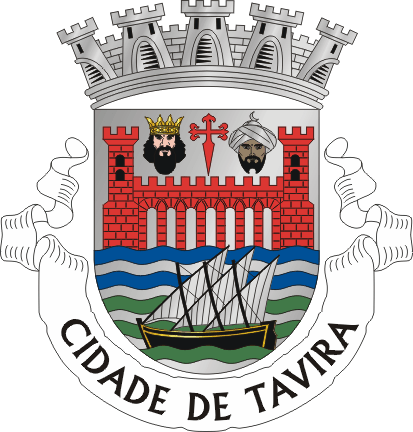
Wapen van Tavira
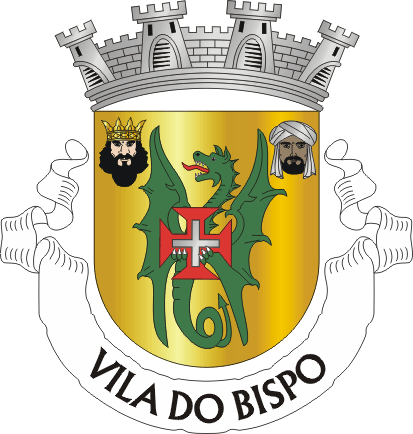
Wapen van Vila do Bispo
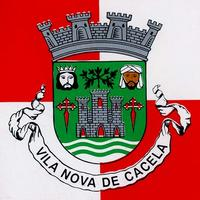
Wapen van gemeente Vila Nova de Cacela, Vila Real de Santo António
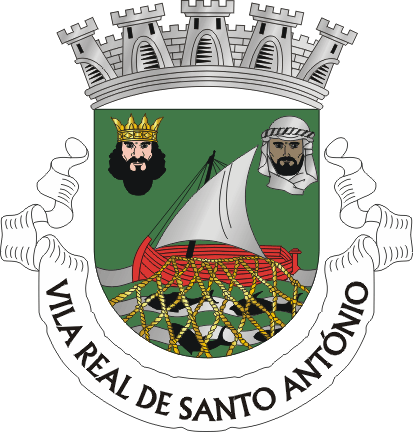
Wapen van Vila Real de Santo António

### Moren op wapens van Portugees Guinea
Van alle wapens van de Portugese koloniën werd in het bijzonder het wapen van Portugees-Guinea (het huidige Guinee-Bissau) door de Afrikaanse inwoners als een provocatie gezien, omdat het wapen een gouden staf bevatte van de Portugese koning Alfons V. Deze had de staf laten maken naar aanleiding van de bezetting van Guinee. Vooral omdat op de punt van de staf een (afgehakt) hoofd van een Moor prijkte, provoceerde dit de bevolking. Ook de wapens van Bissau, de hoofdstad van de kolonie, en Farim toonden een voorstelling met Moren.

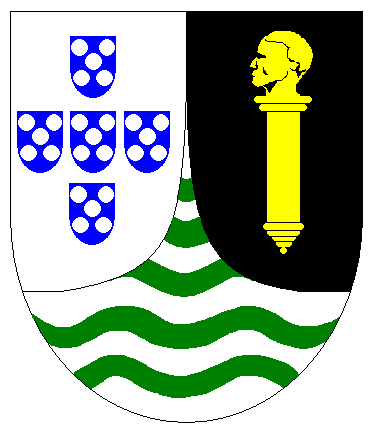
Portugees Guinea
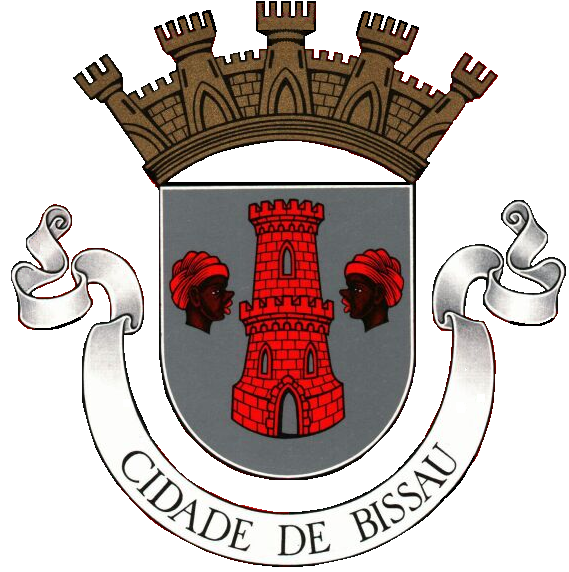
Bissau
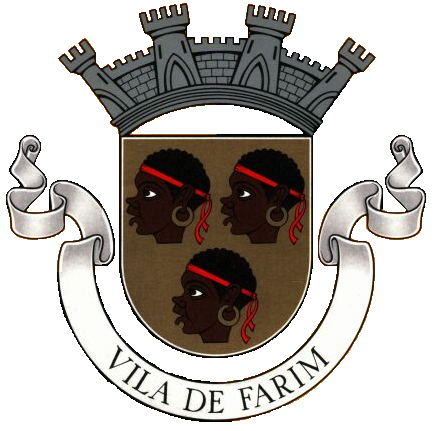
Farim

## De Moor in Belgische wapens

Wapen van Linkebeek
Wapen van Lennik
Wapen van Waregem
Wapen van Wielsbeke
Wapen van Hove
Wapen van Boezinge

## De Moor in Nederlandse wapens

Wapen van Marken
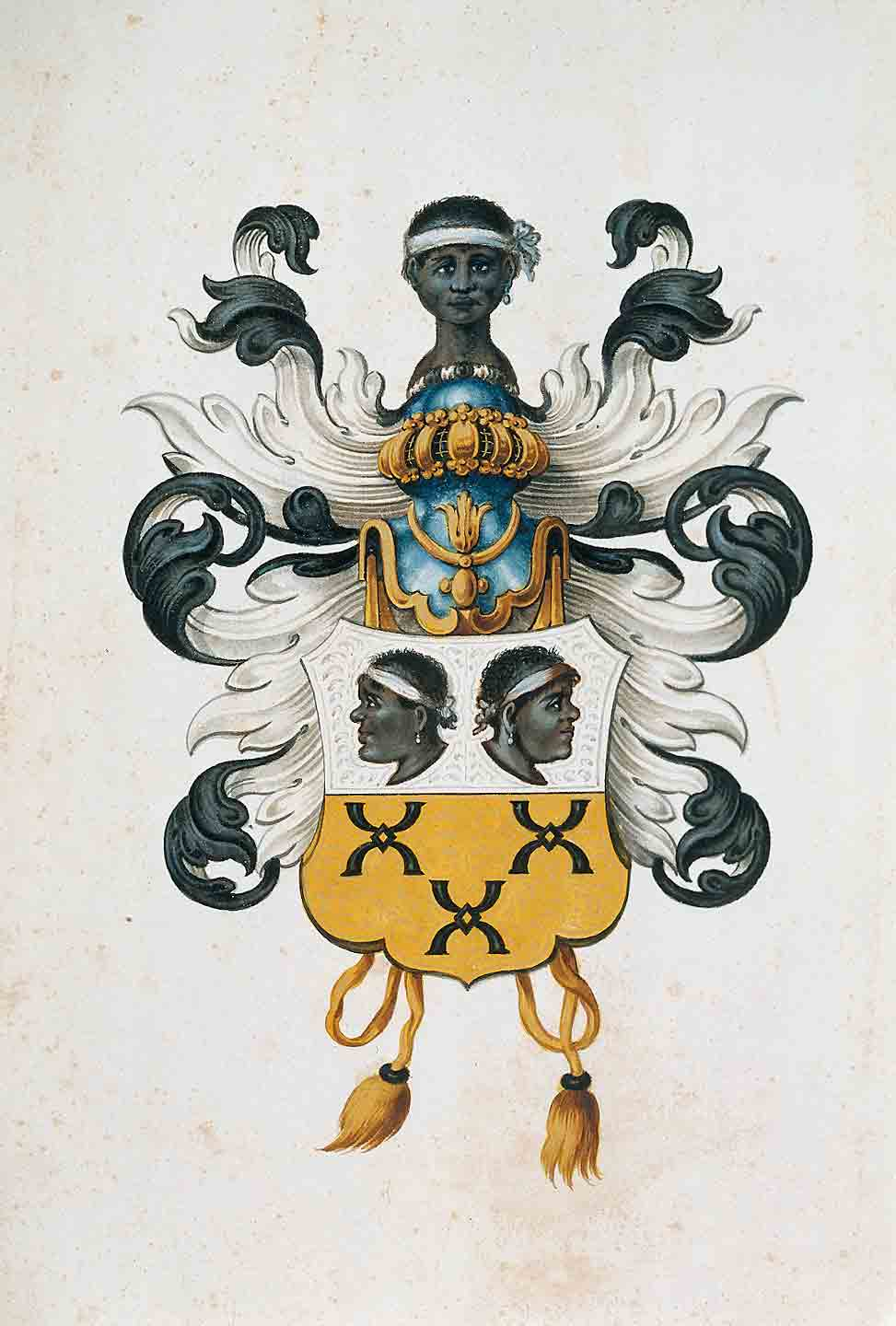
Wapen van het geslacht Van Loon
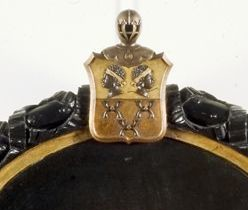
Familiewapen van Pieter van der Werff
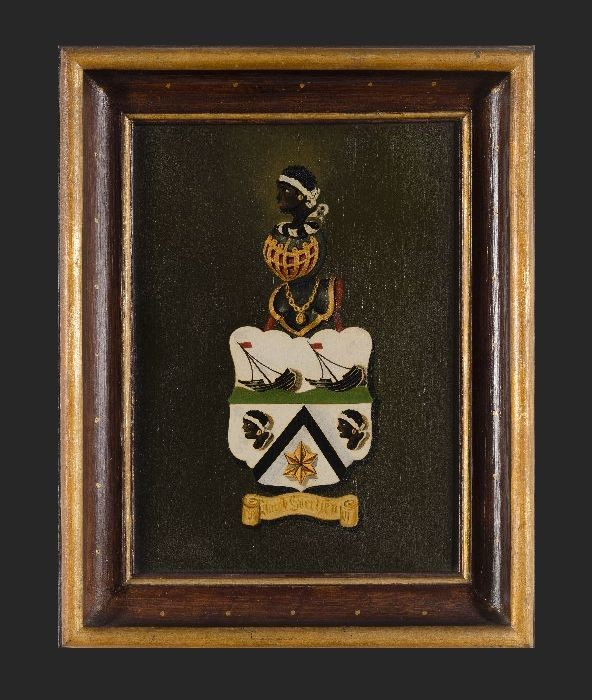
Familiewapen van de familie Evertsen

## De Moor als watermerk
In de watermerkcollectie van Gerhard Piccard die gebruikt wordt bij de datering van middeleeuwse codices, staan meerdere Moren:
- Moor met hoofdband zonder kroon, eind 14de eeuw, codex 22 in het stadsarchief van Tulln.
- Moor, zuid-Duitsland, laatste kwart 14de eeuw.
- Moor met kroon, eerste kwart 15de eeuw.